# Pandemia de COVID-19
A pandemia de COVID-19, também conhecida como pandemia de coronavírus, é uma pandemia da doença por coronavírus 2019 (COVID-19), causada pelo coronavírus da síndrome respiratória aguda grave 2 (SARS-CoV-2). O vírus foi identificado pela primeira vez a partir de um surto em Wuhan, China, em dezembro de 2019. As tentativas de contê-lo falharam, permitindo que o vírus se espalhasse para outras áreas da China e, posteriormente, para todo o mundo. Em 30 de janeiro de 2020, a Organização Mundial da Saúde (OMS) classificou o surto como Emergência de Saúde Pública de Âmbito Internacional (PHEIC) e, em 11 de março de 2020, como pandemia. A OMS declarou o fim da PHEIC no dia 5 de maio de 2023, apesar de ainda continuar a se referir a ela como uma pandemia. Até 29 de junho de 2025, conforme a OMS, 778 276 535 casos foram confirmados em 231 países e territórios, com 7 097 307 mortes atribuídas à doença, tornando-se a quinta mais mortal da história.
Os sintomas de COVID-19 são altamente variáveis, variando de nenhum a doenças com risco de morte, mas mais comumente incluem febre, tosse seca e fadiga. A doença num estado mais grave e severo é mais provável em pacientes idosos e naqueles com certas condições médicas subjacentes. A COVID-19 é transmitida quando as pessoas respiram ar contaminado por gotículas e pequenas partículas transportadas pelo ar que contêm o vírus. O risco de inalar isso é maior quando as pessoas estão próximas, mas podem ser inaladas a distâncias maiores, principalmente em ambientes fechados. A transmissão também pode ocorrer se os fluidos contaminados atingirem os olhos, nariz ou boca e, raramente, através de superfícies contaminadas. As pessoas infectadas normalmente permanecem contagiosas por 10 a 14 dias e podem espalhar o vírus mesmo que não desenvolvam sintomas. Mutações produziram muitas cepas (variantes) com graus variados de infectividade e virulência.
Várias vacinas contra a COVID-19 foram desenvolvidas e distribuídas ao redor do mundo desde dezembro de 2020. De acordo com um estudo de junho de 2022, as vacinas contra a COVID-19 evitaram 14,4 a 19,8 milhões de mortes adicionais em 185 países e territórios de 8 de dezembro de 2020 a 8 de dezembro de 2021. Outras medidas preventivas recomendadas incluem distanciamento social, uso de máscaras faciais em público, ventilação e filtragem de ar, lavagem das mãos, cobertura da boca ao espirrar ou tossir, desinfecção de superfícies e monitoramento e autoisolamento para pessoas expostas ou sintomáticas. Os tratamentos incluem drogas terapêuticas que inibem o vírus e o controle dos sintomas. Autoridades em todo o mundo responderam implementando restrições a viagens, confinamentos, controles dos locais de trabalho, quarentenas e fechamentos de instalações. Muitos lugares também trabalharam para aumentar a capacidade de testar e rastrear os contatos dos infectados.
A pandemia resultou em instabilidade social e econômica global significativa, incluindo a maior recessão global desde a Grande Depressão. Isso levou a uma escassez generalizada de suprimentos, que foi exacerbada pela corrida às compras, interrupção da agricultura e escassez de alimentos, além de diminuição das emissões de poluentes e gases de efeito estufa. Muitas instituições educacionais e áreas públicas foram parcial ou totalmente fechadas, e muitos eventos foram cancelados ou adiados. A desinformação circulou nas redes sociais e nos meios de comunicação de massa. A pandemia levantou questões de discriminação racial e geográfica, igualdade na saúde e o equilíbrio entre os imperativos da saúde pública e os direitos individuais.

## Etimologia
Em epidemiologia, uma pandemia é definida como "uma epidemia que ocorre em uma área muito ampla, cruzando fronteiras internacionais e geralmente afetando um grande número de pessoas". Durante a pandemia de COVID-19, assim como em outras pandemias, o significado deste termo foi desafiado.
A pandemia de COVID-19 é conhecida por vários nomes. Às vezes, é referida na mídia como a "pandemia de coronavírus" apesar da existência de outros coronavírus humanos que causaram epidemias e surtos (por exemplo, SARS).
Durante o surto inicial em Wuhan, o vírus e a doença eram comumente chamados de "coronavírus", "coronavírus de Wuhan", "surto de coronavírus" e "surto de coronavírus de Wuhan", com a doença sendo às vezes chamada de "pneumonia de Wuhan". Em janeiro de 2020, a OMS recomendou "2019-nCoV" e "doença respiratória aguda 2019-nCoV" como nomes provisórios para o vírus e a doença, respectivamente, de acordo com as diretrizes internacionais de 2015 contra o uso de localizações geográficas (por exemplo, Wuhan, China), espécies de animais ou grupos de pessoas com nomes de doenças e vírus, em parte para evitar o estigma social. A OMS oficializou os nomes "SARS-CoV-2" (vírus) e "COVID-19" (doença) em 11 de fevereiro de 2020. Tedros Adhanom Ghebreyesus, diretor-geral da OMS, explicou: CO para corona, VI para vírus, D para doença e 19 para quando o surto foi identificado pela primeira vez (31 de dezembro de 2019). A OMS também usa "o vírus da COVID-19" e "o vírus responsável pela COVID-19" em comunicações públicas.
A OMS nomeia as variantes do vírus usando letras gregas. A prática inicial de nomeá-las de acordo com onde as variantes foram identificadas (por exemplo, Delta começou como a "variante indiana") não é mais comum. Um esquema de nomenclatura mais sistemático reflete a linhagem pangolin da variante (por exemplo, a linhagem da Ómicron é B.1.1.529) e é usado para outras variantes.

## Epidemiologia

### Antecedentes
O SARS-CoV-2 é um vírus recentemente descoberto que está intimamente relacionado aos vírus transmitidos por morcegos, pangolins, e pelo SARS-CoV. O primeiro surto conhecido começou em Wuhan, Hubei, China, em novembro de 2019. Muitos dos primeiros casos estavam ligados a pessoas que haviam visitado o Mercado Atacadista de Frutos do Mar de Huanan, mas é possível que a transmissão entre humanos tenha começado mais cedo.
O consenso científico é que o vírus é muito provavelmente de origem zoonótica, de morcegos ou de outro mamífero intimamente relacionado. Apesar disso, o assunto gerou extensa especulação sobre origens alternativas. A controvérsia da origem aumentou as divisões geopolíticas, notadamente entre os Estados Unidos e a China.
A primeira pessoa infectada conhecida adoeceu em 1 de dezembro de 2019. Esse indivíduo não tinha conexão com o posterior aglomerado de pessoas do mercado de frutos do mar que foram infetadas. No entanto, um caso anterior pode ter ocorrido em 17 de novembro. Dois terços do aglomerado inicial de casos estavam vinculados ao mercado. A análise do relógio molecular sugere que o paciente zero provavelmente foi infectado entre meados de outubro e meados de novembro de 2019.

### Surto inicial
Os primeiros casos suspeitos foram notificados em 31 de dezembro de 2019, com os primeiros sintomas aparecendo algumas semanas antes, em 17 de novembro e 1 de dezembro de 2019. O mercado foi fechado em 1 de janeiro de 2020 e as pessoas com os sintomas foram isoladas. Mais de 700 pessoas, incluindo mais de 400 profissionais de saúde, que entraram em contato próximo com casos suspeitos, foram posteriormente monitoradas. Com o desenvolvimento de um teste de PCR de diagnóstico específico para detectar a infecção, a presença de COVID-19 foi então confirmada em 41 pessoas em Wuhan, das quais duas foram posteriormente relatadas como sendo um casal, um dos quais não tinha estado no mercado e outros três membros da mesma família que trabalhavam nas bancas de produtos do mar do mesmo mercado.
A primeira morte decorrente da epidemia ocorreu em 9 de janeiro de 2020. O primeiro caso confirmado fora da China foi na Tailândia, em 13 de janeiro de 2020. A Comissão Nacional de Saúde da China confirmou, em 20 de janeiro de 2020, que o novo coronavírus poderia ser transmitido entre seres humanos. Na altura, vários profissionais de saúde também foram infectados. A OMS alertou que era possível um surto mais amplo. Houve também preocupações de se espalhar mais durante a alta temporada de viagens da China devido ao Ano-Novo Chinês.
Em 20 de janeiro, a China registrou um aumento acentuado nos casos com quase 140 novos pacientes, incluindo duas pessoas em Pequim e uma em Shenzhen. Em 23 de janeiro de 2020, Wuhan foi colocada em quarentena, no qual todo o transporte público dentro e fora de Wuhan foi suspenso. As cidades de Huanggang e Ezhou, adjacentes a Wuhan, também foram colocadas em quarentena semelhante em 24 de janeiro de 2020. Nesse mesmo dia, o primeiro caso do novo coronavírus foi confirmado na Europa, mais precisamente em França.
Em 13 de fevereiro de 2020, após dois casos confirmados em um condomínio, as autoridades investigaram a transmissão entre pacientes sem qualquer tipo de relação. A suspeita era de que o vírus tinha se espalhado pela canalização de um edifício. Um prédio de 35 andares foi evacuado e mais de cem pessoas não puderam voltar para casa após a confirmação de que dois moradores estavam com o vírus: uma mulher de 62 anos, que morava no 3.º andar, e um vizinho não identificado do 13.º andar.
No mesmo dia, Robert Redfield, diretor do Centros de Controle e Prevenção de Doenças dos EUA (CDC), disse à CNN que a transmissão assintomática do novo coronavírus era possível. Redfield disse que uma pessoa infectada que não apresentasse sintomas ainda assim poderia transmitir o vírus a outra pessoa.

### Expansão global
A partir de meados de janeiro de 2020, ocorreram os primeiros casos confirmados fora da China continental. O primeiro caso confirmado fora da China foi na Tailândia, em 13 de janeiro. Após isso, casos da doença foram confirmados no Japão (16 de janeiro); Coreia do Sul (20 de janeiro); Taiwan e Estados Unidos (21 de janeiro); Hong Kong e Macau (22 de janeiro); Singapura (23 de janeiro); França, Nepal e Vietnã (24 de janeiro); Malásia e Austrália (25 de janeiro); Canadá (26 de janeiro); Camboja (27 de janeiro); Alemanha (28 de janeiro); Finlândia, Emirados Árabes Unidos e Sri Lanka (29 de janeiro); Itália, Índia e Filipinas (30 de janeiro); Reino Unido (31 de janeiro).
Em 15 de fevereiro de 2020, foi confirmado o primeiro caso do novo coronavírus — de uma norte-americana de 83 anos — envolvendo o navio de cruzeiro Westerdam, que tinha um total de 1 455 passageiros e 802 tripulantes a bordo e não estava em quarentena. Vários países asiáticos recusaram-se a deixar o Westerdam atracar em seus portos antes de serem autorizados a desembarcar no Camboja no dia 14 de fevereiro. No dia 26 de fevereiro, uma mulher japonesa tinha sido infectada com o vírus pela segunda vez. A mulher, que na época tinha por volta de 40 anos, tinha feito o teste pela segunda vez após ter dor de garganta e no peito. Na primeira vez havia sido infectada no fim de janeiro, ficou internada e recebeu alta do hospital em 1 de fevereiro. Embora esse tenha sido o primeiro caso conhecido no Japão de dupla infecção, infecções reincidentes foram anteriormente relatadas na China.
Em 11 de março, a Organização Mundial da Saúde (OMS) classificou oficialmente o surto como uma pandemia. No dia 18 de março de 2020, dado a situação alarmante que a pandemia tinha chegado, o presidente dos Estados Unidos Donald Trump em entrevista, anunciou que iria invocar a lei de guerra e comparou esforços à Segunda Guerra Mundial, fazendo uma analogia ao cenário da Segunda Guerra.
No dia 10 de abril, a pandemia atingiu mais de cem mil mortes no mundo, com o número total de casos ultrapassando 1,6 milhão, de acordo com a Universidade Johns Hopkins. No dia 15 de abril, o número de infectados pela doença ultrapassou os dois milhões; no entanto, esse número apenas revelava uma parte do total de contágios, uma vez que as políticas de detecção variavam entre os países, sendo que alguns contavam apenas os pacientes hospitalizados. Em 28 de setembro, o mundo ultrapassou a marca de 1 milhão de mortos por COVID-19.
Em 12 de outubro de 2020, foi divulgado pela revista Galileu, que um estudo, realizado por pesquisadores do Laboratório de Saúde Pública do Estado de Nevada e da Universidade de Nevada, confirmou o primeiro caso de reinfecção pela COVID-19 nos Estados Unidos, sendo esse o quinto caso reconhecido em todo o mundo, o que indicava que a exposição ao vírus poderia não trazer imunidade total.

### Casos

Casos confirmados cumulativos por país, em 24 de maio de 2022
10 000 000+
1 000 000–9 999 999
100 000–999 999
10 000–99 999
1 000–9 999
100–999
1–99
0

As contagens oficiais de "casos" referem-se ao número de pessoas que foram testadas para a COVID-19 e cujo teste foi confirmado como positivo de acordo com protocolos oficiais, independentemente de terem ou não doença sintomática. Devido ao efeito do enviesamento da amostra, os estudos que obtêm um número mais preciso por extrapolação de uma amostra aleatória constataram consistentemente que o total de infecções excede consideravelmente a contagem de casos relatados. Muitos países, desde o início, tinham políticas oficiais para não testar aqueles com apenas sintomas leves. Os fatores de risco mais fortes para doenças graves são obesidade, complicações de diabetes, transtornos de ansiedade e o número total de condições.
No início de 2020, uma meta-análise de casos autorrelatados na China por idade indicou que uma proporção relativamente baixa de casos ocorreu em indivíduos com menos de 20 anos. Não ficou claro se isso ocorreu porque os jovens eram menos propensos a serem infectados ou menos propensos a desenvolver sintomas e serem testados. Um estudo de coorte retrospectivo na China descobriu que crianças e adultos tinham a mesma probabilidade de serem infectados.
Entre estudos mais completos, os resultados preliminares de 9 de abril de 2020 descobriram que em Gangelt, o centro de um grande aglomerado de infecções na Alemanha, 15% de uma amostra populacional testou positivo para anticorpos. A triagem para a COVID-19 em mulheres grávidas na cidade de Nova Iorque e doadores de sangue nos Países Baixos encontrou taxas de testes de anticorpos positivos que indicaram mais infecções do que o relatado. As estimativas baseadas em seroprevalência são conservadoras, pois alguns estudos mostram que pessoas com sintomas leves não têm anticorpos detectáveis.
As estimativas iniciais do número básico de reprodução (R0) para a COVID-19 em janeiro de 2020 estavam entre 1,4 e 2,5, mas uma análise subsequente afirmou que pode ser cerca de 5,7 (com um intervalo de confiança de 95% de 3,8 a 8,9).
Em dezembro de 2021, o número de casos continuou a subir devido a vários fatores, incluindo novas variantes do vírus. A partir de 28 de dezembro daquele ano, 282 790 822 indivíduos em todo o mundo foram confirmados como infectados. Em 14 de abril de 2022, mais de 500 milhões de casos foram confirmados globalmente. A maioria dos casos não é confirmada, com o Institute for Health Metrics and Evaluation estimando que o número real de casos no início de 2022 esteja na casa dos bilhões. Até 29 de junho de 2025, 778 276 535 casos foram confirmados em 231 países e territórios.

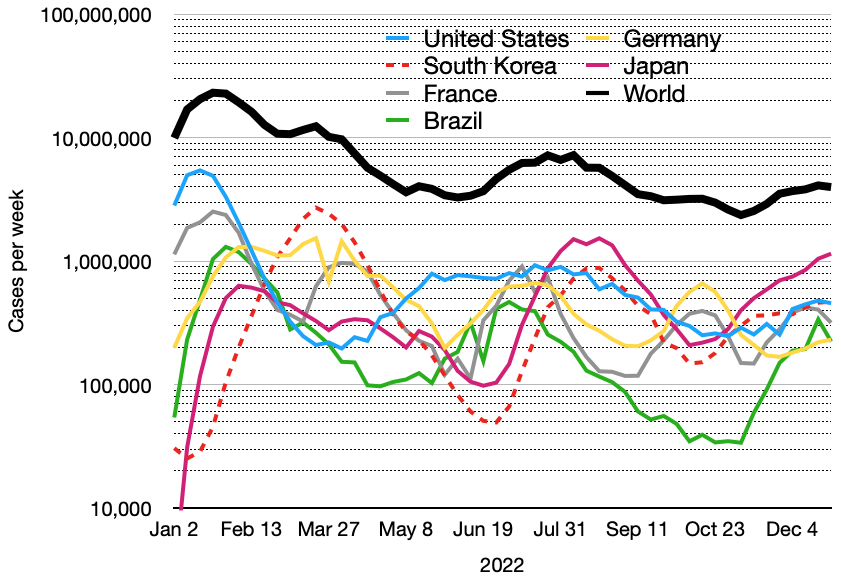
Gráfico semi-log de novos casos semanais de COVID-19 no mundo e os seis principais países (média com mortes) (Brasil em verde).
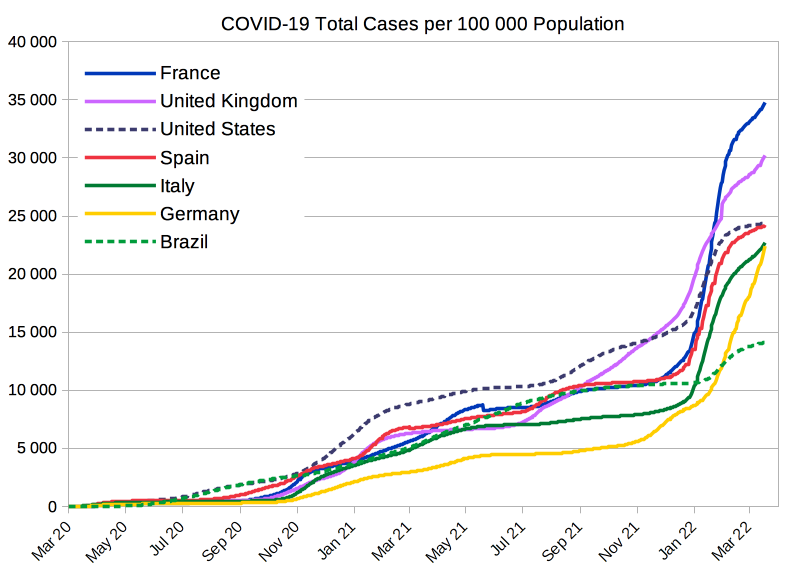
Total de casos de COVID-19 por 100 000 pessoas de países selecionados (Brasil em verde tracejado).

### Mortes

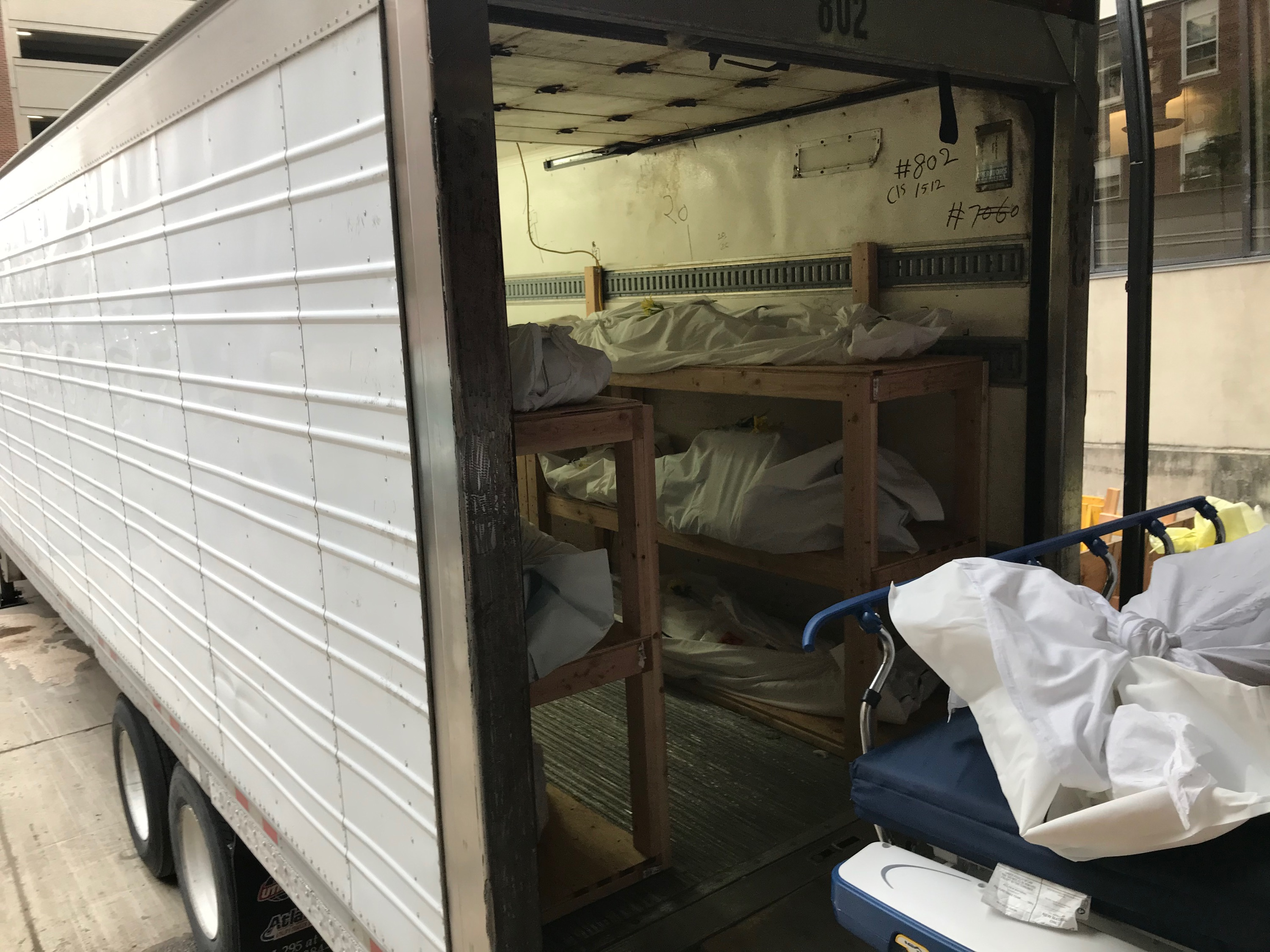
Falecidos em uma "morgue móvel" refrigerada do lado de fora de um hospital em Hackensack, Nova Jérsia, Estados Unidos, em abril de 2020.

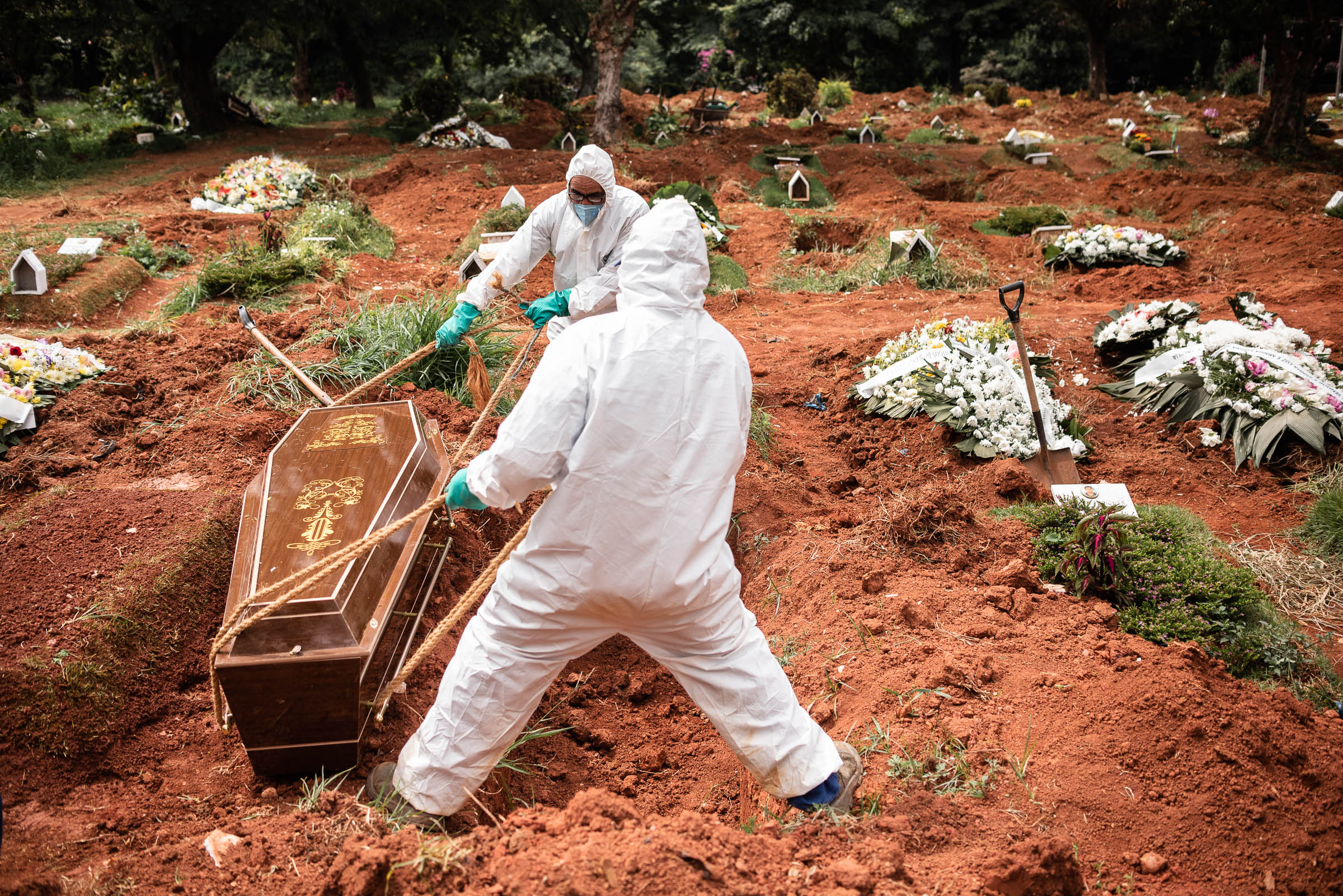
Coveiros com proteção contra contaminação enterram o corpo de um homem suspeito de ter morrido de COVID-19 no cemitério da Vila Alpina, zona leste de São Paulo, em abril de 2020.

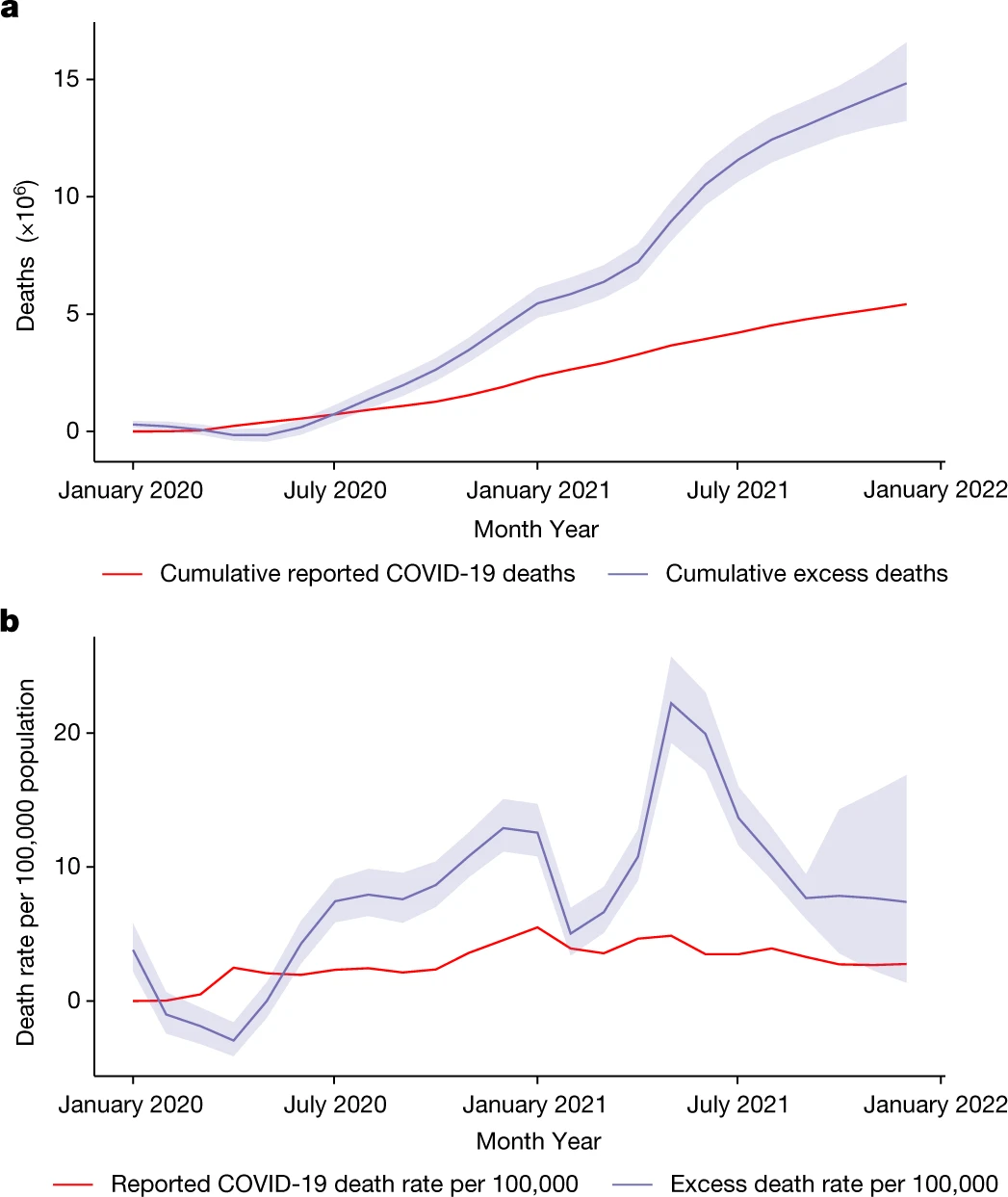
Mortes reportadas e excesso de mortalidade global por COVID-19 e mortes a cada pessoas, de acordo com o estudo da OMS.

Até 29 de junho de 2025, 7 097 307 mortes foram atribuídas à COVID-19. A primeira morte confirmada foi em Wuhan em 9 de janeiro de 2020. Esses números variam por região e ao longo do tempo, influenciados pelo volume de testes, qualidade do sistema de saúde, opções de tratamento, resposta do governo, tempo desde o surto inicial e características da população, como idade, sexo e saúde geral.
Várias medidas são usadas para quantificar a mortalidade. As contagens oficiais de mortes geralmente incluem pessoas que morreram após o teste positivo. Essas contagens excluem mortes sem teste. Por outro lado, as mortes de pessoas que morreram de doenças subjacentes após um teste positivo podem ser incluídas. Países como a Bélgica incluem mortes por casos suspeitos, incluindo aqueles sem teste, aumentando assim as contagens.
Alegou-se que as contagens oficiais de mortes subnotificam o número real de mortes, porque os dados de excesso de mortalidade (o número de mortes em um período em comparação com uma média de longo prazo) mostram um aumento nas mortes que não é explicado apenas pelas mortes por COVID-19. Usando esses dados, as estimativas do número real de mortes por COVID-19 em todo o mundo incluem um intervalo de 18,7 a 33,5 milhões pelo The Economist, bem como mais de 10,3 milhões pelo Institute for Health Metrics and Evaluation e cerca de 18,2 milhões de mortes entre 1 de janeiro de 2020 e 31 de dezembro de 2021 por um estudo internacional abrangente. Essas mortes incluem mortes devido a restrições e prioridades de capacidade de assistência médica, bem como relutância em procurar atendimento (para evitar uma possível infecção). Pesquisas adicionais podem ajudar a distinguir as proporções causadas diretamente pela COVID-19 daquelas causadas por consequências indiretas da pandemia.
Em maio de 2022, a OMS estimou o número de mortes em excesso em cerca de 15 milhões em comparação com 5,4 milhões de mortes relatadas por COVID-19, com a maioria das 9,5 milhões de mortes não relatadas acreditadas como mortes diretas devido ao vírus, em vez de mortes indiretas. Algumas mortes ocorreram porque pessoas com outras condições não puderam acessar os serviços médicos. Outro estudo da OMS de dezembro de 2022 estimou o excesso de mortalidade pela pandemia durante 2020 e 2021, concluindo novamente aproximadamente 14,8 milhões de mortes precoces em excesso, reafirmando seus cálculos anteriores de maio e atualizando-os, abordando as críticas recebidas. Esses números não incluem medidas como anos potenciais de vida perdidos, podendo tornar a pandemia como a principal causa de morte em 2021.
O tempo entre o início dos sintomas e a morte varia de 6 a 41 dias, geralmente cerca de 14 dias. As taxas de mortalidade aumentam em função da idade. As pessoas com maior risco de mortalidade são os idosos e aqueles com doenças subjacentes.

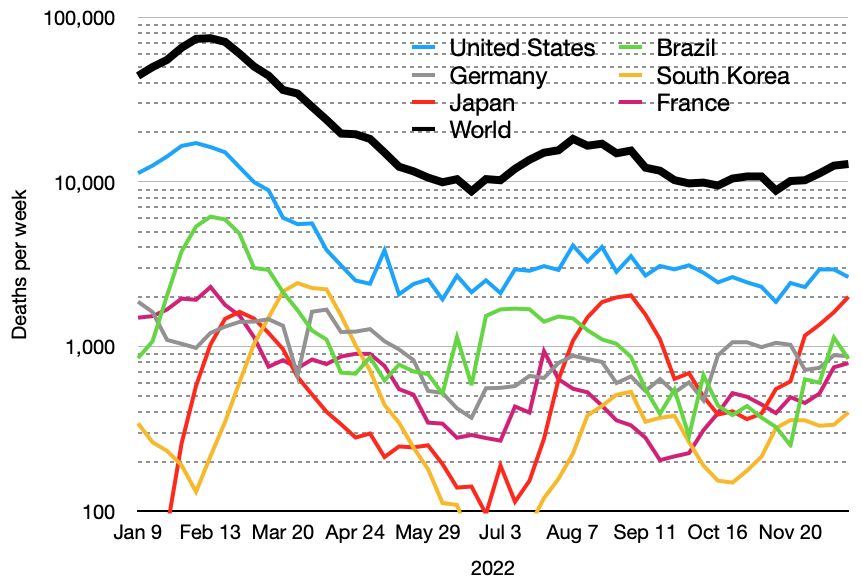
Gráfico semi-log de mortes semanais devido à COVID-19 no mundo e nos seis principais países (média com casos) (Brasil em verde)
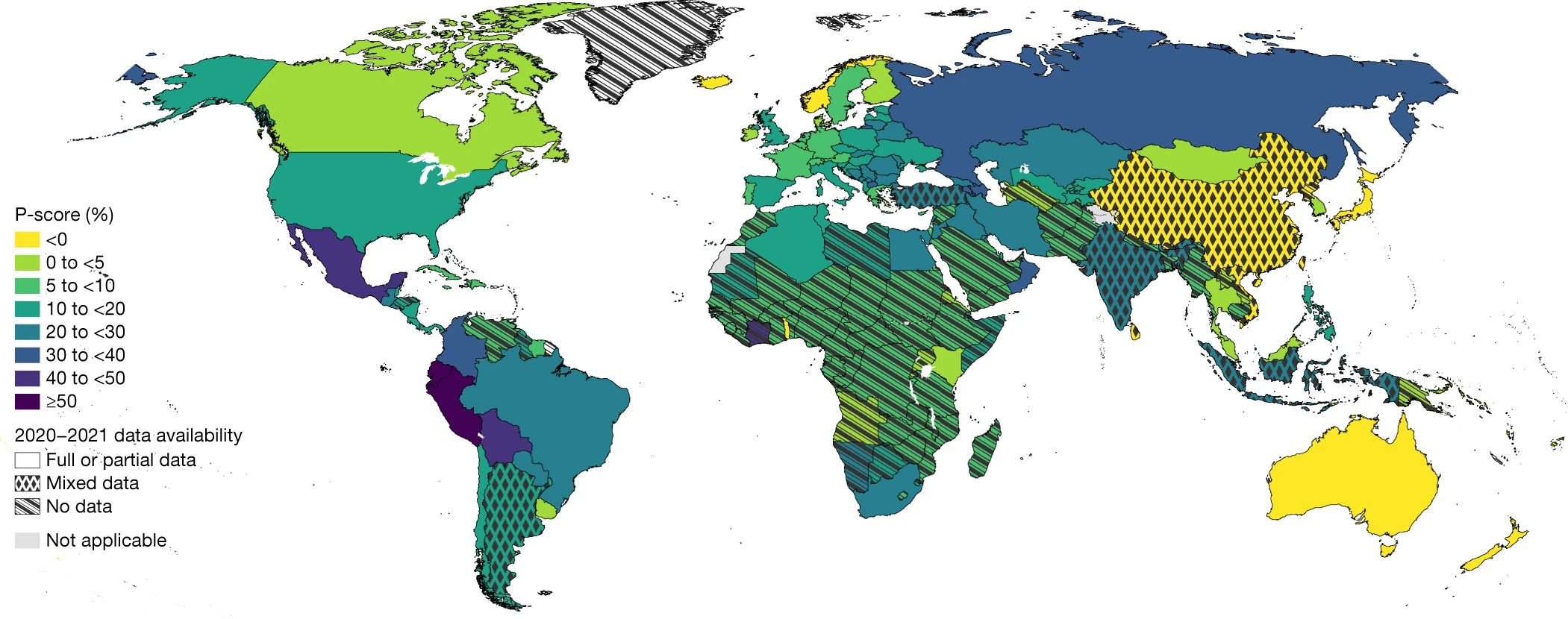
Excesso de mortalidade em relação às mortes esperadas (os padrões indicam a qualidade dos dados de mortalidade por todas as causas disponíveis para cada país respectivo).
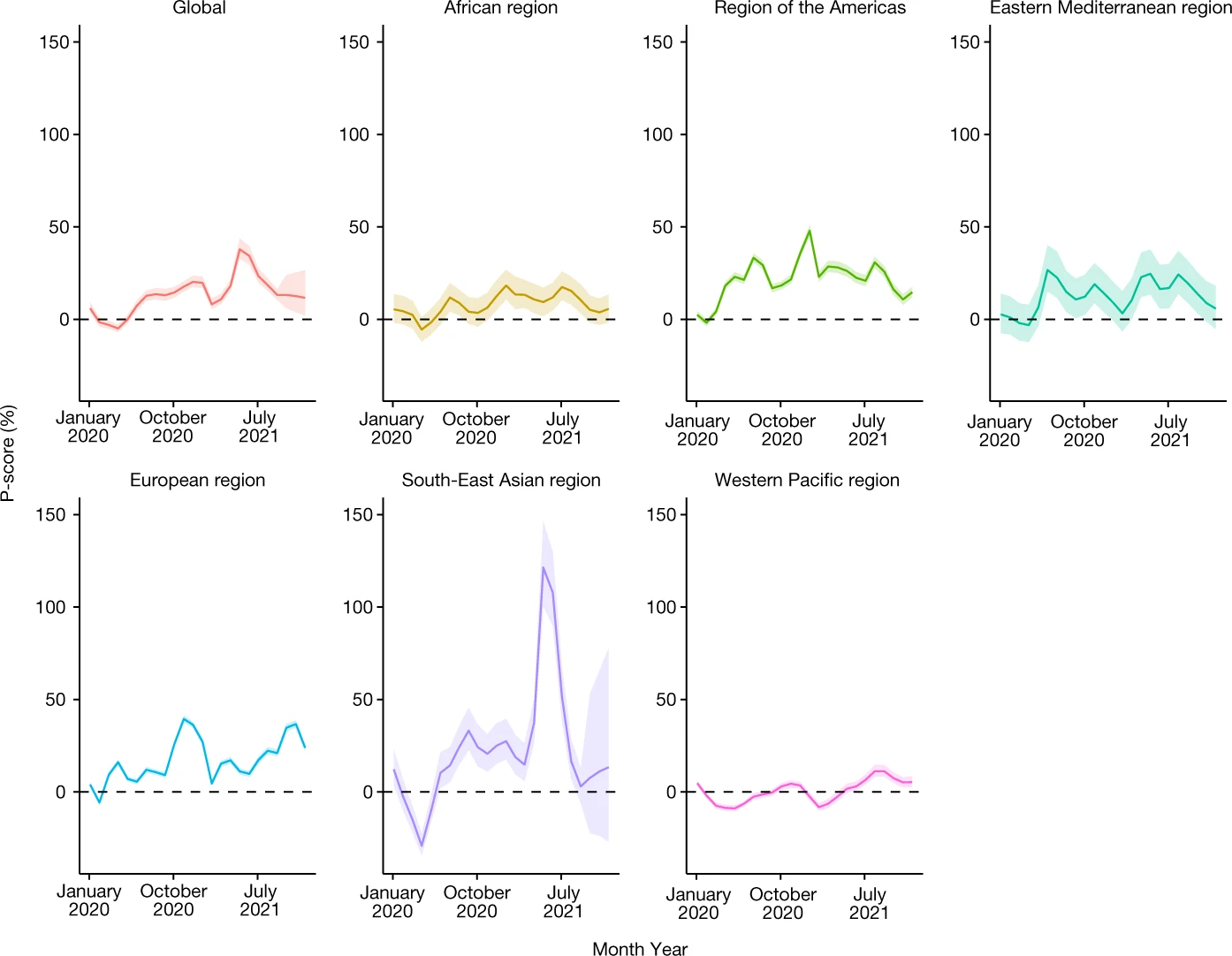
Excesso de mortalidade em relação às mortes esperadas (global e região da OMS).
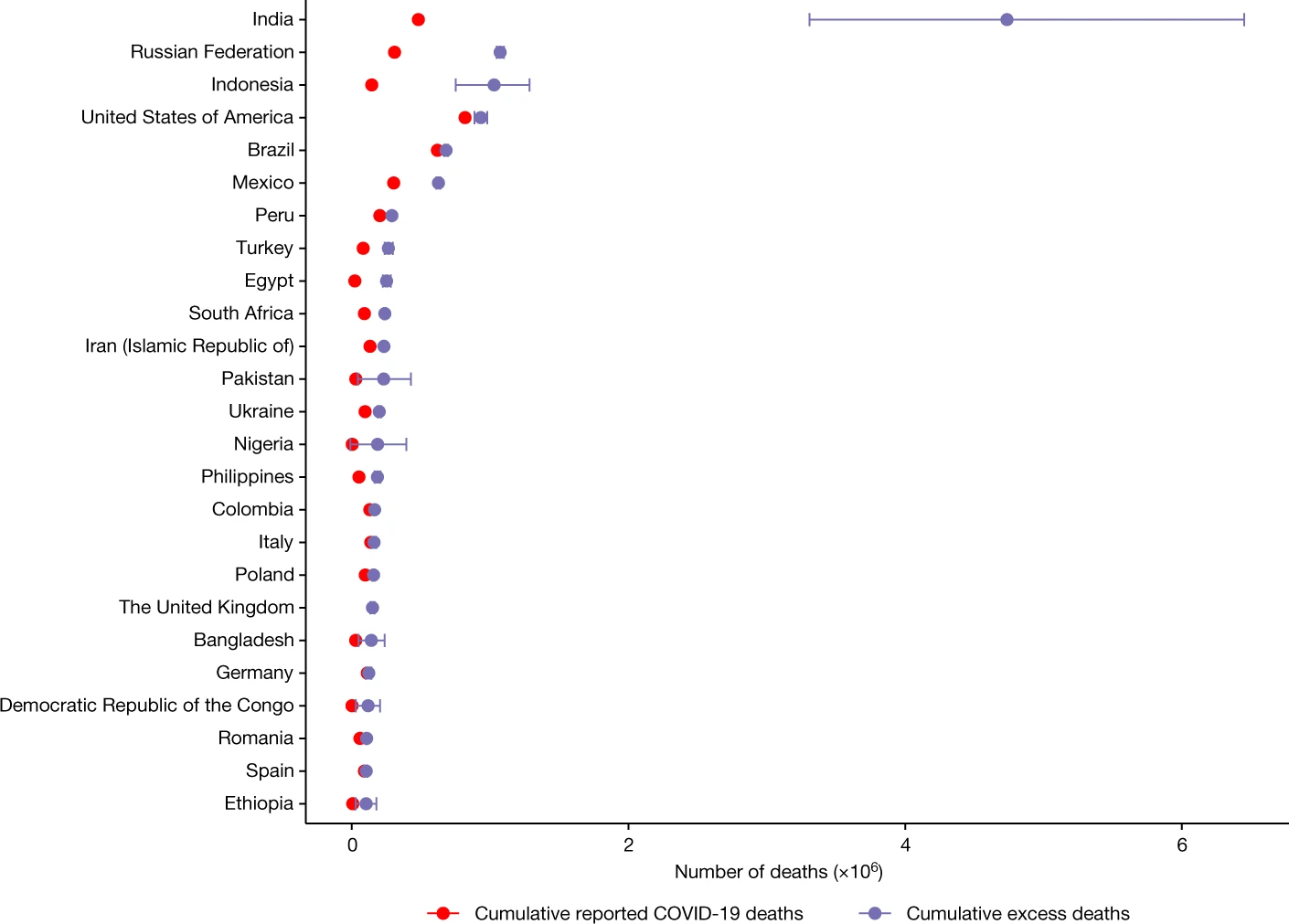
Os 25 países com o maior total estimado de excesso de mortalidade devido à pandemia de COVID-19 entre janeiro de 2020 e dezembro de 2021.
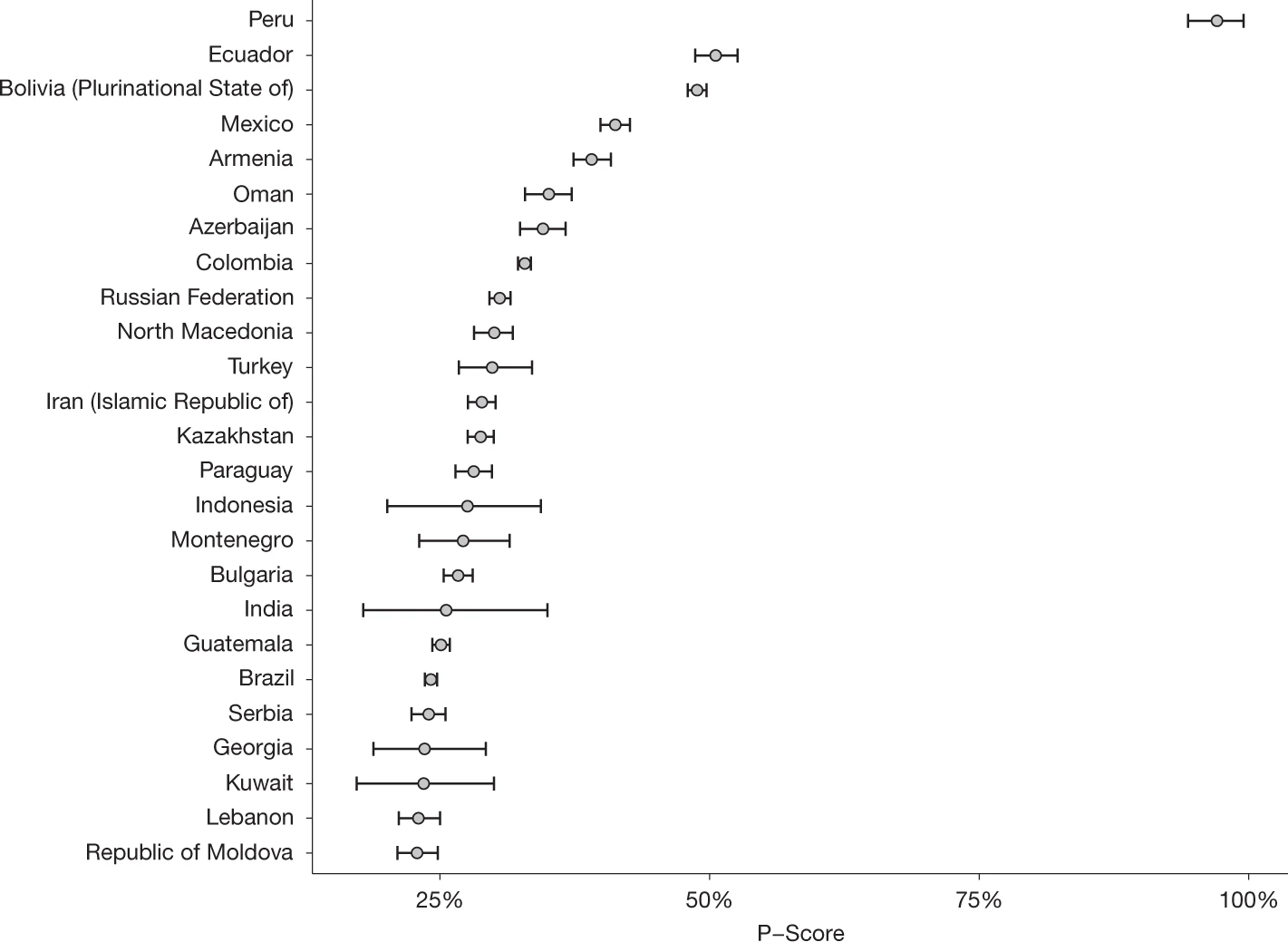
Os 25 países com os maiores P-escores médios (excesso de mortalidade em relação às mortes esperadas).
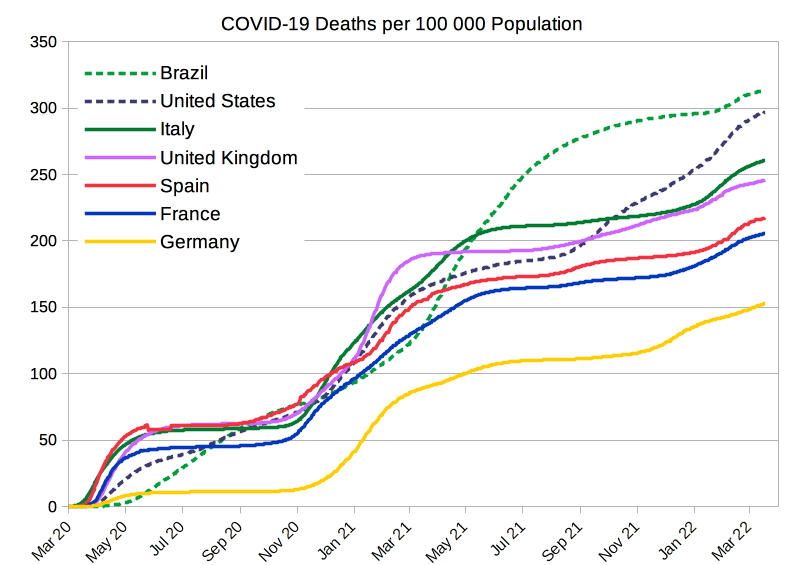
Mortes por COVID-19 por 100 000 habitantes de países selecionados (Brasil em verde tracejado).

#### Taxa de letalidade (L)
| Grupo etário | L      |
| ------------ | ------ |
| 0–34         | 0,004% |
| 35–44        | 0,068% |
| 45–54        | 0,23%  |
| 55–64        | 0,75%  |
| 65–74        | 2,5%   |
| 75–84        | 8,5%   |
| 85+          | 28,3%  |

A taxa de letalidade (L) é o número cumulativo de mortes atribuídas à doença dividido pelo número cumulativo de indivíduos infectados (incluindo infecções assintomáticas e não diagnosticadas e excluindo indivíduos infectados vacinados). É expresso em pontos percentuais (não como decimal). Outros estudos referem-se a essa métrica como a "taxa de mortalidade por infecção" ou o "risco de fatalidade por infecção".
Em novembro de 2020, um artigo de revisão da Nature relatou estimativas de L ponderadas pela população para vários países, excluindo mortes em instituições de atendimento a idosos, e encontrou um intervalo médio de 0,24% a 1,49%.
A L aumenta em função da idade (de 0,002% aos 10 anos e 0,01% aos 25 anos, para 0,4% aos 55 anos, 1,4% aos 65 anos, 4,6% aos 75 anos e 15% aos 85 anos). Essas taxas variam por um fator de aproximadamente 10 000 entre as faixas etárias. Para comparação, a L para adultos de meia-idade é duas ordens de magnitude maior do que o risco anualizado de um acidente automobilístico fatal e muito maior do que o risco de morrer de gripe sazonal.
Em dezembro de 2020, uma revisão sistemática e metanálise que estimou a L ponderada pela população foi de 0,5% a 1% em alguns países (França, Países Baixos, Nova Zelândia e Portugal), 1% a 2% em outros países (Austrália, Inglaterra, Lituânia e Espanha) e cerca de 2,5% na Itália. Este estudo relatou que a maioria das diferenças refletiu diferenças correspondentes na estrutura etária da população e no padrão de infecções específico da idade.
Com base nas estatísticas da Our World In Data, o L global é de 0,90% (7 097 307 mortes para 778 276 535 casos) até 29 de junho de 2025. O número varia de acordo com a região e geralmente diminui ao longo do tempo.

## Doença

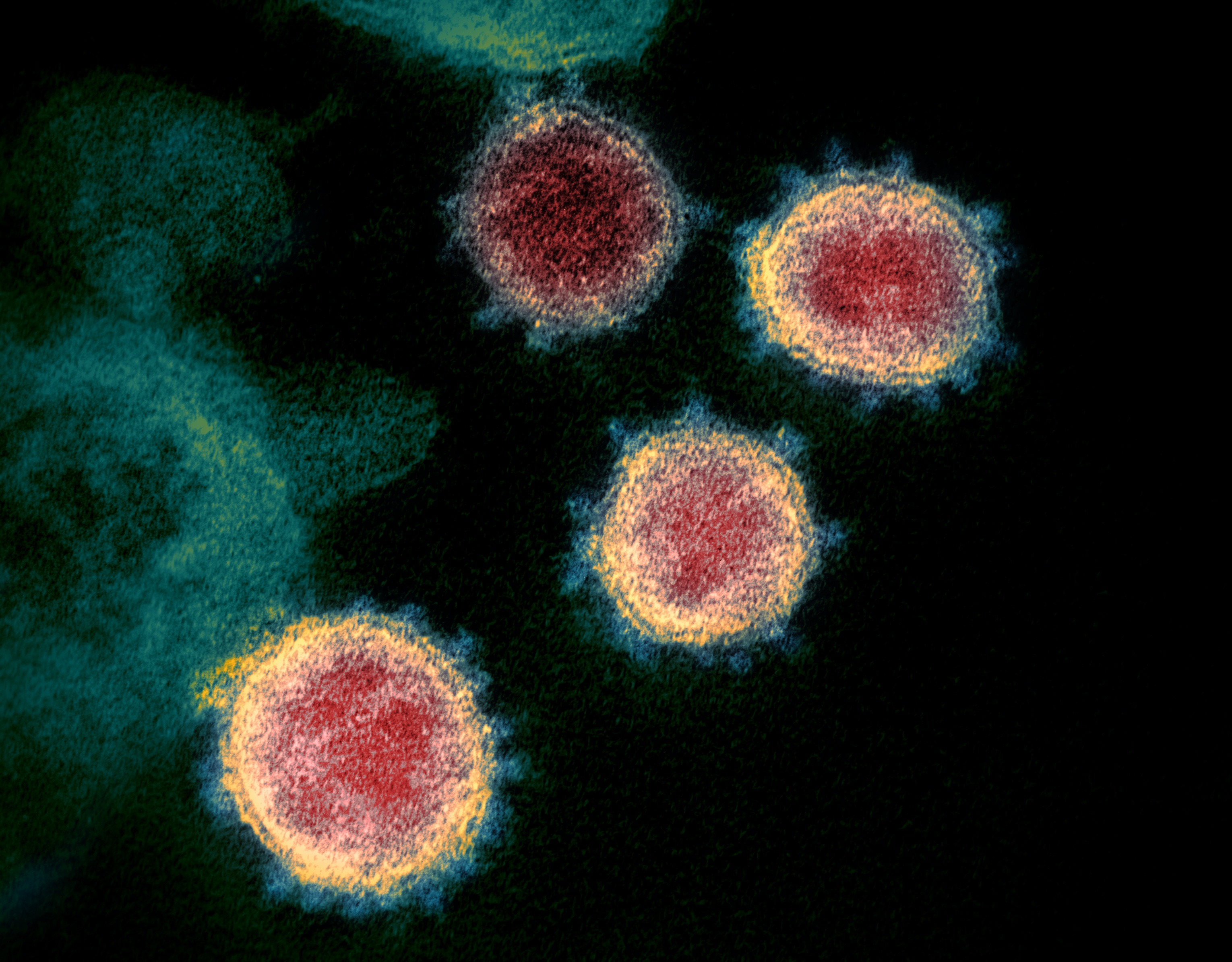
Micrografia eletrónica de viriões de SARS-CoV-2.

A causa da pandemia é uma doença respiratória denominada COVID-19 (do inglês Coronavirus Disease 2019). A doença é causada pela infeção com o coronavírus da síndrome respiratória aguda grave 2 (SARS-CoV-2). O SARS-CoV-2 é um vírus RNA de cadeia simples positiva e pertence a uma grande família de vírus denominada coronavírus. Os coronavírus causam várias infeções respiratórias em seres humanos, desde simples resfriados até doenças mais graves como a síndrome respiratória do Médio Oriente (MERS) ou a síndrome respiratória aguda grave (SARS). O SARS-CoV-2 é o sétimo coronavírus conhecido a poder infetar seres humanos, sendo os restantes o 229E, NL63, OC43, HKU1, MERS-CoV e o SARS-CoV original.
|                                     | MERS-CoV         | SARS-CoV      | SARS-CoV-2    |
| ----------------------------------- | ---------------- | ------------- | ------------- |
| Doença                              | MERS             | SARS          | COVID-19      |
| Surtos                              | 2012, 2015, 2018 | 2002–2004     | 2019–presente |
| Epidemiologia                       |                  |               |               |
| Data do primeiro caso identificado  | Junho 2012       | Novembro 2002 | Dezembro 2019 |
| Local do primeiro caso identificado | Jeddah, Arábia   | Shunde, China | Wuhan, China  |
| Média de idades                     | 56               | 44            | 56            |
| Proporção por sexo                  | 3,3:1            | 0,8:1         | 1,6:1         |
| Casos confirmados                   | 2494             | 8096          | 778 276 535   |
| Mortes                              | 858              | 774           | 7 097 307     |
| Taxa de letalidade                  | 37%              | 9,2%          | 0,9%          |
| Sintomas                            |                  |               |               |
| Febre                               | 98%              | 99–100%       | 87,9%         |
| Tosse seca                          | 47%              | 29–75%        | 67,7%         |
| Falta de ar                         | 72%              | 40–42%        | 18,6%         |
| Diarreia                            | 26%              | 20–25%        | 3,7%          |
| Garganta inflamada                  | 21%              | 13–25%        | 13,9%         |
| Ventilação mecânica                 | 24,5%            | 14–20%        | 4,1%          |
| Notas 1. 2.                         |                  |               |               |

O SARS-CoV-2 foi identificado pela primeira vez em seres humanos em dezembro de 2019 na cidade de Wuhan, na China. É provável que o vírus tenha tido origem numa mutação dos coronavírus de morcegos. Pensa-se que antes de ser transmitido aos seres humanos tenha passado por um reservatório animal intermédio, como o pangolim. Estima-se que o número básico de reprodução do vírus seja de entre 1,4 e 3,9. Isto significa que é esperado que cada infeção pelo vírus resulte em 1,4 a 3,9 novas infeções quando nenhum membro da comunidade é imune e não é tomada nenhuma medida preventiva.
Não existem medicamentos antivirais aprovados para o tratamento de COVID-19, embora estejam vários a ser desenvolvidos e a serem testados medicamentos já existentes. Em casos ligeiros, o alívio dos sintomas pode ser tentado com os mesmos medicamentos para o alívio de sintomas do quadro gripal, ingestão de líquidos e repouso. Em casos mais graves pode ser necessária hospitalização com oxigenoterapia, soro e ventilação mecânica. A administração de corticosteroides pode agravar o prognóstico.

### Variantes
Várias variantes foram nomeadas pela Organização Mundial da Saúde (OMS) e rotuladas como uma variante de preocupação (VdP) ou uma variante de interesse (VdI). Eles compartilham a mutação D614G mais infecciosa: A variante Delta dominou e depois eliminou a VdP anterior da maioria das jurisdições. A capacidade de fuga imunológica da Ómicron pode permitir que ela se espalhe por meio de infecções pós-vacinação, o que, por sua vez, pode permitir que ela coexista com a Delta, que infecta com mais frequência os não vacinados.
| Nome    | Linhagem  | Detectado     | Países | Rótulo/Prioridade |
| ------- | --------- | ------------- | ------ | ----------------- |
| Alfa    | B.1.1.7   | Reino Unido   | 190    | VdP               |
| Beta    | B.1.351   | África do Sul | 140    | VdP               |
| Delta   | B.1.617.2 | Índia         | 170    | VdP               |
| Gama    | P.1       | Brasil        | 90     | VdP               |
| Lambda  | C.37      | Peru          | 30     | VdI               |
| Mu      | B.1.621   | Colômbia      | 57     | VdI               |
| Ómicron | B.1.1.529 | Botsuana      | 149    | VdP               |

### Sinais e sintomas
| Sintoma                              | Percentagem |
| ------------------------------------ | ----------- |
| Febre                                | 87,9%       |
| Tosse seca                           | 67,7%       |
| Fadiga                               | 38,1%       |
| Expectoração                         | 33,4%       |
| Falta de ar                          | 18,6%       |
| Dores musculares ou nas articulações | 14,8%       |
| Garganta inflamada                   | 13,9%       |
| Dor de cabeça                        | 13,6%       |
| Calafrios                            | 11,4%       |
| Náuseas ou vómitos                   | 5,0%        |
| Congestão nasal                      | 4,8%        |
| Diarreia                             | 3,7%        |
| Tosse com sangue                     | 0,9%        |
| Congestão conjuntival                | 0,8%        |

A gravidade dos sintomas varia, desde sintomas ligeiros semelhantes ao resfriado até pneumonia viral grave com insuficiência respiratória potencialmente fatal. Em muitos casos de infeção não se manifestam sintomas. Nos casos sintomáticos, os sintomas mais comuns são febre, tosse e dificuldade em respirar. A perda de olfato e paladar são também sintomas comuns da COVID-19. Entre outros possíveis sintomas menos frequentes estão garganta inflamada, corrimento nasal, espirros ou diarreia. Entre as possíveis complicações estão pneumonia grave, falência de vários órgãos e morte.
Entre os sinais de emergência que indicam a necessidade de procurar imediatamente cuidados médicos estão a dificuldade em respirar ou falta de ar, dor persistente ou pressão no peito, confusão, ou tom azul na pele dos lábios ou da cara.
O período de incubação entre a exposição ao vírus e o início dos sintomas é, em média, de 5 dias, embora possa variar entre 2 e 14 dias. A doença é contagiosa durante o período de incubação, pelo que uma pessoa infetada pode contagiar outras antes de começar a manifestar sintomas.

### Transmissão

Ilustração do vírus SARS-CoV-2.

A doença é transmitida principalmente por via respiratória quando as pessoas inalam gotículas e pequenas partículas transportadas pelo ar (que formam um aerossol) que as pessoas infectadas exalam ao respirar, falar, tossir, espirrar ou cantar. As pessoas infectadas são mais propensas a transmitir a COVID-19 quando estão fisicamente próximas. No entanto, a infecção pode ocorrer em distâncias maiores, principalmente em ambientes fechados.

### Diagnóstico

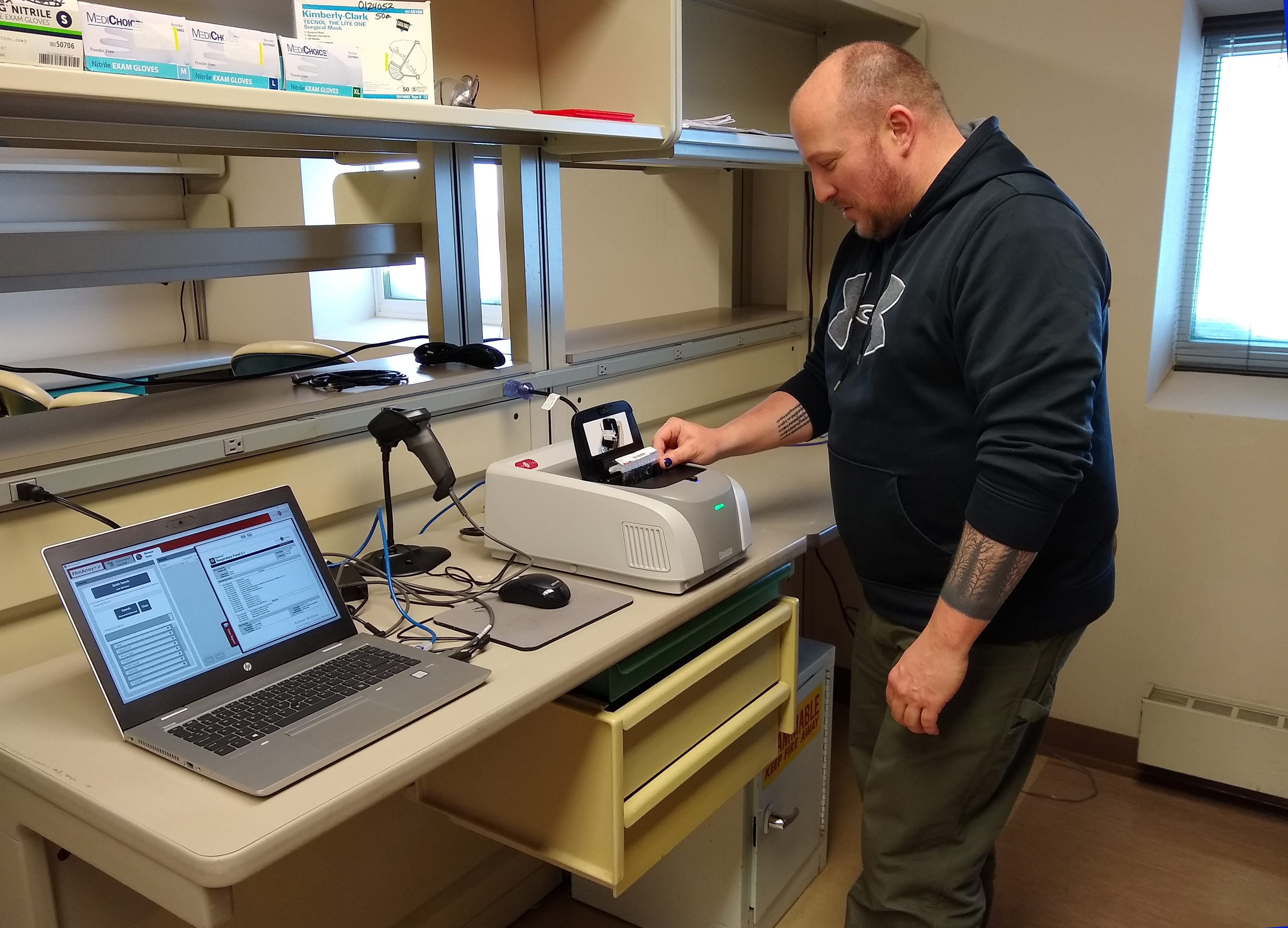
Um enfermeiro da Estação McMurdo monta o equipamento de teste de reação em cadeia da polimerase (PCR), em setembro de 2020.

Os métodos padrão de teste da presença de SARS-CoV-2 são testes de ácido nucleico, que detectam a presença de fragmentos de RNA viral. Como esses testes detectam RNA, mas não vírus infecciosos, sua "capacidade de determinar a duração da infectividade dos pacientes é limitada". O teste geralmente é feito em amostras respiratórias obtidas por uma zaragatoa nasofaríngea; no entanto, um swab nasal ou amostra de escarro também pode ser usado. A OMS publicou vários protocolos de teste para a doença.

### Prevenção
As medidas preventivas para reduzir as chances de infecção incluem vacinar-se, ficar em casa, usar máscara em público, evitar locais lotados, manter distância de outras pessoas, ventilar espaços internos, gerenciar possíveis durações de exposição, lavar as mãos com sabão e água com frequência e por pelo menos vinte segundos, praticando boa higiene respiratória e evitando tocar nos olhos, nariz ou boca com as mãos não lavadas.
Aqueles diagnosticados com COVID-19 ou que acreditam que podem estar infectados são aconselhados pelo CDC a ficar em casa, exceto para obter assistência médica, ligar antes de visitar um profissional de saúde, usar uma máscara facial antes de entrar no consultório do profissional de saúde e, quando estiver em qualquer sala ou veículo com outra pessoa, cobrir tosses e espirros com um lenço de papel, lavar regularmente as mãos com água e sabão e evitar compartilhar utensílios domésticos pessoais.

### Vacinação

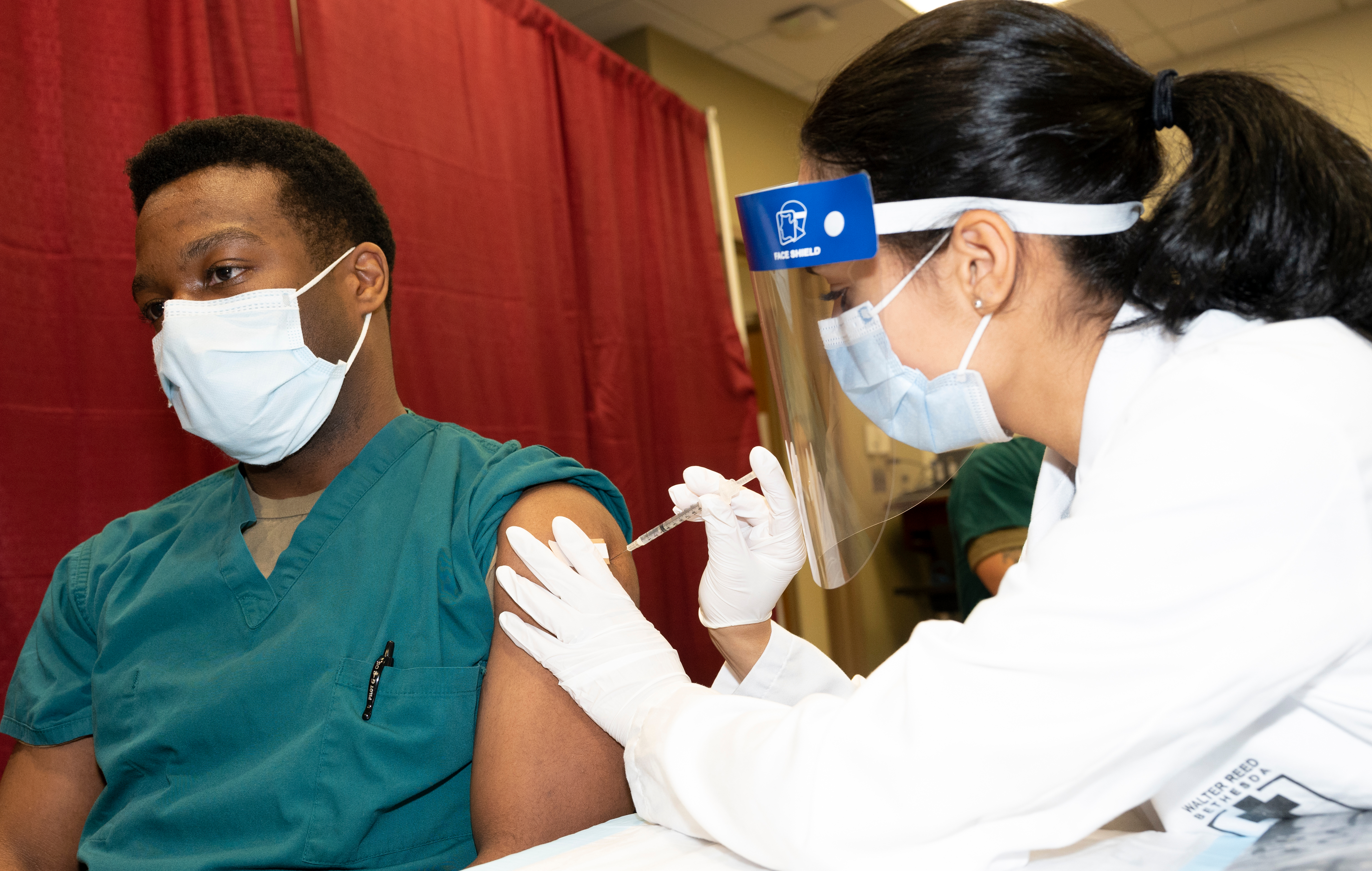
Um médico do Hospital Militar Nacional de Walter Reed recebendo uma vacina contra a COVID-19.

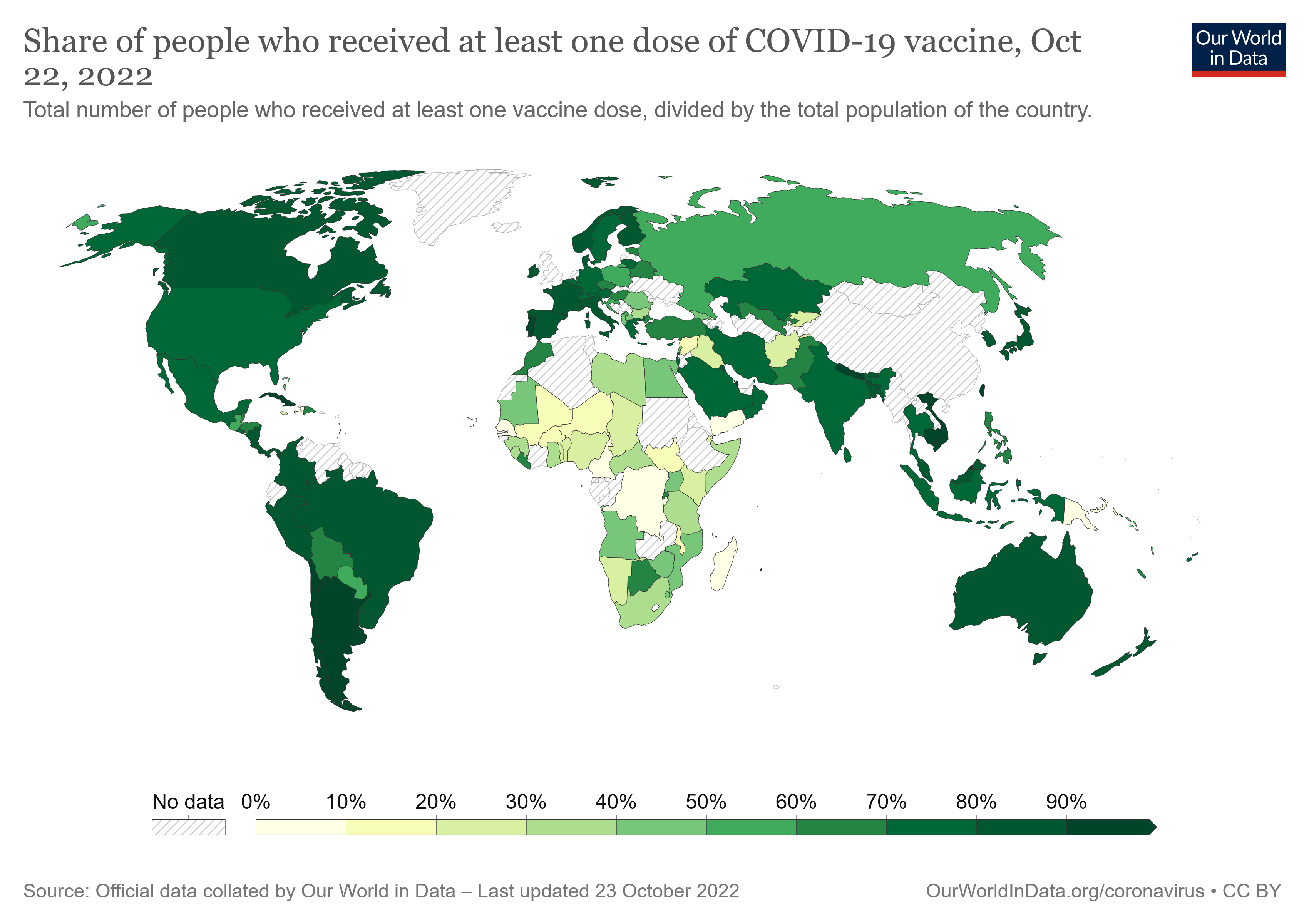
Porcentagem de pessoas que receberam pelo menos uma dose da vacina contra a COVID-19 por país

Uma vacina contra a COVID-19 destina-se a fornecer imunidade adquirida contra o SARS-CoV-2, o vírus que causa a COVID-19. Antes da pandemia de COVID-19, existia um corpo de conhecimento estabelecido sobre a estrutura e a função dos coronavírus que causavam SARS e MERS. Esse conhecimento acelerou o desenvolvimento de vários tipos de vacinas no início de 2020. O foco inicial das vacinas contra o SARS-CoV-2 estava na prevenção de doenças sintomáticas, muitas vezes graves. Em 10 de janeiro de 2020, os dados da sequência genética do SARS-CoV-2 foram compartilhados por meio do GISAID e, em 19 de março, a indústria farmacêutica global anunciou um grande compromisso para enfrentar a COVID-19. As vacinas contra a COVID-19 são amplamente creditadas por seu papel na redução da gravidade e morte causadas pela COVID-19.
Em estudos de fase III de desenvolvimento, várias vacinas contra a COVID-19 demonstraram eficácia de até 95% na prevenção de infecções sintomáticas da doença. Em março de 2021, 12 vacinas foram autorizadas por pelo menos uma autoridade reguladora nacional para uso público: duas vacinas de RNA (a vacina da Pfizer–BioNTech e a vacina da Moderna), quatro vacinas inativadas convencionais (BBIBP-CorV, CoronaVac, Covaxin e CoviVac), quatro vacinas de vetor viral (Sputnik V, a vacina Oxford–AstraZeneca, a Convidecia e a vacina Johnson & Johnson) e duas vacinas de subunidade proteica (EpiVacCorona e RBD-Dimer). No total, em março de 2021, 308 vacinas candidatas estavam em vários estágios de desenvolvimento, com 73 em pesquisa clínica, incluindo 24 em testes de fase I, 33 em testes de fase II e 16 na fase III.
Muitos países implementaram planos de distribuição em fases que priorizam aqueles com maior risco de complicações, como idosos, e aqueles com alto risco de exposição e transmissão, como profissionais de saúde. Em 25 de março de 2021, 508,16 milhões de doses de vacinas contra COVID-19 foram administradas em todo o mundo com base em relatórios oficiais de agências nacionais de saúde. A AstraZeneca-Oxford prevê produzir 3 bilhões de doses em 2021, Pfizer-BioNTech 1,3 bilhões de doses e Sputnik V, Sinopharm, Sinovac e Johnson & Johnson 1 bilhão de doses cada. Moderna tem como objetivo a produção de 600 milhões de doses e Convidecia 500 milhões de doses em 2021. Em dezembro de 2020, mais de 10 bilhões de doses de vacinas foram encomendadas por vários países, sendo que cerca de metade das doses foram adquiridas por países de alta renda, que compreendem apenas 14% da população mundial.
No final de dezembro de 2021, cerca de 4,5 bilhões de pessoas receberam uma ou mais doses (mais de 8 bilhões no total) em mais de 197 países. A vacina Oxford-AstraZeneca foi a mais utilizada. De acordo com um estudo de junho de 2022, as vacinas contra a COVID-19 evitaram 14,4 a 19,8 milhões de mortes adicionais em 185 países e territórios de 8 de dezembro de 2020 a 8 de dezembro de 2021.
Em 8 de novembro de 2022, o reforço da vacina contra a COVID-19 da Novavax foi autorizado para uso em adultos no Reino Unido. Em 12 de novembro de 2022, a OMS divulgou seu Relatório Global do Mercado de Vacinas. O relatório indicou que "a distribuição desigual não é exclusiva das vacinas contra a COVID-19"; países que não são economicamente fortes lutam para obter vacinas.
Em 14 de novembro de 2022, foi lançada a primeira vacina inalável, desenvolvida pela empresa biofarmacêutica chinesa CanSino Biologics, na cidade de Xangai, na China.

### Tratamento

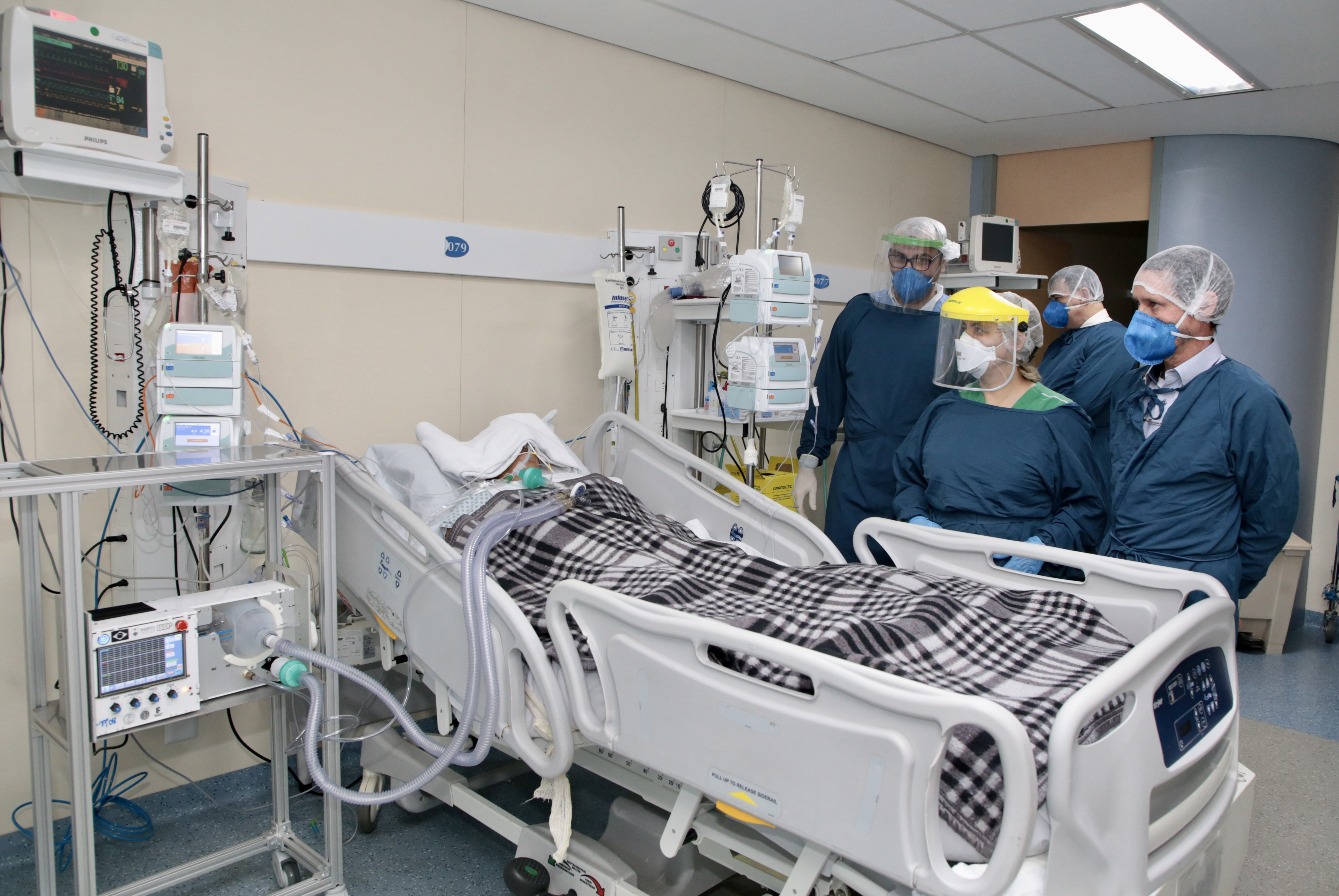
Um paciente em estado grave recebendo ventilação invasiva na unidade de terapia intensiva do Instituto do Coração do Hospital das Clínicas da FMUSP, em julho de 2020. Devido à escassez de ventiladores mecânicos, um ventilador-ponte está sendo usado para acionar automaticamente uma máscara de válvula de bolsa.

Nos primeiros dois anos da pandemia, nenhum tratamento ou cura específico e eficaz estava disponível. Em 2021, o Comitê de Medicamentos para Uso Humano (CHMP) da Agência Europeia de Medicamentos (EMA) aprovou o inibidor de protease antiviral oral, Paxlovid (nirmatrelvir mais ritonavir), para tratar pacientes adultos. A FDA mais tarde deu um aos Estados Unidos.
A maioria dos casos de COVID-19 são leves. Nesses, os cuidados de suporte incluem medicamentos como dipirona, paracetamol ou AINEs para aliviar os sintomas (febre, dores no corpo, tosse), ingestão adequada de fluidos orais e repouso. Uma boa higiene pessoal e uma dieta saudável também são recomendadas.
Os cuidados de suporte incluem tratamento para aliviar os sintomas, fluidoterapia, suporte de oxigênio e posicionamento em decúbito ventral e medicamentos ou dispositivos para dar suporte a outros órgãos vitais afetados. Casos mais graves podem precisar de tratamento no hospital. Naqueles com baixos níveis de oxigênio, o uso do glicocorticoide dexametasona é recomendado para reduzir a mortalidade. A ventilação não invasiva e, em última análise, a admissão em uma unidade de terapia intensiva para ventilação mecânica podem ser necessárias para dar suporte à respiração. A oxigenação por membrana extracorporal (ECMO) tem sido usada para tratar a questão da insuficiência respiratória.
Medicamentos existentes, como hidroxicloroquina, lopinavir/ritonavir, ivermectina e o chamado tratamento precoce, não são recomendados pelas autoridades de saúde dos Estados Unidos ou da Europa. Duas terapias baseadas em anticorpos monoclonais estão disponíveis para uso precoce em casos de alto risco. O antiviral remdesivir está disponível nos Estados Unidos, Canadá, Austrália e vários outros países, com restrições variadas; no entanto, não é recomendado para uso com ventilação mecânica e é totalmente desencorajado pela Organização Mundial da Saúde (OMS), devido à evidência limitada de sua eficácia.

### Prognóstico
A gravidade da COVID-19 varia. A doença pode ter um curso leve com poucos ou nenhum sintoma, assemelhando-se a outras doenças comuns do trato respiratório superior, como o resfriado comum. Em 3–4% dos casos (7,4% para aqueles com mais de 65 anos), os sintomas são graves o suficiente para causar hospitalização. Casos leves geralmente se recuperam em duas semanas, enquanto aqueles com doenças graves ou críticas podem levar de três a seis semanas para se recuperar. Entre aqueles que morreram, o tempo desde o início dos sintomas até a morte variou de duas a oito semanas. O tempo de trombina prolongado e os níveis elevados de proteína c-reativa na admissão ao hospital estão associados ao curso grave da COVID-19 e à transferência para unidades de terapia intensiva (UTI).
Entre 5% e 50% dos pacientes com COVID-19 experimentam a COVID-19 persistente (síndrome pós-COVID-19, COVID-19 crônica ou "COVID longa"), que é uma condição caracterizada por consequências de longo prazo que persistem após o período típico de convalescença da COVID-19. As apresentações clínicas mais comumente relatadas são fadiga e problemas de memória, bem como mal-estar, dores de cabeça, falta de ar e dificuldades de respiração, perda do olfato, fraqueza muscular, febre baixa e disfunção cognitiva.

## Estratégias

As metas de mitigação incluem atrasar e reduzir a carga máxima nos cuidados de saúde (achatar a curva) e diminuir os casos gerais e o impacto na saúde. Além disso, aumentos progressivamente maiores na capacidade de assistência médica, como o aumento da contagem de leitos, pessoal e equipamentos, ajudam a atender ao aumento da demanda.

Muitos países tentaram retardar ou impedir a propagação da COVID-19 recomendando, ordenando ou proibindo mudanças de comportamento, enquanto outros contavam principalmente com o fornecimento de informações. As medidas variaram de alertas públicos a bloqueios rigorosos. As estratégias de controle de surtos são divididas em eliminação e mitigação. Especialistas diferenciam entre estratégias de eliminação (comumente conhecidas como zero-COVID) que visam impedir completamente a propagação do vírus na comunidade e estratégias de mitigação (comumente conhecidas como "achatar a curva") que tentam diminuir os efeitos do vírus na sociedade, mas que ainda toleram algum nível de transmissão dentro da comunidade. Essas estratégias iniciais podem ser seguidas sequencialmente ou simultaneamente durante a fase de imunidade adquirida por meio de imunidade natural e induzida por vacina.
A Nature informou em 2021 que 90% dos imunologistas que responderam a uma pesquisa "pensam que o coronavírus se tornará endêmico".

### Contenção
A contenção é realizada para impedir que um surto se espalhe para a população em geral. Indivíduos infectados são isolados enquanto são infecciosos. As pessoas com quem interagiram são contatadas e isoladas por tempo suficiente para garantir que não sejam infectadas ou não sejam mais contagiosas. A triagem é o ponto de partida para a contenção. A triagem é feita verificando os sintomas para identificar os indivíduos infectados, que podem ser isolados ou receber tratamento. A estratégia zero-COVID envolve o uso de medidas de saúde pública, como rastreamento de contatos, testes em massa, quarentena de fronteira, lockdowns e software de mitigação para interromper a transmissão comunitária da COVID-19 assim que for detectada, com o objetivo de recuperar a área a zero de infecções e retomar as atividades econômicas e sociais normais. A contenção ou supressão bem-sucedida reduz o número de contágio e infecção.

### Mitigação
Caso a contenção falhe, os esforços se concentram na mitigação: medidas tomadas para retardar a propagação e limitar seus efeitos no sistema de saúde e na sociedade. A mitigação bem-sucedida atrasa e diminui o pico epidêmico, conhecido como "achatamento da curva epidemiológica". Isso diminui o risco de sobrecarregar os serviços de saúde e oferece mais tempo para desenvolver vacinas e tratamentos.
O comportamento individual mudou em muitas jurisdições. Muitas pessoas trabalhavam em casa em vez de em seus locais de trabalho tradicionais.

#### Intervenções não farmacêuticas

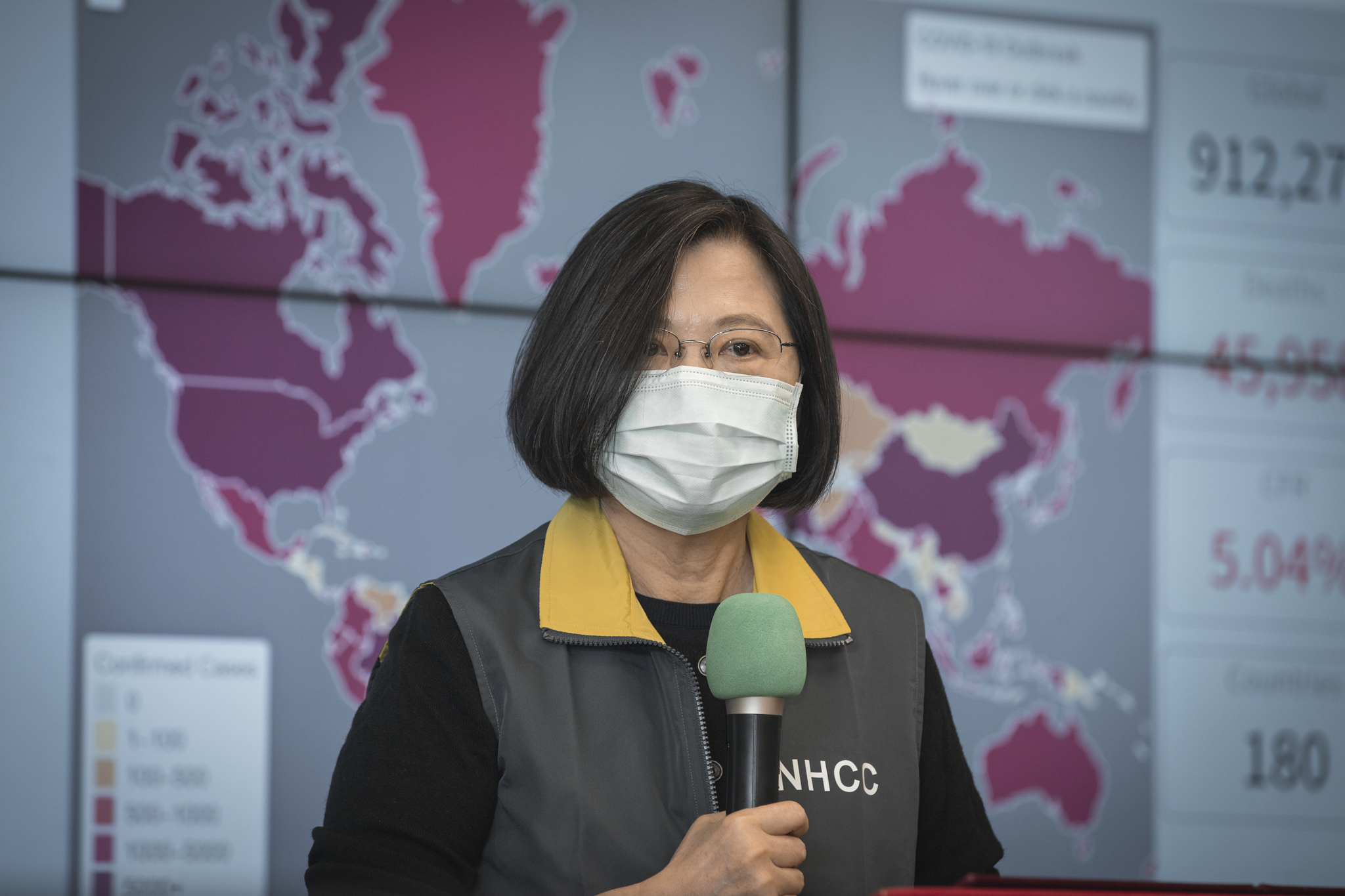
O CDC e a OMS aconselham que as máscaras (como as usadas aqui pela presidente taiwanesa Tsai Ing-wen) reduzem a propagação do SARS-CoV-2.

As intervenções não farmacêuticas que podem reduzir a propagação incluem ações pessoais, como uso de máscaras faciais, auto-quarentena e higiene das mãos; medidas comunitárias destinadas a reduzir os contatos interpessoais, como fechar locais de trabalho e escolas e cancelar grandes reuniões; envolvimento da comunidade para encorajar a aceitação e participação em tais intervenções; bem como medidas ambientais, como limpeza de superfícies. Muitas dessas medidas foram criticadas como "teatro de higiene".

#### Outras medidas
Ações mais drásticas, como colocar populações inteiras em quarentena e proibições estritas de viagens, foram tentadas em várias jurisdições. Os lockdowns da China e da Austrália foram os mais rigorosos. A Nova Zelândia implementou as restrições de viagem mais severas. A Coreia do Sul introduziu triagem em massa e quarentenas localizadas e emitiu alertas sobre os movimentos de indivíduos infectados. Singapura forneceu apoio financeiro, colocou em quarentena e impôs grandes multas a quem quebrasse a quarentena.

#### Rastreamento de contato
O rastreamento de contatos tenta identificar contatos recentes de indivíduos recém-infectados e triá-los quanto à infecção; a abordagem tradicional é solicitar uma lista de contatos dos infectados e depois telefonar ou visitar os contatos.
Outra abordagem é coletar dados de localização de dispositivos móveis para identificar aqueles que entraram em contato significativo com infectados, o que gerou preocupações com a privacidade. Em 10 de abril de 2020, o Google e a Apple anunciaram uma iniciativa para o rastreamento de contatos com preservação da privacidade. Na Europa e nos Estados Unidos, a Palantir Technologies inicialmente forneceu serviços de rastreamento da COVID-19.

### Assistência médica

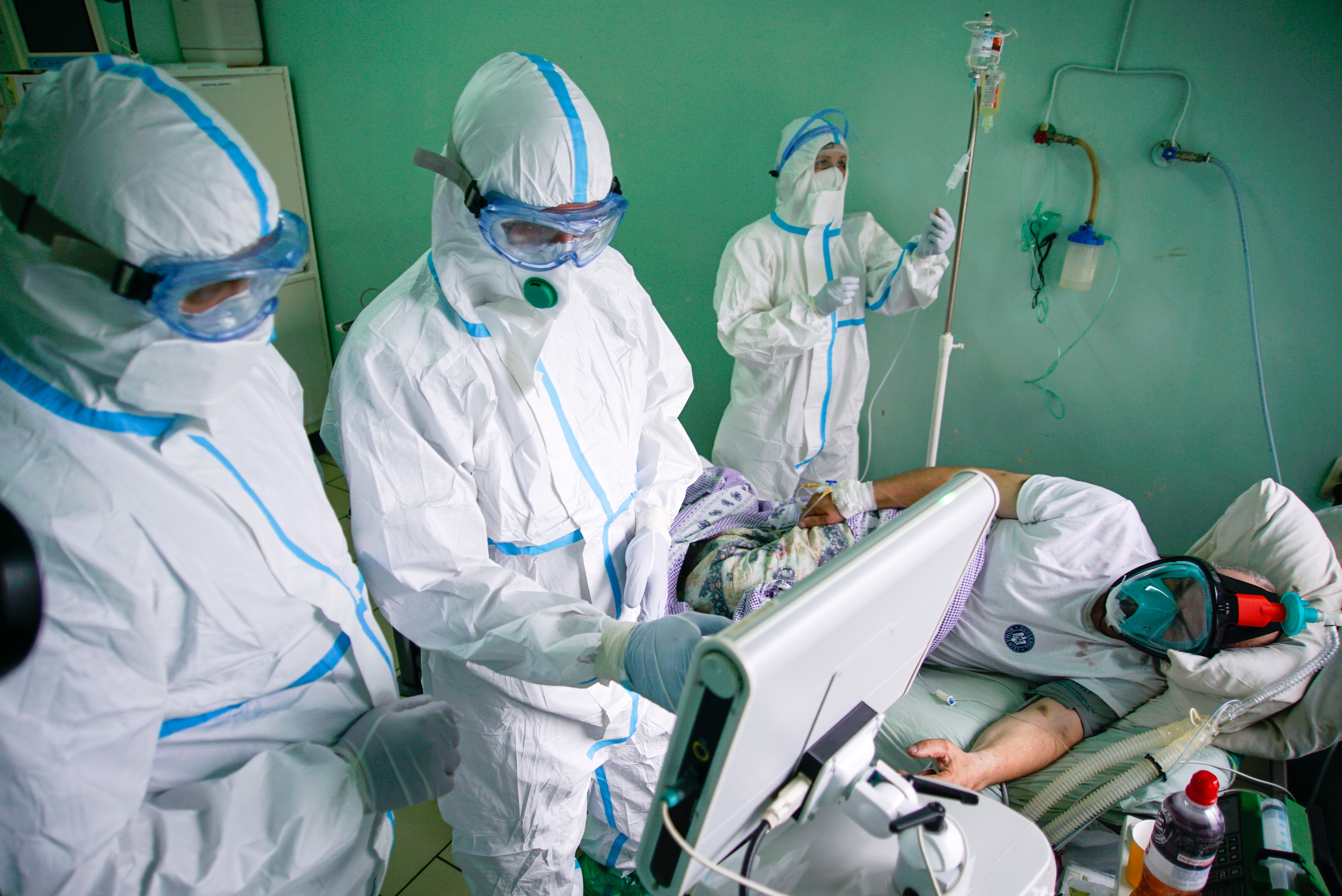
Um paciente na Ucrânia em 2020 usando uma máscara de mergulho na ausência de ventilação artificial.

A OMS descreveu o aumento da capacidade e a adaptação dos cuidados de saúde como uma mitigação fundamental. O ECDC e o escritório regional europeu da OMS emitiram diretrizes para hospitais e serviços de saúde primários para transferir recursos em vários níveis, incluindo concentrar os serviços laboratoriais em testes, cancelar procedimentos eletivos, separar e isolar pacientes e aumentar as capacidades de terapia intensiva treinando pessoal e aumentando ventiladores e camas. A pandemia levou à adoção generalizada da telemedicina.

#### Fabricação improvisada
Devido às limitações de capacidade das cadeias de suprimentos, alguns fabricantes começaram a imprimir materiais em 3D, como cotonetes nasais e peças de ventiladores. Em um exemplo, uma startup italiana recebeu ameaças legais devido a suposta violação de patente após engenharia reversa e impressão de cem válvulas de ventilador solicitadas durante a noite. Em 23 de abril de 2020, a NASA informou a construção, em 37 dias, de um ventilador que estava passando por mais testes. Indivíduos e grupos de makers criaram e compartilharam projetos de código aberto e dispositivos de fabricação usando materiais de origem local, costura e impressão 3D. Milhões de protetores faciais, aventais de proteção e máscaras foram feitos. Outros suprimentos médicos ad hoc incluíam capas para sapatos, toucas cirúrgicas, respiradores purificadores de ar elétricos e desinfetante para as mãos. Novos dispositivos foram criados, como protetores de ouvido, capacetes de ventilação não invasiva e divisores de ventiladores.

### Imunidade de grupo
Em julho de 2021, vários especialistas expressaram preocupação de que alcançar a imunidade de grupo pode não ser possível porque a variante Delta pode transmitir entre indivíduos vacinados. O CDC publicou dados mostrando que pessoas vacinadas podem transmitir a variante Delta, algo que as autoridades acreditavam ser menos provável com outras variantes. Consequentemente, a OMS e o CDC incentivaram as pessoas vacinadas a continuar com intervenções não farmacêuticas, como mascaramento, distanciamento social e quarentena, se expostas.
Em fevereiro de 2022, o Ministério da Saúde da Islândia suspendeu todas as restrições e adotou uma abordagem de imunidade de grupo, e em junho de 2022, o epidemiologista-chefe do Ministério da Saúde da Islândia, Þórólfur Guðnason, disse que "adquirimos uma boa imunidade de grupo, porque senão a situação seria muito pior".

## História

### 2019
Existem várias teorias sobre quando e onde o primeiro caso (o chamado paciente zero) se originou. De acordo com um relatório não divulgado do governo chinês, o surto começou com um primeiro caso que pode ser rastreado até 17 de novembro; a pessoa era um cidadão de 55 anos da província de Hubei. Quatro homens e cinco mulheres foram infectados em novembro, mas nenhum deles era o "paciente zero". A partir de dezembro, o número de casos de coronavírus em Hubei aumentou gradualmente, atingindo 60 em 20 de dezembro e pelo menos 266 em 31 de dezembro.
Em 24 de dezembro, o Hospital Central de Wuhan enviou uma amostra de fluido de lavagem broncoalveolar (BAL) de um caso clínico não resolvido para a empresa de sequenciamento Vision Medicals. Um aglomerado de pneumonia de causa desconhecida foi observado em 26 de dezembro e tratado pelo médico Zhang Jixian no Hospital Provincial de Hubei, que informou ao Wuhan Jianghan CDC em 27 de dezembro. Em 27 e 28 de dezembro, a Vision Medicals informou ao Hospital Central de Wuhan e ao CDC chinês sobre os resultados do teste, mostrando um novo coronavírus.
Em 30 de dezembro, um relatório de teste dirigido ao Hospital Central de Wuhan, da empresa CapitalBio Medlab, afirmava que havia um resultado positivo errôneo para o SARS, fazendo com que um grupo de médicos do Hospital Central de Wuhan alertasse seus colegas e autoridades hospitalares relevantes sobre o resultado. Oito desses médicos, incluindo Li Wenliang (que também recebeu uma punição em 3 de janeiro), foram posteriormente advertidos pela polícia por espalharem falsos rumores; e outro médico, Ai Fen, foi repreendido por seus superiores por dar o alarme sobre o surto. Naquela noite, a Comissão Municipal de Saúde de Wuhan emitiu um aviso a várias instituições médicas sobre "o tratamento de pneumonia de causa desconhecida".
No dia seguinte, a Comissão Municipal de Saúde de Wuhan fez o primeiro anúncio público de um surto de pneumonia de causa desconhecida, confirmando 27 casos — o suficiente para desencadear uma investigação.

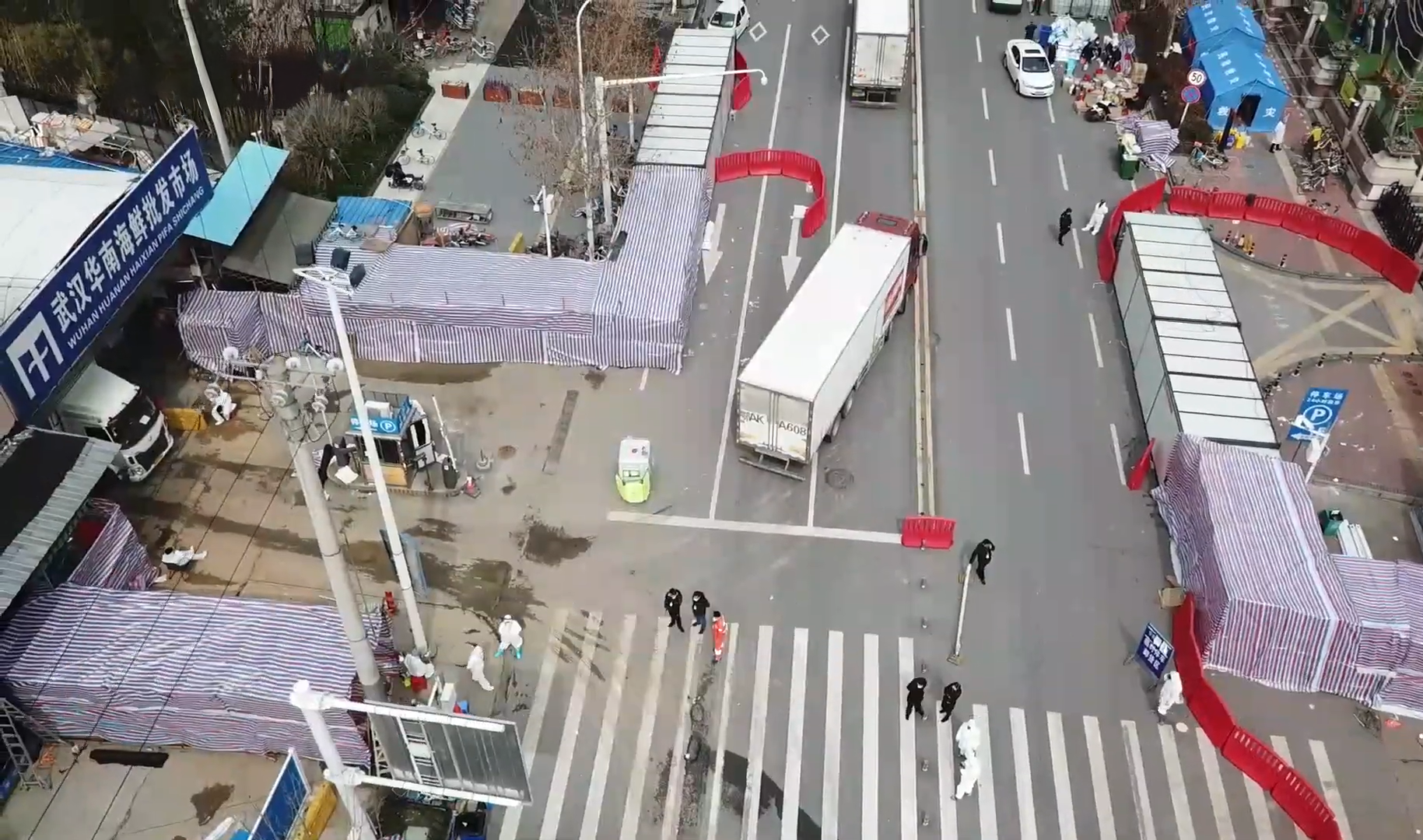
Mercado Atacadista de Frutos do Mar de Huanan, na China, local apontado como a origem da pandemia.

De acordo com fontes oficiais chinesas, esses primeiros casos foram relacionados principalmente ao Mercado Atacadista de Frutos do Mar de Huanan, que também vendia animais vivos. No entanto, em maio de 2020, George Gao, diretor do Centros de Controle e Prevenção de Doenças da China (CDC), disse que amostras de animais coletadas no mercado de frutos do mar deram resultado negativo para o vírus, indicando que o mercado não foi a fonte do surto inicial.

### 2020

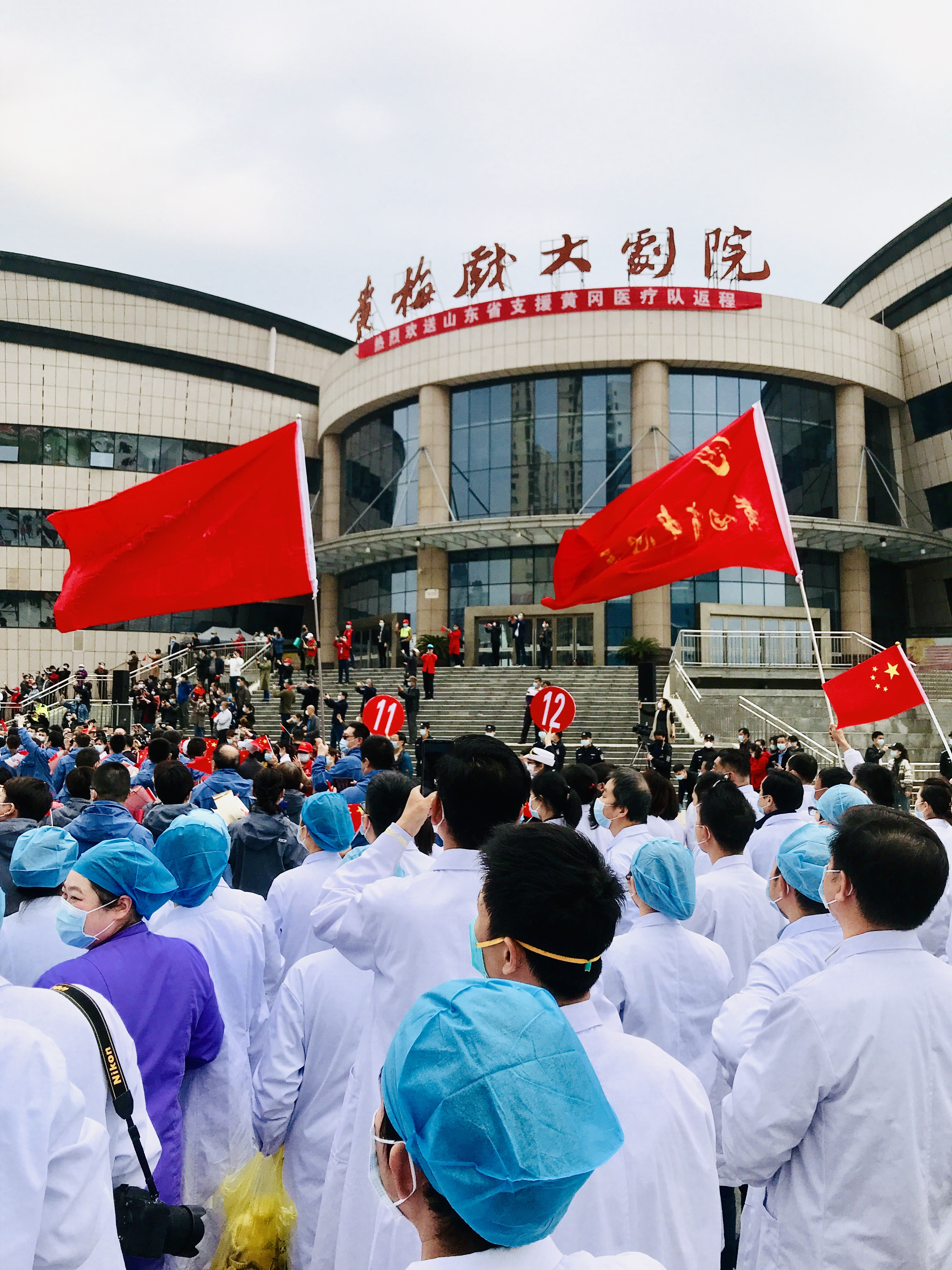
Médicos chineses na cidade de Huanggang, Hubei, China, em 20 de março de 2020.

Durante os primeiros estágios do surto, o número de casos dobrou aproximadamente a cada sete dias e meio. No início e em meados de janeiro de 2020, o vírus se espalhou para outras províncias chinesas, devido à migração do Ano Novo Chinês e por Wuhan ser um centro de transporte e um importante intercâmbio ferroviário. Em 20 de janeiro, a China relatou quase 140 novos casos em um dia, incluindo duas pessoas em Pequim e uma em Shenzhen. Um estudo oficial retrospectivo publicado em março descobriu que 6 174 pessoas já haviam desenvolvido sintomas até 20 de janeiro (a maioria delas seria diagnosticada mais tarde) e mais podem ter sido infectadas. Um relatório publicado no The Lancet em 24 de janeiro indicou a transmissão humana, recomendou fortemente equipamentos de proteção individual para profissionais de saúde e disse que o teste do vírus era essencial devido ao seu "potencial pandêmico". Em 30 de janeiro, a OMS declarou o coronavírus uma Emergência de Saúde Pública de Âmbito Internacional.

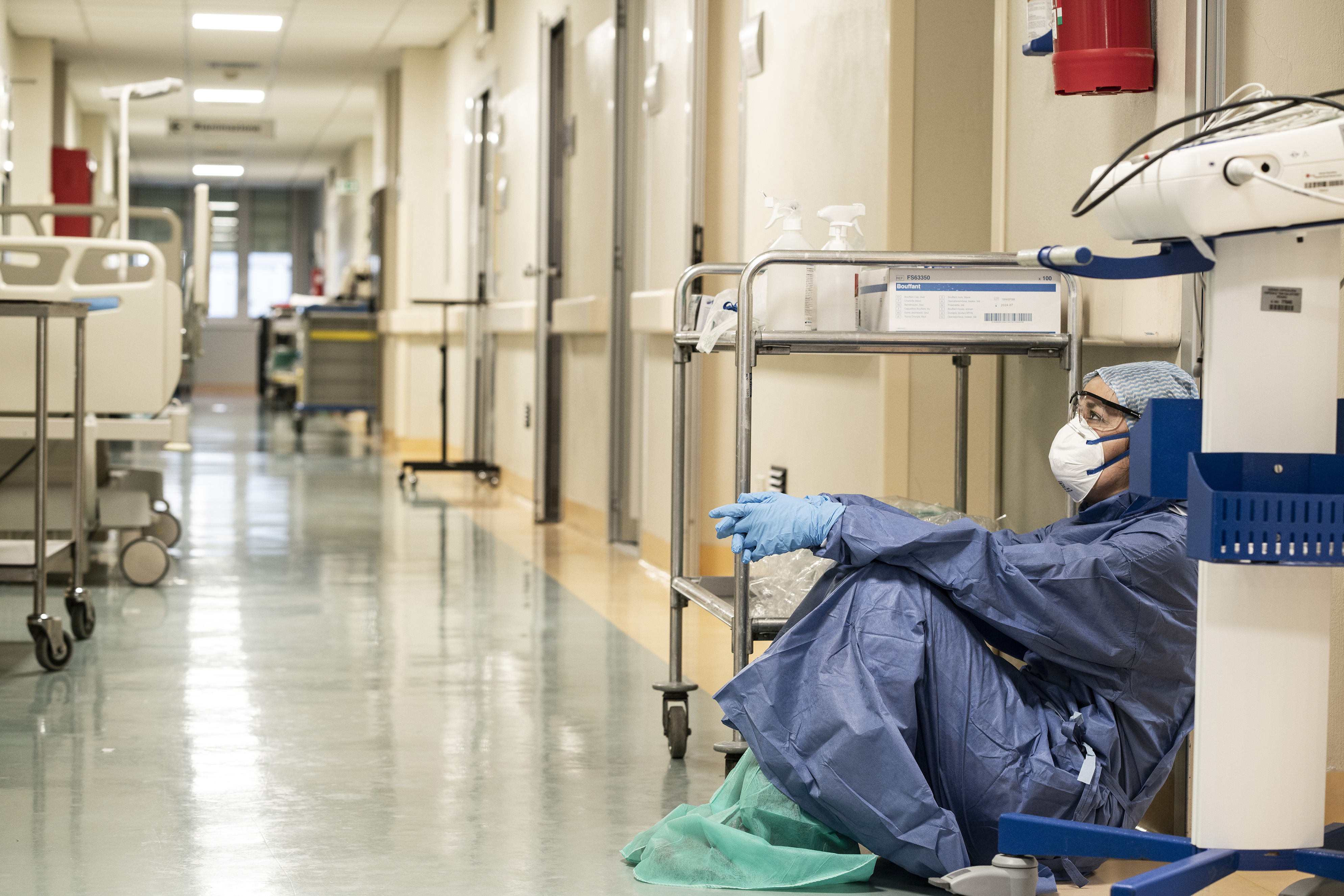
Uma médica anestesista exausta em Pésaro, Itália, em março de 2020.

Em 31 de janeiro, a Itália teve seus primeiros casos confirmados, dois turistas da China. Em 4 de fevereiro de 2020, o secretário de Saúde e Serviços Humanos dos Estados Unidos, Alex Azar, renunciou à responsabilidade dos fabricantes de vacinas. Em 26 de fevereiro, o Brasil teve seu primeiro caso confirmado, um homem de 61 anos de São Paulo, que tinha retornado ao país após uma viagem à Itália. Em 2 de março, Portugal teve seus primeiros casos confirmados, quando foi reportado que dois homens, um médico de 60 anos que esteve na Itália e um homem de 33 anos que esteve na Espanha, testaram positivo para a doença. Em 11 de março, a OMS reconheceu a propagação da COVID-19 como uma pandemia. Dois dias depois, a OMS considerava a Europa o epicentro da pandemia. Em 16 de março, Portugal registrou sua primeira morte devido à COVID-19. No dia seguinte, o Brasil também registrou sua primeira morte devido à doença, um homem de 62 anos no estado de São Paulo. Em 19 de março, a Itália ultrapassou a China como o país com o maior número de mortes relatadas. Uma semana depois, os Estados Unidos ultrapassaram a China e a Itália com o maior número de casos confirmados no mundo. Pesquisas sobre genomas de coronavírus indicam que a maioria dos casos de COVID-19 em Nova Iorque veio de viajantes europeus, e não diretamente da China ou de qualquer outro país asiático. O novo teste de amostras anteriores encontrou uma pessoa na França com o vírus em 27 de dezembro de 2019 e uma pessoa nos Estados Unidos que morreu da doença em 6 de fevereiro de 2020.

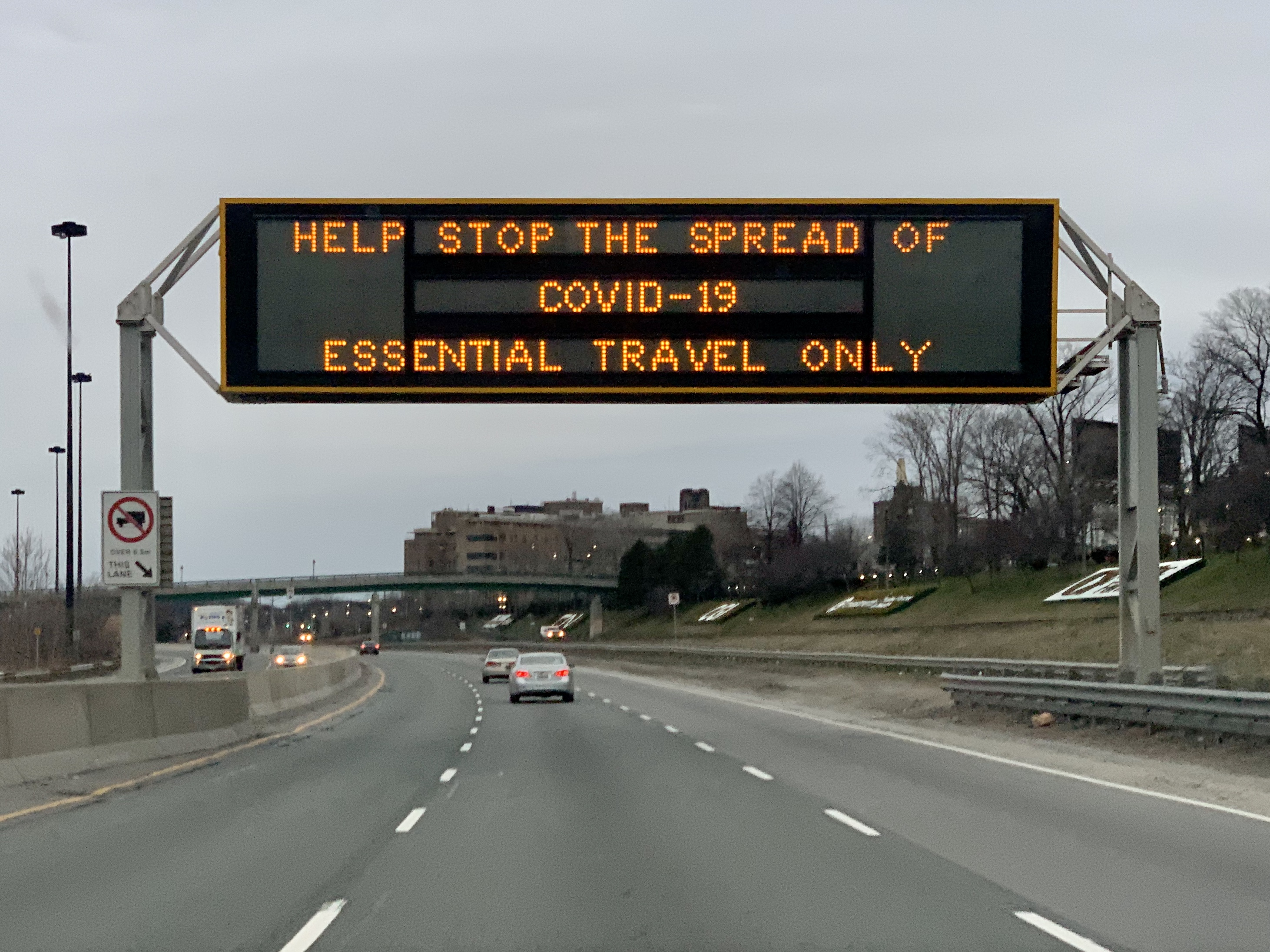
Um sinal de rodovia desencorajando viagens em Toronto, Estados Unidos, em março de 2020.

Em abril, a Rússia enviou um avião de carga com ajuda médica para os Estados Unidos. Em 11 de junho, após 55 dias sem que um caso transmitido localmente fosse oficialmente relatado, a cidade de Pequim relatou um único caso de COVID-19, seguido por mais dois casos em 12 de junho. Em 15 de junho, 79 casos foram oficialmente confirmados. A maioria desses pacientes vieram do Mercado Atacadista de Xinfadi.
Em 29 de junho, a OMS alertou que a propagação do vírus ainda está se acelerando à medida que os países reabrem suas economias, embora muitos países tenham feito progressos na redução da propagação.
Em 15 de julho, um caso de COVID-19 foi oficialmente relatado em Dalian, depois de mais de três meses sem nenhum caso confirmado. O paciente não viajou para fora da cidade nos 14 dias anteriores ao desenvolvimento dos sintomas, nem teve contato com pessoas de "áreas de atenção".
Em outubro, a OMS informou que uma em cada dez pessoas em todo o mundo poderia estar ou ter sido infectada, ou 780 milhões de pessoas, enquanto apenas 35 milhões de infecções tinham sido confirmadas.
Em 9 de novembro, a Pfizer divulgou os resultados do teste de uma vacina candidata, mostrando uma eficácia de 90% contra a infecção. Naquele dia, a Novavax entrou em um pedido de fast track da FDA para a aprovação e utilização da vacina.
Em 14 de dezembro, a Public Health England informou que uma variante havia sido descoberta no sudeste do Reino Unido, predominantemente em Kent. A variante, mais tarde chamada Alfa, mostrou alterações na proteína spike que podem ser mais infecciosas. Em 13 de dezembro, 1 108 infecções tinham sido confirmadas.

### 2021

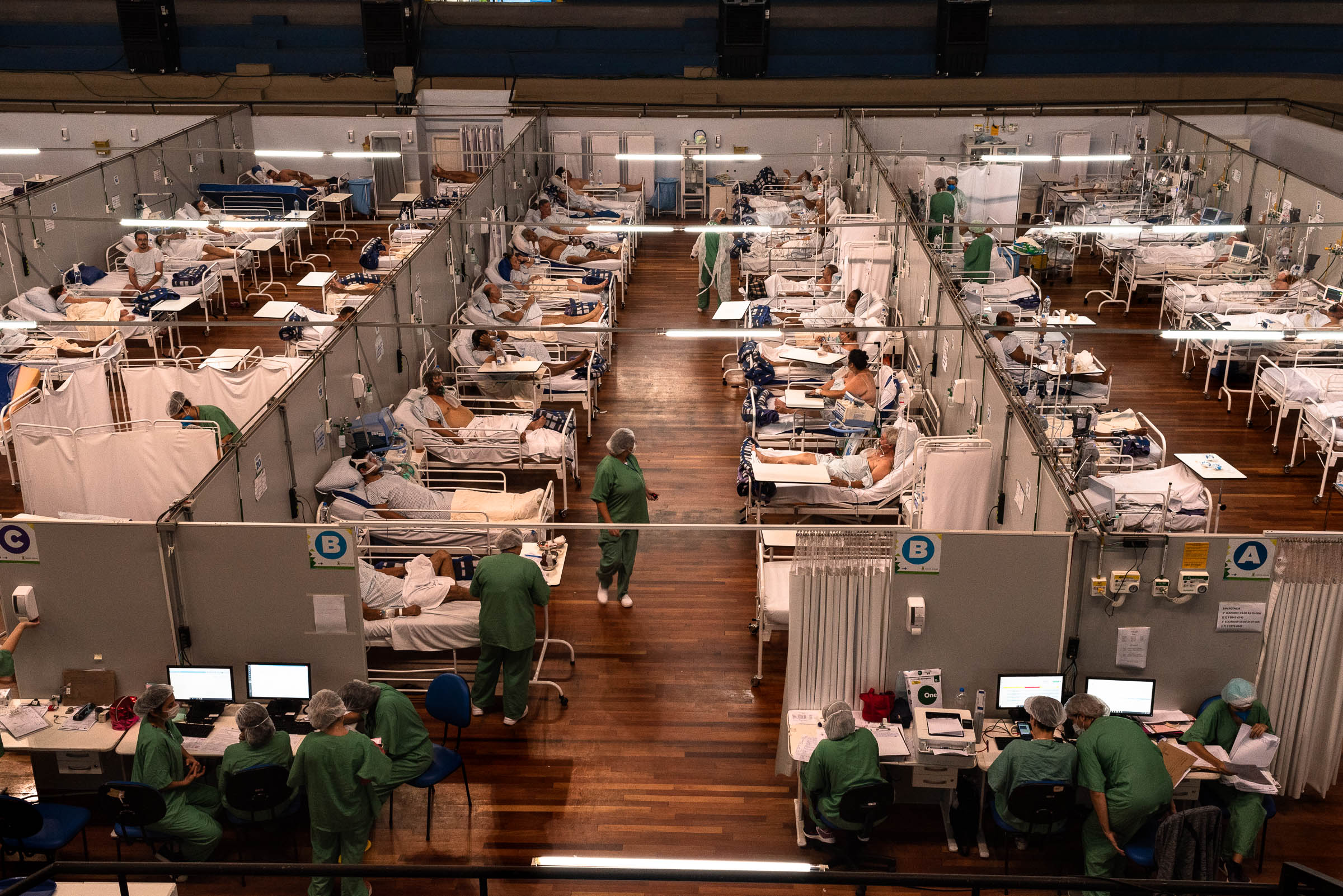
Um hospital temporário para pacientes com COVID-19 em Santo André, Brasil, em março de 2021.

Em 2 de janeiro, a variante Alfa, descoberta pela primeira vez no Reino Unido, foi identificada em 33 países. Em 6 de janeiro, a variante Gama foi identificada pela primeira vez em viajantes japoneses retornando do Brasil. Em 29 de janeiro, foi relatado que a vacina Novavax era 49% eficaz contra a variante Beta em um ensaio clínico na África do Sul. A vacina CoronaVac foi relatada como sendo 50,4% eficaz em um ensaio clínico no Brasil.
Em 12 de março, vários países pararam de usar a vacina Oxford-AstraZeneca devido a problemas de coagulação do sangue, especificamente trombose venosa cerebral (TVC). Em 20 de março, a OMS e a Agência Europeia de Medicamentos não encontraram nenhuma ligação com a TVC, levando vários países a retomar a utilização da vacina. Em março, a OMS informou que um hospedeiro animal era a origem mais provável, sem descartar outras possibilidades. A variante Delta foi identificada pela primeira vez na Índia. Em meados de abril, a variante foi detectada pela primeira vez no Reino Unido e dois meses depois havia metástase em uma terceira onda, forçando o governo a adiar a reabertura originalmente programada para junho.
Em 10 de novembro, a Alemanha desaconselhou a vacina Moderna para pessoas com menos de 30 anos. Em 24 de novembro, a variante Ómicron foi detectada na África do Sul; alguns dias depois, a Organização Mundial da Saúde declarou que era um VdP (variante de preocupação). Essa nova variante é mais infecciosa que a variante Delta.

### 2022

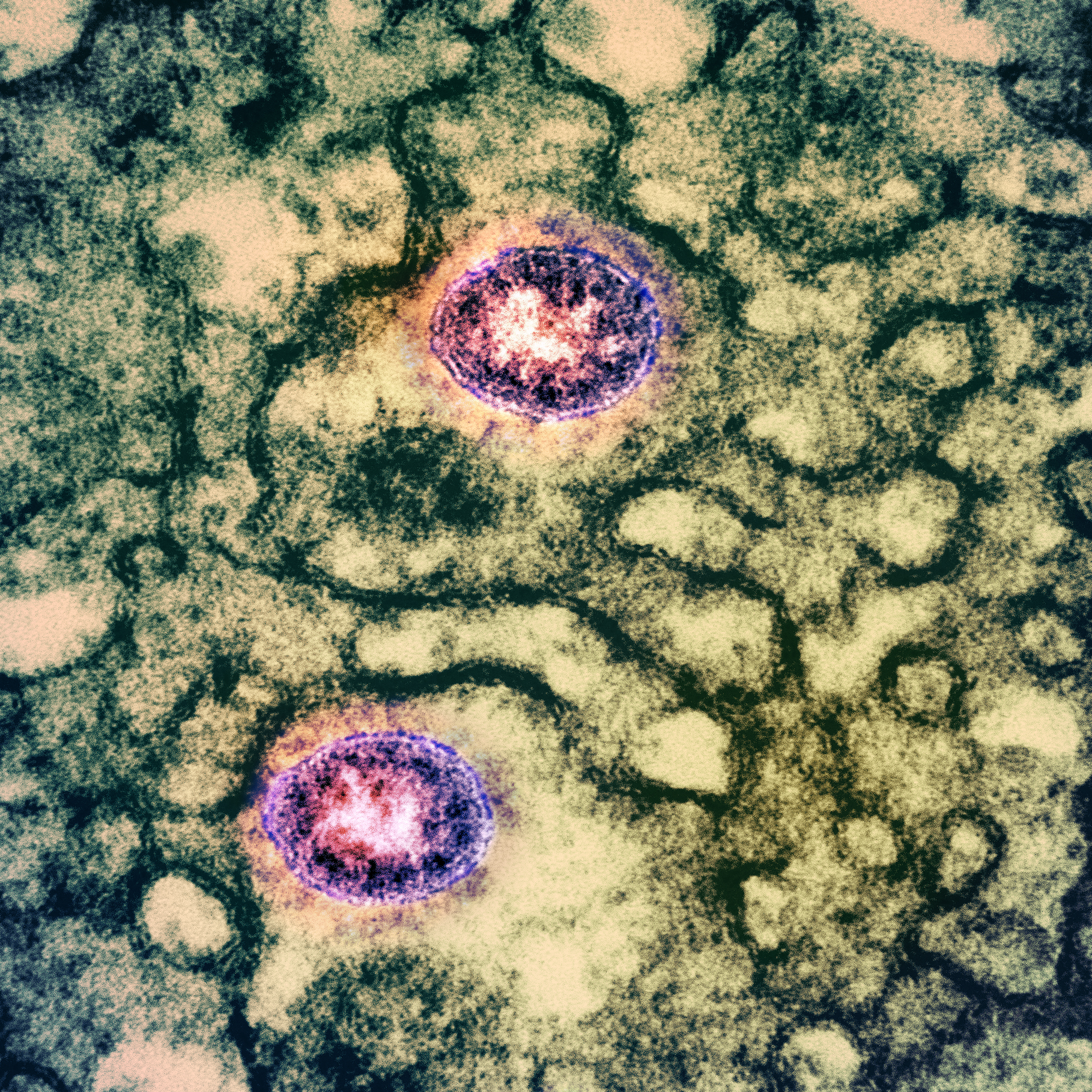
MET da variante Ómicron do coronavírus.

Em 1 de janeiro, a Europa ultrapassou os 100 milhões de casos em meio a um aumento na variante Ómicron. Mais tarde naquele mês, em 14 de janeiro, a Organização Mundial da Saúde recomendou dois novos tratamentos, Baricitinibe e Sotrovimabe (embora condicionalmente). Mais tarde, em 24 de janeiro, foi relatado que cerca de 57% do mundo havia sido infectado pela COVID-19, de acordo com o Institute for Health Metrics and Evaluation Model.
Em 6 de março, foi relatado que a contagem total de mortes em todo o mundo ultrapassou 6 milhões de pessoas desde o início da pandemia. Algum tempo depois, em 6 de julho, foi relatado que as subvariantes Ómicron B.4 e B.5 se espalharam pelo mundo.
Em 14 de setembro, o diretor-geral da Organização Mundial da Saúde (OMS), Tedros Adhanom Ghebreyesus, afirmou que "[O mundo] nunca esteve em uma posição melhor para acabar com a pandemia", citando o menor número de mortes semanais relatadas desde março de 2020. Ele continuou: "Ainda não chegamos lá. Mas o fim está à vista – podemos ver a linha de chegada".
Em 21 de outubro, os Estados Unidos ultrapassaram 99 milhões de casos de COVID-19, o maior número de casos de qualquer país em todo o mundo. O primeiro outono do hemisfério norte após a diminuição das medidas de saúde pública dos Estados Unidos levou a um aumento de vírus respiratórios e coinfecções em adultos e crianças. Isso formou o início da crise de cuidados pediátricos e o que alguns especialistas chamaram de "tripledemia" de influenza sazonal, vírus sincicial respiratório e SARS-CoV-2.
Em 30 de outubro, foi relatado que 424 mortes ocorreram em todo o mundo devido ao vírus, o menor número desde as 385 mortes relatadas em 12 de março de 2020. Em 11 de novembro, a OMS informou que as mortes desde o mês de fevereiro caíram 90%. O diretor-geral da OMS, Tedros Adhanom Ghebreyesus, disse que isso era "motivo para otimismo". Em 17 de novembro completou-se três anos desde que as autoridades de saúde da China detectaram a COVID-19 pela primeira vez.
Em 3 de dezembro, a Organização Mundial da Saúde indicou que "pelo menos 90% da população mundial tem algum nível de imunidade ao Sars-CoV-2". Em 21 de dezembro, dados das autoridades de saúde da China revelaram que 248 milhões de pessoas, quase 18% da população do país, foram infectadas apenas nos primeiros 20 dias de dezembro, quando a China interrompeu abruptamente suas rigorosas medidas de confinamento.
Em 29 de dezembro de 2022, os Estados Unidos se juntaram à Itália, Japão, Taiwan e Índia ao exigir resultados negativos dos testes de COVID-19 de todas as pessoas que viajam da China devido ao novo aumento de casos, enquanto a União Europeia recusou medidas semelhantes, afirmando que a variante BF7 da Ómicron já havia se espalhado por toda a Europa sem se tornar dominante.

### 2023
Em 4 de janeiro de 2023, a Organização Mundial da Saúde (OMS) indicou que as informações compartilhadas pela China sobre as 248 milhões de pessoas infectadas durante seu último surto do vírus carecem de dados, como taxas de hospitalização. Em 10 de janeiro, o escritório da Organização Mundial da Saúde na Europa indicou que não havia ameaça atual do recente surto viral da China para a região mencionada. Em 16 de janeiro, a OMS recomendou "o monitoramento do excesso de mortalidade, o que nos fornece uma compreensão mais abrangente do impacto da COVID-19", em relação ao considerável aumento na China.
Em 27 de janeiro, a Organização Mundial da Saúde se reuniu para decidir se a atual pandemia ainda atende aos critérios de Emergência de Saúde Pública de Âmbito Internacional (PHEIC); sua decisão foi anunciada em 30 de janeiro, exatamente 3 anos após o dia em que foi declarada como epidemia (como uma PHEIC) pela primeira vez, no entanto, a OMS decidiu que a pandemia ainda era um PHEIC. Em 8 de fevereiro, foi relatado que um estudo recente voltado para o aumento de casos na China indicou que nenhuma nova variante da COVID-19 surgiu como resultado. Em 5 de maio de 2023, a Organização Mundial de Saúde declarou que a pandemia da COVID-19 deixou de ser uma PHEIC.
Em setembro, a OMS afirmou ter observado tendências "preocupantes" no número de casos e hospitalizações devido à COVID-19, embora a análise tenha sido dificultada porque muitos países já não registam estatísticas de casos de COVID-19. No Reino Unido, em outubro, após um aumento acentuado nos casos de COVID-19, as unidades de saúde começaram a restabelecer políticas de máscara facial para visitantes e pacientes.
Em novembro, em resposta às mutações virais e às alterações nas características da infecção, a OMS ajustou as suas directrizes de tratamento. Entre outras alterações, o remdesivir e o molnupiravir passaram a ser recomendados apenas para os casos mais graves, e o deuremidevir e a ivermectina foram recomendados contra.

## Reações domésticas
As reações nacionais variaram de confinamentos estritos a campanhas de educação pública. A OMS recomendou que toques de recolher e confinamentos deveriam ser medidas de curto prazo para reorganizar, reagrupar, reequilibrar recursos e proteger o sistema de saúde. Em 26 de março de 2020, 1,7 bilhão de pessoas em todo o mundo estavam sob alguma forma de confinamento. Isso aumentou para 3,9 bilhões de pessoas na primeira semana de abril — mais da metade da população mundial.

### África

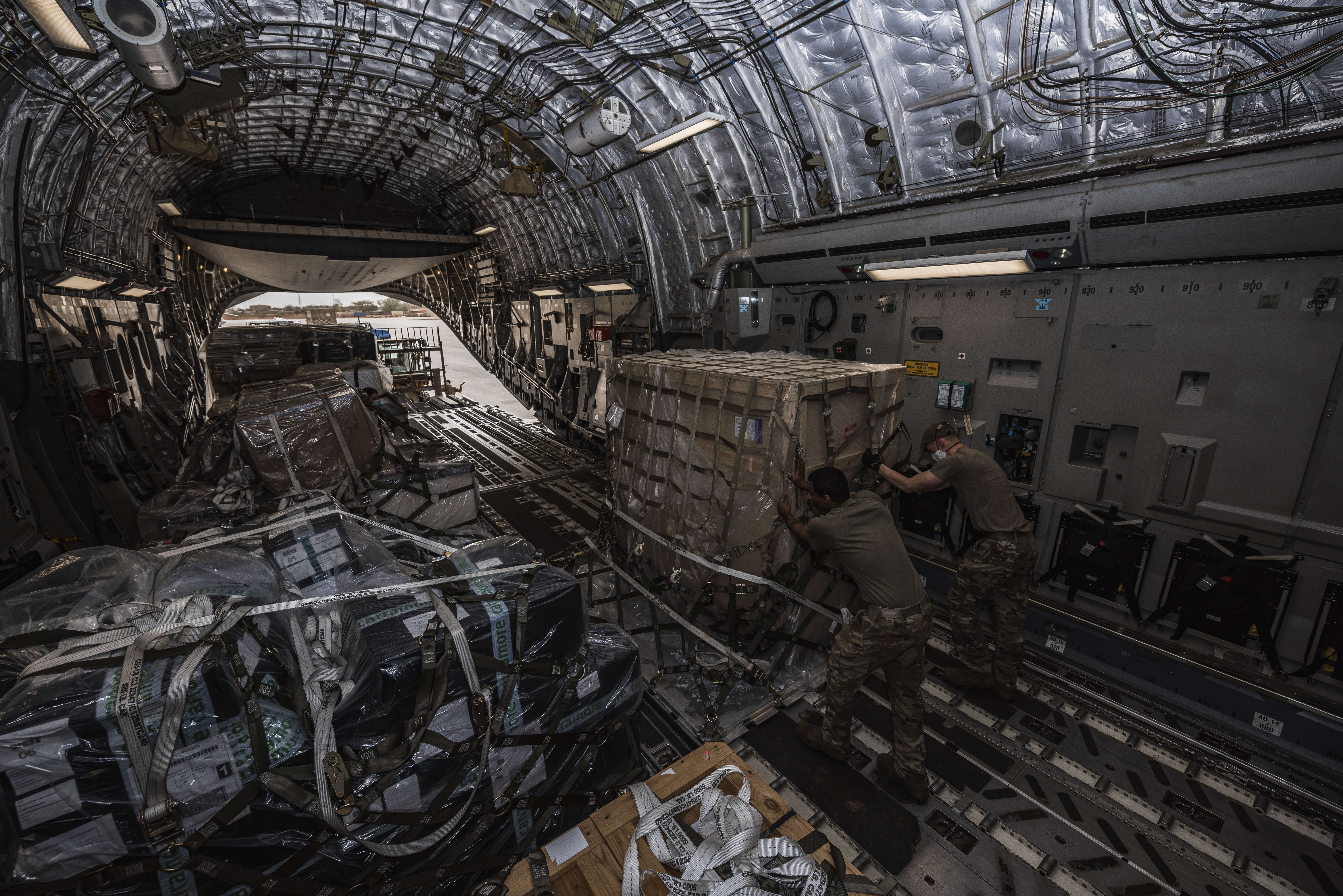
Funcionários da Força Aérea dos Estados Unidos descarregam uma aeronave C-17 transportando suprimentos médicos em Niamei, Níger, em abril de 2020.

A pandemia de COVID-19 foi confirmada como tendo chegado à África em 14 de fevereiro de 2020, com o primeiro caso confirmado anunciado no Egito. O primeiro caso confirmado na África subsaariana foi anunciado na Nigéria no final de fevereiro de 2020. Em três meses, o vírus havia se espalhado por todo o continente, pois o Lesoto, o último estado soberano africano a ter permanecido livre do vírus, relatou um caso em 13 de maio de 2020. Até 26 de maio, parecia que a maioria dos países africanos estava experimentando transmissão comunitária, embora a capacidade de testes fosse limitada. A maioria dos casos importados identificados chegou da Europa e dos Estados Unidos, e não da China, onde o vírus teve origem. Muitas medidas preventivas foram implementadas por diferentes países na África, incluindo restrições de viagem, cancelamento de voos e de eventos.
No início de junho de 2021, a África enfrentou uma terceira onda de infecções da COVID-19 com casos aumentando em 14 países. Até 4 de julho, o continente registrou mais de 251 000 novos casos de COVID-19, um aumento de 20% em relação à semana anterior e um aumento de 12% em relação ao pico de janeiro do mesmo ano. Mais de dezesseis países africanos, incluindo Malauí e Senegal, registraram um aumento em novos casos. A Organização Mundial da Saúde rotulou-a como a "pior semana pandêmica da África".
Em abril de 2022, a Organização Mundial da Saúde (OMS) sugeriu em um relatório que mais de dois terços das pessoas que vivem na África podem ter contraído COVID-19 nos dois anos anteriores, cerca de 97 vezes mais do que o número de infecções confirmadas, o que, na altura, representaria um número de aproximadamente 800 milhões de pessoas. Em outubro de 2022, foi relatado pela OMS que a maioria dos países do continente africano não atingirá a meta de 70% de sua população ser vacinada até o final de 2022.

### América

#### América do Norte
O vírus chegou aos Estados Unidos em 13 de janeiro de 2020. Foram relatados casos em todos os países norte-americanos depois que São Cristóvão e Nevis confirmou um caso em 25 de março, e em todos os territórios norte-americanos depois que Bonaire confirmou um caso em 16 de abril.

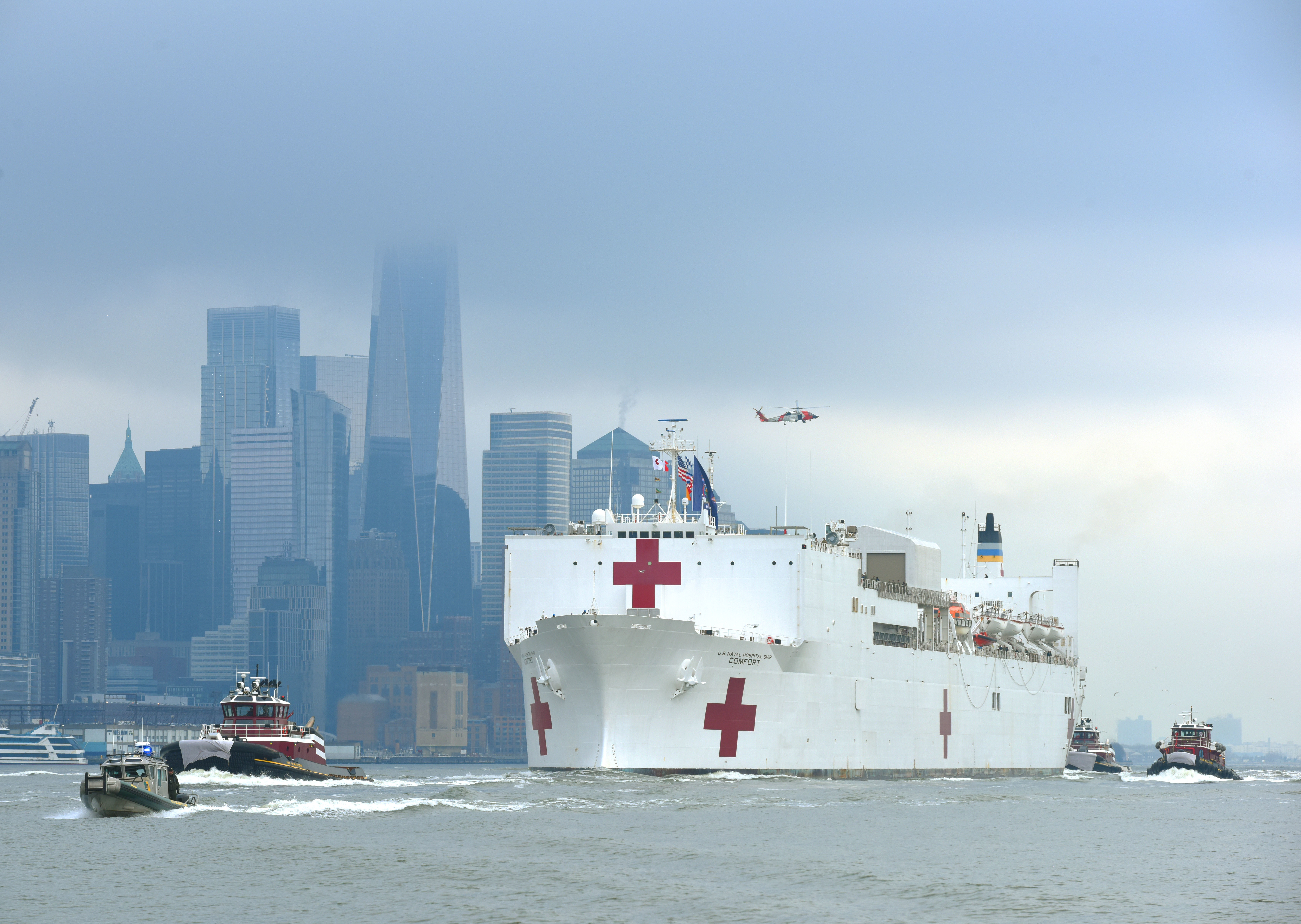
O navio-hospital USNS Comfort chegando em Manhattan em 30 de março de 2020.

Até 29 de junho de 2025, mais de 103 milhões de casos confirmados foram relatados nos Estados Unidos com mais de 1,1 milhão de mortes, o maior de todos os países em quantidade de casos e mortes, e a vigésima maior per capita do mundo. A COVID-19 é a pandemia mais mortal na história dos Estados Unidos; foi a terceira principal causa de morte nos país em 2020, atrás apenas das doenças cardíacas e do câncer. De 2019 a 2020, a expectativa de vida nos Estados Unidos caiu 3 anos para os hispano-americanos, 2,9 anos para os afro-americanos, e 1,2 anos para os americanos brancos. Estes efeitos persistiram, pois as mortes no país devido à COVID-19 em 2021 excederam as de 2020. Nos Estados Unidos, as vacinas contra a COVID-19 tornaram-se disponíveis em dezembro de 2020, sob uso emergencial, iniciando o programa nacional de vacinação, com a primeira vacina oficialmente aprovada pela Food and Drug Administration (FDA) em 23 de agosto de 2021.
Em março de 2020, como os casos de transmissão comunitária foram confirmados em todo o Canadá, todas as suas províncias e territórios declararam estado de emergência. As províncias e territórios implementaram, em graus variados, o encerramento de escolas e creches, proibições de reuniões, fechamento de empresas não essenciais e restrições à entrada. O Canadá restringiu severamente seu acesso à fronteira, impedindo os viajantes de todos os países, com algumas exceções. Os casos surgiram no Canadá, notadamente nas províncias da Colúmbia Britânica, Alberta, Quebec e Ontário, com a formação da bolha atlântica, uma área restrita para viagens do país (formada pelas quatro províncias atlânticas). Passaportes de vacina foram adotados em todas as províncias e em dois dos territórios. De acordo com um relatório de 11 de novembro de 2022, o Canadá estava enfrentando um aumento da gripe, enquanto a COVID-19 deveria aumentar durante o inverno.

#### América do Sul

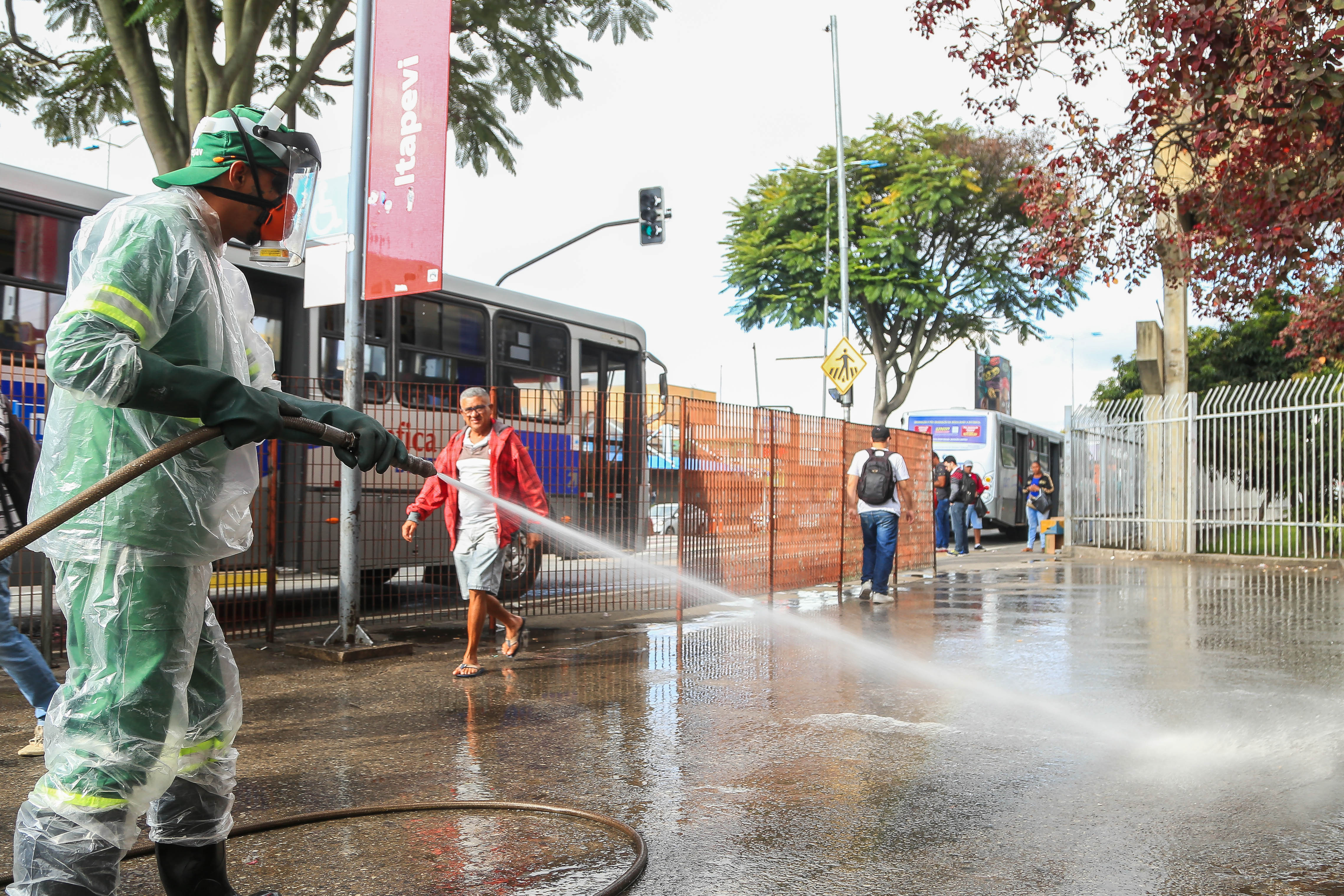
Desinfecção de área pública em Itapevi, Brasil, em abril de 2020.

A pandemia de COVID-19 foi confirmada como tendo chegado à América do Sul em 26 de fevereiro de 2020 quando o Brasil confirmou um caso em São Paulo. Em 3 de abril, todos os países e territórios da América do Sul registraram pelo menos um caso. Em 13 de maio de 2020, foi relatado que a América Latina e o Caribe haviam relatado mais de 400 000 casos de infecção pela COVID-19, com 23 091 mortes. Em 22 de maio de 2020, citando o rápido aumento das infecções no Brasil, a Organização Mundial da Saúde (OMS) declarou a América do Sul como o epicentro da pandemia. Até 16 de julho de 2021, a América do Sul havia registrado 34 359 631 casos confirmados e 1 047 229 mortes por COVID-19. Devido à escassez de testes e instalações médicas, acredita-se que o surto é muito maior do que os números oficiais mostram.
O vírus foi confirmado como tendo se espalhado pelo Brasil em 25 de fevereiro de 2020, quando um homem de São Paulo que tinha viajado para a Itália testou positivo para o vírus. A doença havia se espalhado por todas as unidades federativas do Brasil até 21 de março. Em 19 de junho de 2020, o país relatou seu milionésimo caso e quase 49 000 mortes reportadas. Uma estimativa de subnotificação mostrou que 22,62% do total de mortes no Brasil em 2020 foi relacionadas e/ou devido à COVID-19. Até 29 de junho de 2025, o Brasil, com mais de 37 milhões de casos confirmados e mais de 700 mil mortes, tem o quinto maior número de casos confirmados, atrás dos Estados Unidos, Índia, França e Alemanha, e o segundo maior número de mortes devido à COVID-19 no mundo, atrás apenas dos Estados Unidos.

### Ásia
Em maio de 2021, o pico de casos da Ásia havia chegado ao mesmo tempo e ao mesmo nível do mundo como um todo. Entretanto, cumulativamente, eles haviam experimentado apenas metade da média mundial.

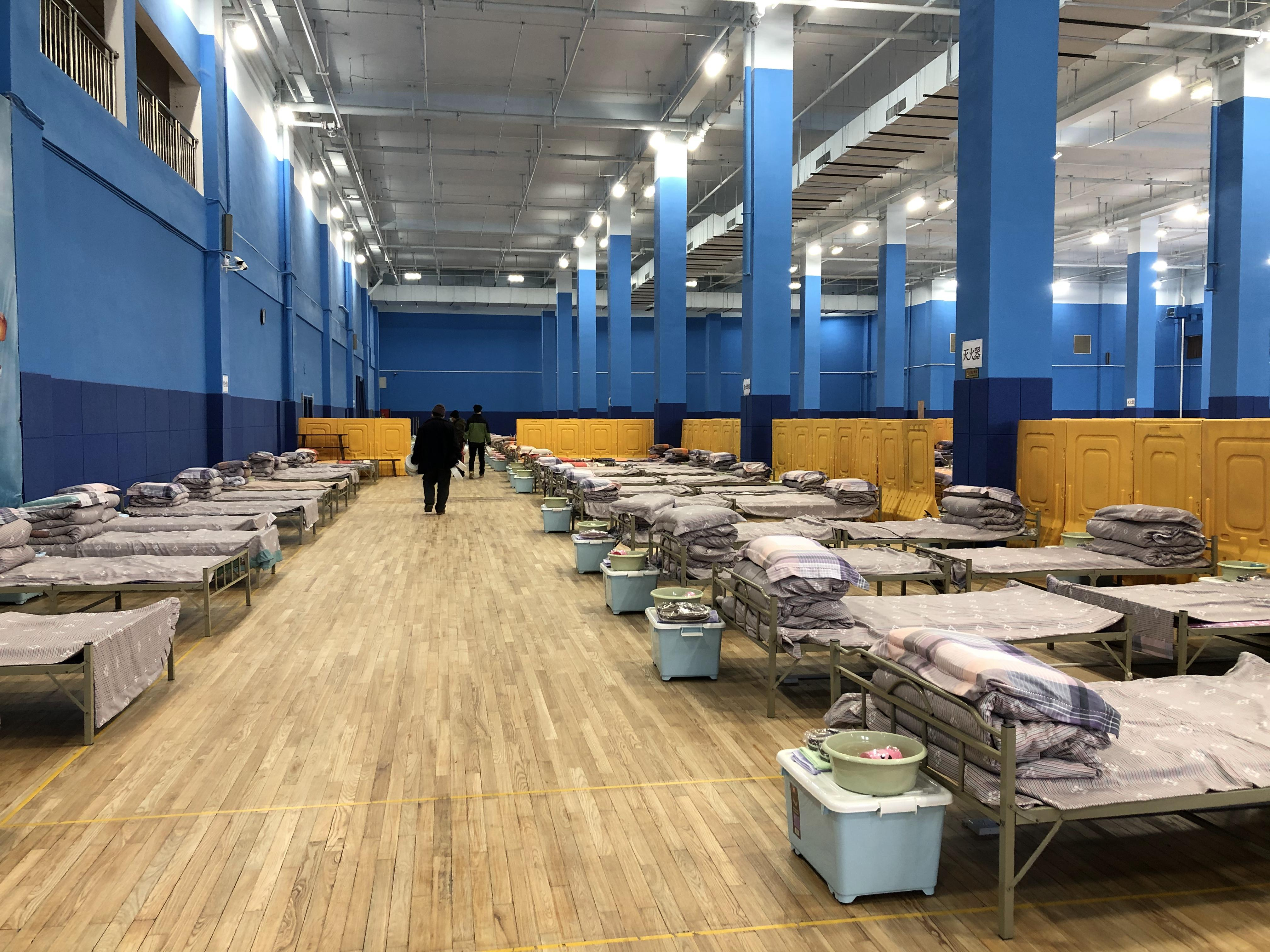
Um hospital temporário construído em Wuhan em fevereiro de 2020

A China optou pela contenção, infligindo estritos confinamentos para eliminar a propagação. As vacinas distribuídas na China incluíam a BIBP, WIBP e CoronaVac. Foi relatado em 11 de dezembro de 2021 que a China havia vacinado 1,162 bilhões de seus cidadãos, ou 82,5% da população total do país contra a COVID-19. Durante o surto inicial, várias fontes lançaram dúvidas sobre a precisão dos números de mortes na China, com algumas sugerindo a supressão intencional de dados. A adoção em grande escala da zero-COVID pela China conteve em grande parte a primeira onda de infecções da doença, com especialistas estrangeiros concordando com a precisão dos números de infecções e mortes da China desde o surto inicial. A China está quase sozinha na busca de uma política da zero-COVID para combater a onda contínua de infecções devido à variante Ómicron em 2022.
O primeiro caso na Índia foi relatado em 30 de janeiro de 2020. A Índia ordenou um confinamento nacional a partir de 24 de março de 2020, com um desconfinamento faseado a partir de 1 de junho de 2020. Seis cidades responderam por cerca da metade dos casos relatados – Bombaim, Deli, Amedabade, Chenai, Pune e Calcutá. Após o confinamento, o Governo da Índia introduziu um aplicativo de rastreamento de contatos chamado Arogya Setu para ajudar as autoridades a gerenciar o rastreamento de contatos. Mais tarde este aplicativo também foi usado para um programa de gerenciamento de vacinação. O programa de vacinação da Índia foi considerado o maior e o mais bem sucedido do mundo, com mais de 90% dos cidadãos recebendo a primeira dose e outros 65% recebendo a segunda dose. Uma segunda onda atingiu a Índia em abril de 2021, pressionando os serviços de saúde. Em 21 de outubro de 2021, foi relatado que o país havia ultrapassado 1 bilhão de vacinações.

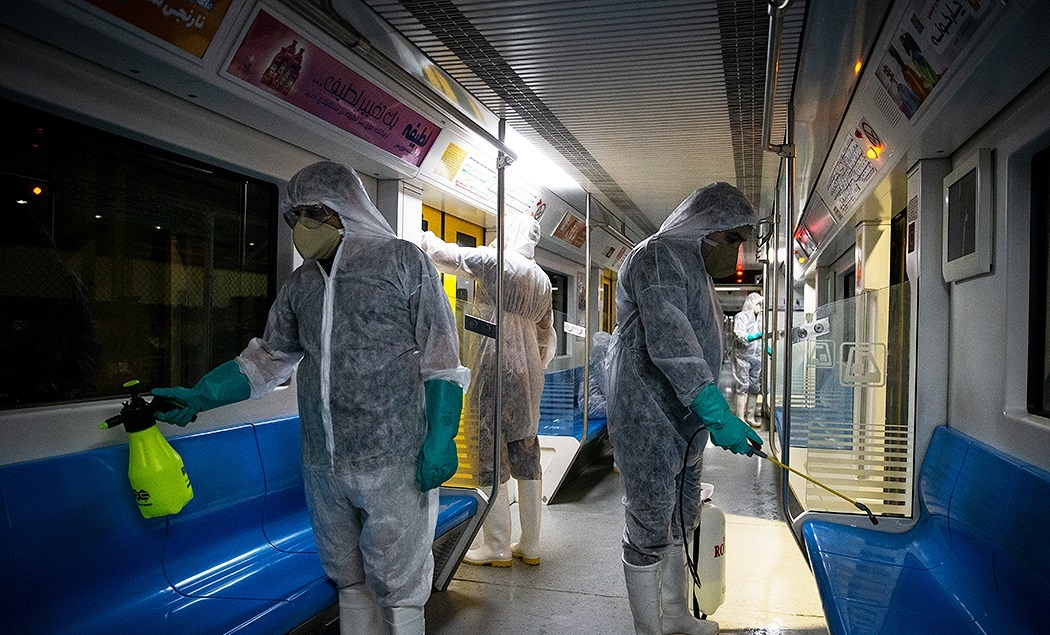
Desinfecção do Metro de Teerão contra a transmissão da COVID-19. Medidas semelhantes também foram tomadas em outros países.

O Irã relatou seus primeiros casos confirmados em 19 de fevereiro de 2020 em Qom. As medidas iniciais incluíram o cancelamento de concertos e outros eventos culturais, orações de sexta-feira, e paralisações na educação. O Irã tornou-se um centro da pandemia em fevereiro de 2020. Mais de dez países haviam rastreado seus surtos até o Irã em 28 de fevereiro, indicando um surto mais grave do que os 388 casos relatados na altura. O parlamento iraniano fechou em 3 de março de 2020, depois que 23 de seus 290 membros testaram positivo para a doença. Pelo menos doze políticos ou ex-políticos iranianos e funcionários do governo haviam morrido até 17 de março de 2020. Em agosto de 2021, a quinta onda da pandemia atingiu seu pico no país, com mais de 400 mortes em um dia.
A COVID-19 foi confirmada na Coreia do Sul em 20 de janeiro de 2020. As bases militares foram colocadas em quarentena depois que os testes mostraram três soldados infectados. A Coreia do Sul introduziu o que então era considerado o maior e mais bem organizado programa de triagem do mundo, isolando as pessoas infectadas e rastreando e colocando em quarentena os contatos. Os métodos de triagem incluíram a auto-relatação obrigatória por novos internacionais através de aplicação móvel, combinado com testes drive-through, e aumentando a capacidade de testes para 20 000 pessoas/dia. Apesar de algumas críticas iniciais, o programa da Coreia do Sul foi considerado um sucesso no controle do surto sem colocar cidades inteiras em quarentena.
Em 11 de novembro de 2022, a metrópole chinesa de Guangzhou foi colocada sob confinamento devido a um aumento de casos, de acordo com uma reportagem da mídia. Em 21 de novembro, a China relatou suas primeiras mortes relacionadas ao vírus após 6 meses; além disso, devido ao aumento de casos no país, os estoques mundiais foram afetados. Em 24 de novembro, ocorreram protestos na cidade de Zhengzhou devido a novos confinamentos devido ao aumento de casos, bem como protestos em quase toda a China.

### Europa

Mortes na Europa por residentes

A pandemia global da COVID-19 chegou à Europa com seu primeiro caso confirmado em Bordeaux, França, em 24 de janeiro de 2020, e posteriormente se espalhou amplamente pelo continente. Até 17 de março de 2020, todos os países da Europa haviam confirmado um caso, e todos relataram pelo menos uma morte, com exceção da Cidade do Vaticano. A Itália foi a primeira nação europeia a sofrer um grande surto no início de 2020, tornando-se o primeiro país do mundo a introduzir um confinamento nacional. Em 13 de março de 2020, a Organização Mundial da Saúde (OMS) declarou a Europa o epicentro da pandemia e assim permaneceu até que a OMS anunciou que foi superada pela América do Sul em 22 de maio. Em 18 de março de 2020, mais de 250 milhões de pessoas estavam confinadas na Europa. Apesar da implantação das vacinas contra a COVID-19, a Europa tornou-se novamente o epicentro da pandemia no final de 2021.
O surto italiano começou em 31 de janeiro de 2020, quando dois turistas chineses testaram positivo para o SARS-CoV-2 em Roma. Os casos começaram a aumentar acentuadamente, o que levou o governo a suspender os voos de e para a China e declarar estado de emergência. Em 22 de fevereiro de 2020, o Conselho de Ministros anunciou um novo decreto-lei para conter o surto, incluindo a quarentena de mais de 50 000 pessoas no norte da Itália. O esporte no país foi completamente suspenso por pelo menos um mês. Em 11 de março, Giuseppe Conte parou quase todas as atividades comerciais, exceto supermercados e farmácias. Em 19 de março, a Itália ultrapassou a China como o país com o maior número de mortes relacionadas à COVID-19. Em 19 de abril, a primeira onda diminuiu, já que as mortes semanais caíram para 433. Em 13 de outubro, o governo italiano novamente emitiu regras restritivas para conter a segunda onda. Em 10 de novembro, a Itália ultrapassou 1 milhão de infecções confirmadas. Em 23 de novembro, foi relatado que a segunda onda do vírus levou alguns hospitais a deixarem de aceitar pacientes.

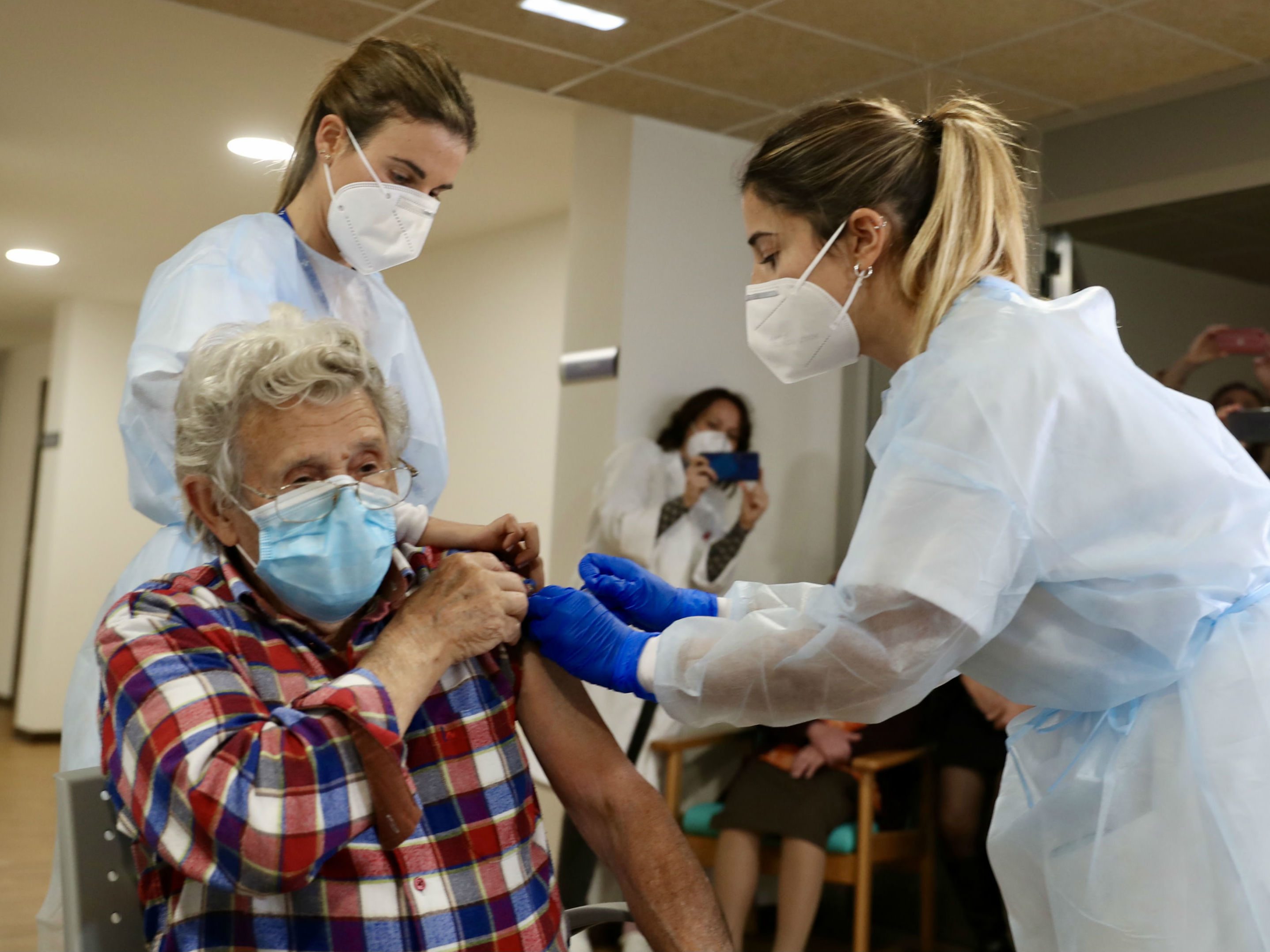
Vacinações em um lar de idosos em Gijón, Espanha, em dezembro de 2020.

O vírus foi confirmado pela primeira vez na Espanha em 31 de janeiro de 2020, quando um turista alemão testou positivo para o SARS-CoV-2 em La Gomera, Ilhas Canárias. A análise genética post-hoc mostrou que pelo menos 15 cepas do vírus tinham sido importadas, e a transmissão comunitária começou em meados de fevereiro. Em 29 de março, foi anunciado que, a partir do dia seguinte, todos os trabalhadores não essenciais deveriam permanecer em casa durante os 14 dias seguintes. O número de casos aumentou novamente em várias cidades no mês de julho, incluindo Barcelona, Saragoça e Madri, o que levou à reimposição de algumas restrições, mas nenhum confinamento nacional. Em setembro de 2021, a Espanha era um dos países com a maior porcentagem de sua população vacinada (76% totalmente vacinada e 79% com a primeira dose), sendo também um dos países mais favoráveis às vacinas contra a COVID-19 (quase 94% de sua população já estavam vacinados ou queriam estar). Entretanto, em 21 de janeiro de 2022, o número de vacinados havia aumentado apenas para 80,6%. No entanto, a Espanha lidera a Europa nas taxas de vacinação per capita total. A Itália está em segundo lugar, com 75%.
A Suécia se diferenciou da maioria dos outros países europeus por ter permanecido aberta. De acordo com a Constituição sueca, a Autoridade Nacional da Saúde Pública da Suécia tem autonomia que impede interferências políticas e a agência preferiu permanecer aberta. A estratégia sueca concentrou-se em medidas de longo prazo, com base na suposição de que, após o confinamento, o vírus voltaria a se espalhar, com o mesmo resultado. No final de junho, a Suécia não tinha mais excesso de mortalidade. Um estudo de 2022 com crianças suecas de 6 a 14 anos identificou baixos níveis de ansiedade entre elas, em contraste com estudos equivalentes realizados em demais países. As escolas terem permanecido abertas durante a pandemia e a vida das crianças ter sido largamente inalterada é considerado pelos autores como um fator importante ao resultado.
A devolução no Reino Unido significou que cada um de seus quatro países desenvolveu sua própria resposta à pandemia. As restrições da Inglaterra foram mais breves do que as dos outros. O governo do Reino Unido começou a aplicar medidas de distanciamento social e quarentena em 18 de março de 2020. Em 16 de março, o então primeiro-ministro Boris Johnson aconselhou contra viagens e contatos sociais não essenciais, elogiando o trabalho em casa e evitando locais como pubs, restaurantes e teatros. Em 20 de março, o governo ordenou o fechamento de todos os estabelecimentos de lazer, e prometeu evitar o desemprego. Em 23 de março, Boris Johnson proibiu as reuniões e restringiu as viagens e atividades ao ar livre não essenciais. Ao contrário das medidas anteriores, estas restrições eram aplicáveis pela polícia através de multas e da dispersão de reuniões. Em 24 de abril de 2020, foi relatado que um promissor ensaio de vacinas havia começado na Inglaterra; o governo prometeu mais de 50 milhões de libras esterlinas para a pesquisa. Em 16 de abril de 2020, foi relatado que o Reino Unido teria primeiro acesso à vacina de Oxford, devido a um contrato prévio; se o ensaio fosse bem sucedido, cerca de 30 milhões de doses estariam disponíveis. Em 2 de dezembro de 2020, o Reino Unido se tornou o primeiro país desenvolvido a aprovar a vacina Pfizer; 800 000 doses estavam imediatamente disponíveis para uso. Em agosto de 2022, foi relatado que os casos de infecção viral diminuíram no Reino Unido.

### Oceania

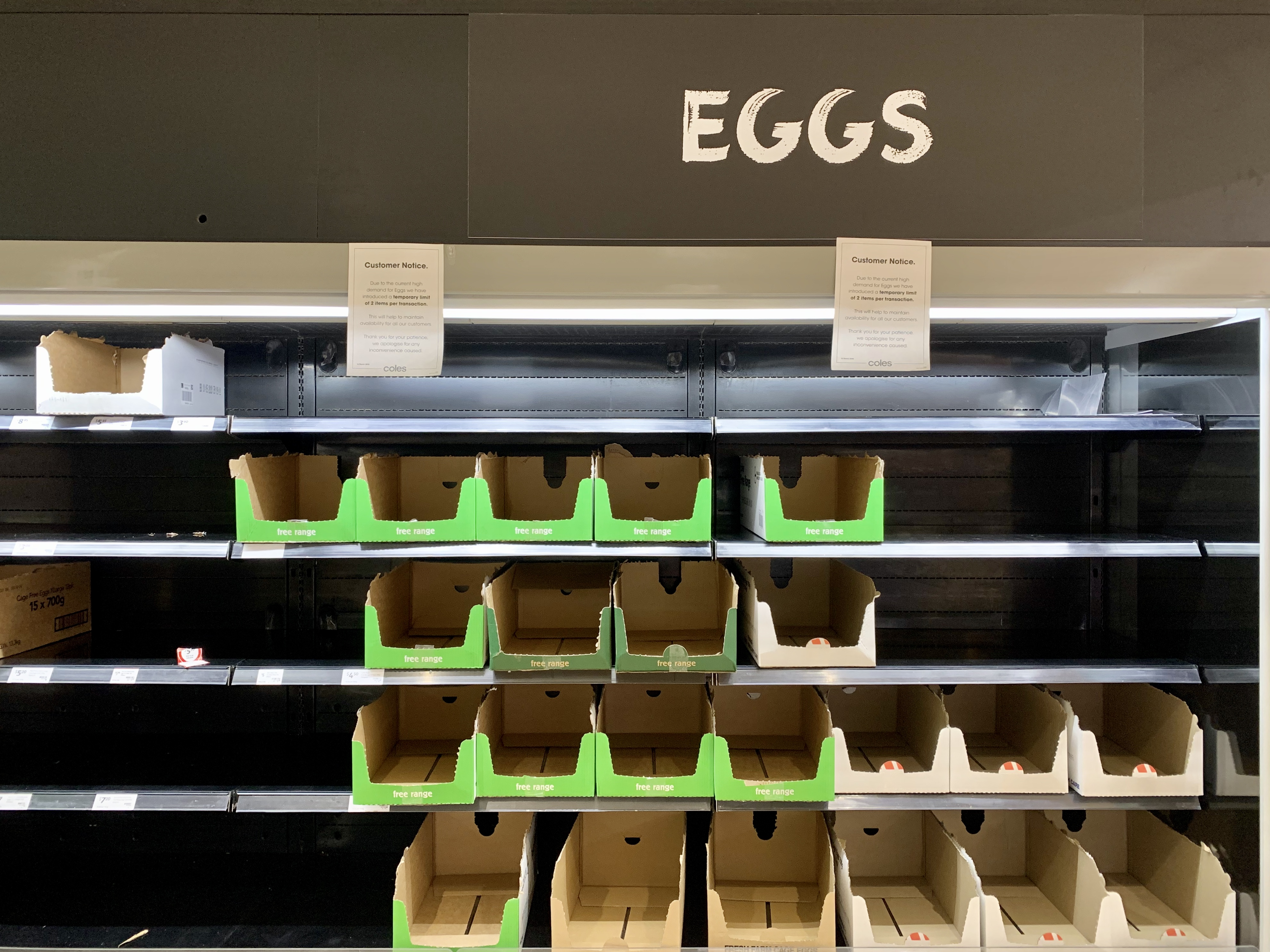
Prateleiras vazias em uma mercearia Coles em Brisbane, Austrália, em abril de 2020.

A pandemia de COVID-19 foi confirmada como tendo chegado à Oceania em 25 de janeiro de 2020, com o primeiro caso confirmado relatado em Melbourne, Austrália. Desde então, espalhou-se por outras partes da região. A Austrália e a Nova Zelândia foram elogiadas por seu tratamento da pandemia em comparação com outras nações ocidentais, com a Nova Zelândia e cada estado da Austrália eliminando toda a transmissão comunitária do vírus várias vezes, mesmo após a reintrodução deste na comunidade.
No entanto, como resultado da alta transmissibilidade da variante Delta, em agosto de 2021, os estados australianos de Nova Gales do Sul e Victoria haviam concedido a derrota em seus esforços de erradicação. No início de outubro de 2021, a Nova Zelândia também abandonou sua estratégia de eliminação. Em novembro e dezembro, após os esforços de vacinação, os demais estados da Austrália, excluindo a Austrália Ocidental, desistiram voluntariamente da zero-COVID para abrir as fronteiras estaduais e internacionais. Em janeiro de 2022, as fronteiras abertas permitiram que a variante Ómicron da COVID-19 entrasse rapidamente e os casos posteriormente ultrapassassem os 120 000 por dia. No início de março, com casos que ultrapassavam 1 000 por dia, a Austrália Ocidental admitiu a derrota em sua estratégia de erradicação e abriu as fronteiras depois de anteriormente atrasar a reabertura devido à variante Ómicron. Apesar dos casos registrados, as jurisdições australianas removeram lentamente restrições como o isolamento de contato próximo, uso de máscara e limites de densidade até abril.
Em 9 de setembro, as restrições foram significativamente flexibilizadas. O mandato de máscara em aeronaves foi eliminado em todo o país. O dia 9 de setembro foi também o último em que casos foram relatados diariamente na Austrália, quando o país passou a reportar semanalmente. Em 14 de setembro, o pagamento da COVID-19 para pessoas que tiveram que se isolar devido à COVID-19 foi prorrogado, desde que o governo tivesse mandado isolar. Até 22 de setembro, todos os estados tinham terminado os mandatos da utilização de máscara em transporte público, inclusive em Victoria, onde o mandato tinha durado cerca de 800 dias.
Em 30 de setembro, todos os líderes australianos declararam o fim da resposta de emergência e anunciaram o fim da exigência de que as pessoas isolassem a partir de 14 de outubro se tivessem COVID-19 devido em parte aos altos níveis de "imunidade híbrida" e números de casos muito baixos.

### Antártida
Devido ao seu afastamento e população escassa, a Antártida foi o último continente a ter casos confirmados da COVID-19 e foi uma das últimas regiões do mundo afetadas diretamente pela pandemia. Os primeiros casos foram relatados em dezembro de 2020, quase um ano após a detecção dos primeiros casos de COVID-19 na China. Pelo menos 226 pessoas foram confirmadas como infectadas.

## Outras reações

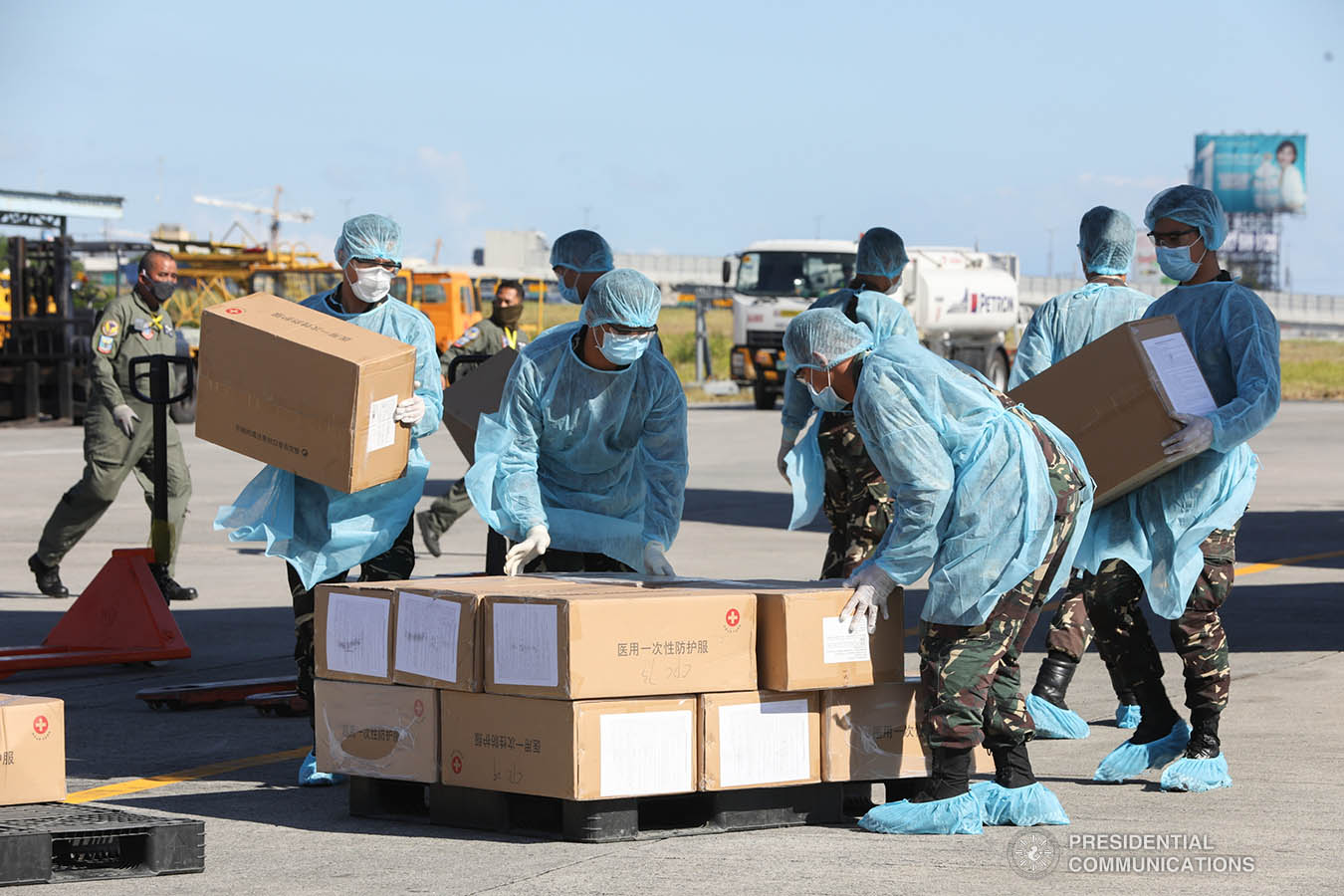
Suprimentos médicos doados recebidos nas Filipinas.

A pandemia abalou a economia mundial, com danos econômicos especialmente graves nos Estados Unidos, Europa e América Latina. Um relatório de consenso das agências de inteligência estadunidenses em abril de 2021 concluiu: "Os esforços para conter e gerenciar o vírus reforçaram as tendências nacionalistas globalmente, pois alguns estados se voltaram para proteger seus cidadãos e às vezes culparam grupos marginalizados". A COVID-19 inflamou o partidarismo e a polarização em todo o mundo, à medida que diversos argumentos surgiram sobre como responder à doença. O comércio internacional foi interrompido em meio à formação de enclaves sem entrada.

### Organizações internacionais: ONU e OMS
No dia 30 de março, em um relatório publicado pela Conferência das Nações Unidas sobre Comércio e Desenvolvimento (UNCTAD), órgão da Organização das Nações Unidas (ONU) para comércio e desenvolvimento, as Nações Unidas pediram um pacote de 2,5 trilhões de dólares para nações de países em desenvolvimento, de forma a transformar manifestações de solidariedade internacional em ação global efetiva. No dia primeiro de abril de 2020, o Secretário-geral das Nações Unidas, António Guterres, afirmou que a crise do novo coronavírus é o maior desafio da humanidade desde a Segunda Guerra Mundial, tanto pela ameaça às vidas quanto pelas consequências à economia mundial.

O objetivo das medidas de mitigação são atrasar o pico epidemiológico e suavizar a pressão do pico nos sistemas de saúde, um processo denominado "achatar a curva".

A 10 de fevereiro, a conselheira sênior do Departamento de Gestão de Contágios da Organização Mundial da Saúde (OMS), Nahoko Shindo, em entrevista à NHK, na sede da ONU, em Genebra, afirmou que o novo vírus teria aparecido entre seres humanos por volta de novembro do ano passado, embora sua origem continue desconhecida. A conselheira da OMS disse ser extremamente difícil criar uma vacina que possa prevenir completamente uma doença contagiosa do sistema respiratório, e acrescentou que será necessário agregar conhecimentos de todo o mundo para combater o vírus. A 11 de fevereiro de 2020, cerca de 300 cientistas, representantes de agências de saúde pública, de ministérios da Saúde e financiadores de pesquisas reuniram-se para um encontro de dois dias na OMS com o objetivo de compartilhar as informações mais recentes sobre o vírus e decidir qual a melhor forma de combate-lo. A 15 de fevereiro de 2020, o diretor-geral da OMS, Tedros Adhanom, pediu aos governos que intensifiquem seus esforços para se preparar para o coronavírus e disse que "é impossível prever que direção essa epidemia tomará".
A 23 de fevereiro de 2020, Tedros Adhanom afirmou que a agência vai investir 675 milhões de dólares em um plano de resposta à doença para apoiar os países, especialmente os mais vulneráveis. Adhanom disse que a OMS identificou 13 países prioritários na África por serem locais com alto número de voos diretos para a China, e que a preocupação da organização no momento é o aumento no número de casos de COVID-19, sem que a pessoa infectada tenha viajado à China ou tido contato com alguém que esteve lá. No dia 24 de fevereiro, Adhanom pediu ao mundo que se prepare para uma pandemia. "Temos que fazer todo o possível para nos prepararmos para uma potencial pandemia.", disse o diretor-geral da OMS. O cenário mudou rapidamente em poucos dias. Passou-se de uma situação com os casos na China contidos e o resto do mundo as infecções escassas a outra situação com surtos descontrolados na Itália, na Coreia do Sul e no Irã. No dia 9 de março de 2020, em entrevista coletiva, Tedros Adhanom Ghebreyesus, abordou o surto em suas observações iniciais, dizendo que é importante lembrar "de todos os casos relatados globalmente até agora, 93 por cento são de apenas quatro países".

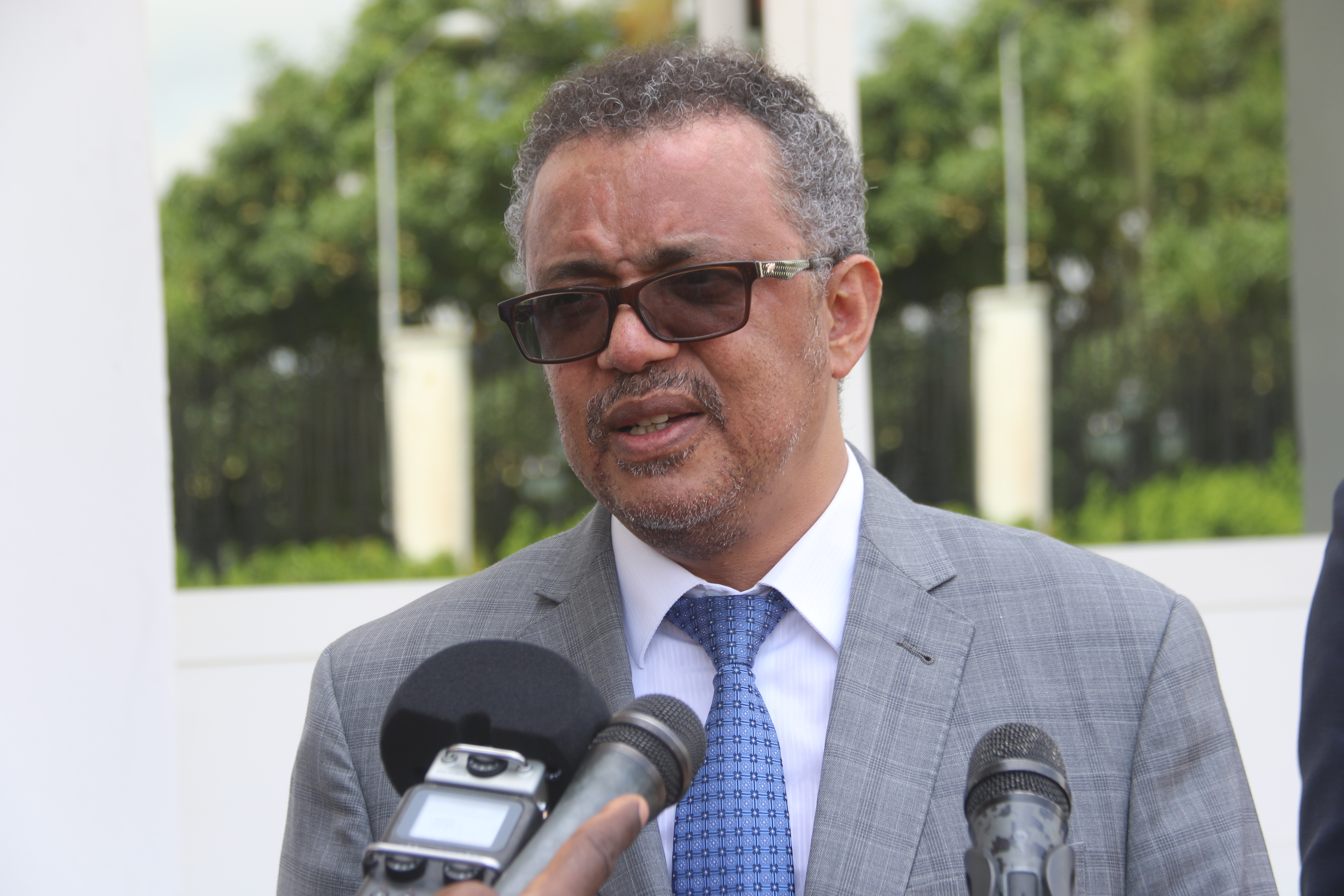
Tedros Adhanom, diretor-geral da OMS durante o início da pandemia.

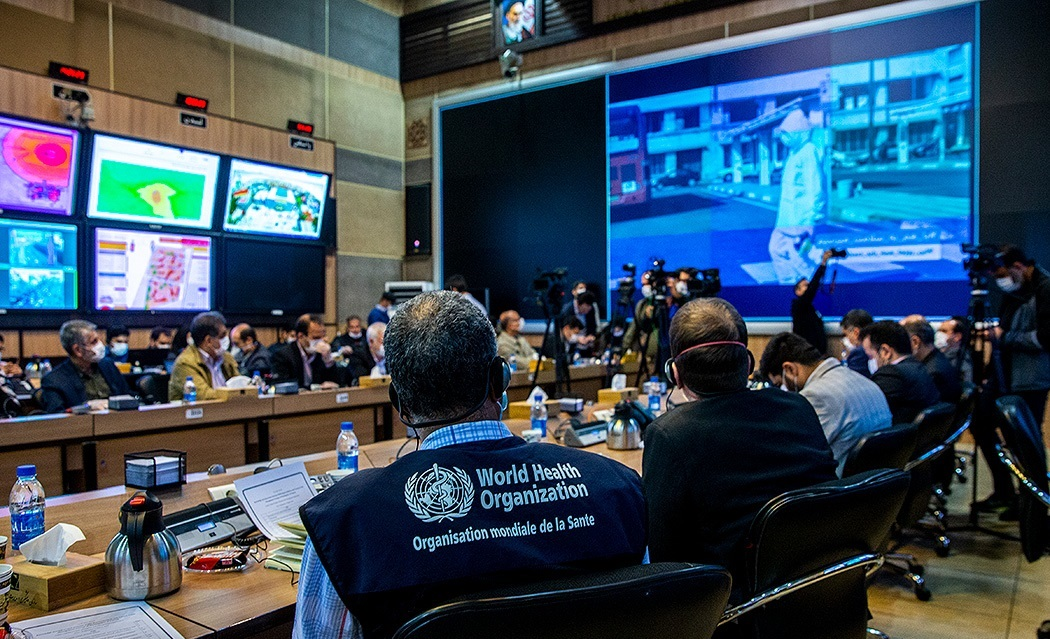
Representantes da OMS em reunião conjunta com administradores de Teerã.

A OMS elogiou os esforços das autoridades chinesas na gestão e contenção da epidemia, tendo o diretor-geral Tedros Adhanom expressado confiança na abordagem da China no controlo da epidemia e apelando ao público para manter a serenidade. A OMS salientou o contraste entre a epidemia de SARS de 2002-2004, em que as autoridades chinesas foram acusadas de secretismo que impediu medidas de prevenção e contenção, e a crise atual em que o governo central forneceu atualizações regulares para evitar o pânico antes do ano novo chinês.
Em 23 de janeiro, reagindo à decisão das autoridades centrais em impor uma proibição de transportes em Wuhan, o representante da OMS Gauden Galea salientou que embora não tenha sido recomendação da OMS, foi no entanto um sinal muito importante no compromisso de conter a epidemia no local de maior concentração e sem precedentes na história da saúde pública. Em 30 de janeiro, após a confirmação de transmissão comunitária fora da China e do aumento do número de casos noutros países, a OMS declarou o surto uma Emergência de Saúde Pública de Âmbito Internacional (PHEIC), a sexta desde que a medida foi invocada pela primeira vez durante Pandemia de gripe de 2009. O diretor-geral clarificou que a PHEIC, neste caso, não representou falta de confiança na China, mas se deveu ao risco de transmissão global, especialmente em países com menos recursos e sem sistemas de saúde robustos. Em resposta à implementação de restrições de viagem, Tedros afirmou que não existiam razões para medidas que interfiram de forma desnecessária com as viagens e comércio internacionais e que a OMS não recomendava limitar o comércio e a deslocação de pessoas.
Em 5 de fevereiro, a OMS fez um apelo à comunidade mundial para que contribuísse com 657 milhões de dólares para o financiamento de meios de prontidão estratégicos em países de baixo rendimento, citando a urgência em apoiar países que não têm os sistemas para detectar pessoas que contraíram o vírus. Tedros declarou em seguida que "somos apenas tão fortes como o nosso elo mais fraco" e apelou a que a comunidade internacional investisse hoje ou mais tarde acabaria por pagar as consequências.
Em 11 de fevereiro, a OMS anunciou numa conferência de imprensa que COVID-19 seria o nome da doença. No mesmo dia, Tedros anunciou que o secretário-geral da ONU, António Guterres, concordou em disponibilizar todo o poder da ONU para responder à epidemia. Consequentemente, a ONU formou uma Equipa de Gestão de Crise, permitindo a coordenação da resposta das Nações Unidas, que a OMS afirma que lhe irá permitir focar na resposta de saúde, enquanto outras agências trazem a sua experiência para lidar com as implicações sociais, económicas e de desenvolvimento do surto. Em 14 de fevereiro, foi ativada uma missão conjunta entre a OMS e a China, que disponibilizou no terreno peritos internacionais e da OMS para prestar assistência na gestão doméstica do surto e avaliar a gravidade e transmissão da doença. A equipa conduziu várias reuniões de trabalho com as principais instituições nacionais de forma a conduzir visitas ao terreno para avaliar o impacto das medidas de resposta a nível regional, tanto em contextos urbanos como rurais. Em 25 de fevereiro, a OMS declarou que a comunidade internacional deveria fazer mais para se preparar para uma possível pandemia de coronavírus, afirmando que embora ainda fosse cedo para ser classificada como pandemia, os países ainda assim deveriam estar numa fase de preparação. Em resposta ao surto que se começava a desenvolver no Irão, a OMS enviou no mesmo dia uma missão conjunta ao terreno para avaliar a situação.
Em 28 de fevereiro, funcionários da OMS afirmaram que o nível de ameaça global do coronavírus seria aumentado de "elevado" para "muito elevado", o nível mais alto. Mike Ryan, diretor executivo do programa de emergências da OMS, apelou novamente à necessidade de preparação por parte dos governos e que as medidas de resposta corretas poderiam ajudar o mundo a evitar o pior. Afirmou também que, com base nos dados até à data, não era ainda possível declarar uma pandemia, já que essa classificação implica uma previsão que todos os seres humanos no planeta serão potencialmente expostos a esse vírus. Em 11 de março, a OMS classificou oficialmente o surto de coronavírus como pandemia. O diretor-geral afirmou que a OMS estava profundamente preocupada com os níveis alarmantes de propagação e gravidade do vírus, e também com os níveis alarmantes de inação dos governos.

### Restrições de viagem
A pandemia levou muitos países e regiões a impor quarentenas, proibições de entrada ou outras restrições, seja para cidadãos, viajantes recentes para áreas afetadas, ou para todos os viajantes. A União Europeia rejeitou a ideia de suspender a zona de livre circulação de Schengen. As viagens entraram em colapso em todo o mundo, prejudicando o setor de viagens. A eficácia das restrições de viagem foi questionada à medida que o vírus se espalhava pelo mundo. Um estudo descobriu que as restrições de viagem afetaram apenas modestamente a disseminação inicial, a menos que combinadas com outras medidas de prevenção e controle de infecções. Os pesquisadores concluíram que "as restrições de viagem são mais úteis na fase inicial e tardia de uma epidemia" e que "as restrições de viagem de Wuhan infelizmente chegaram tarde demais".

### Repatriação de cidadãos estrangeiros

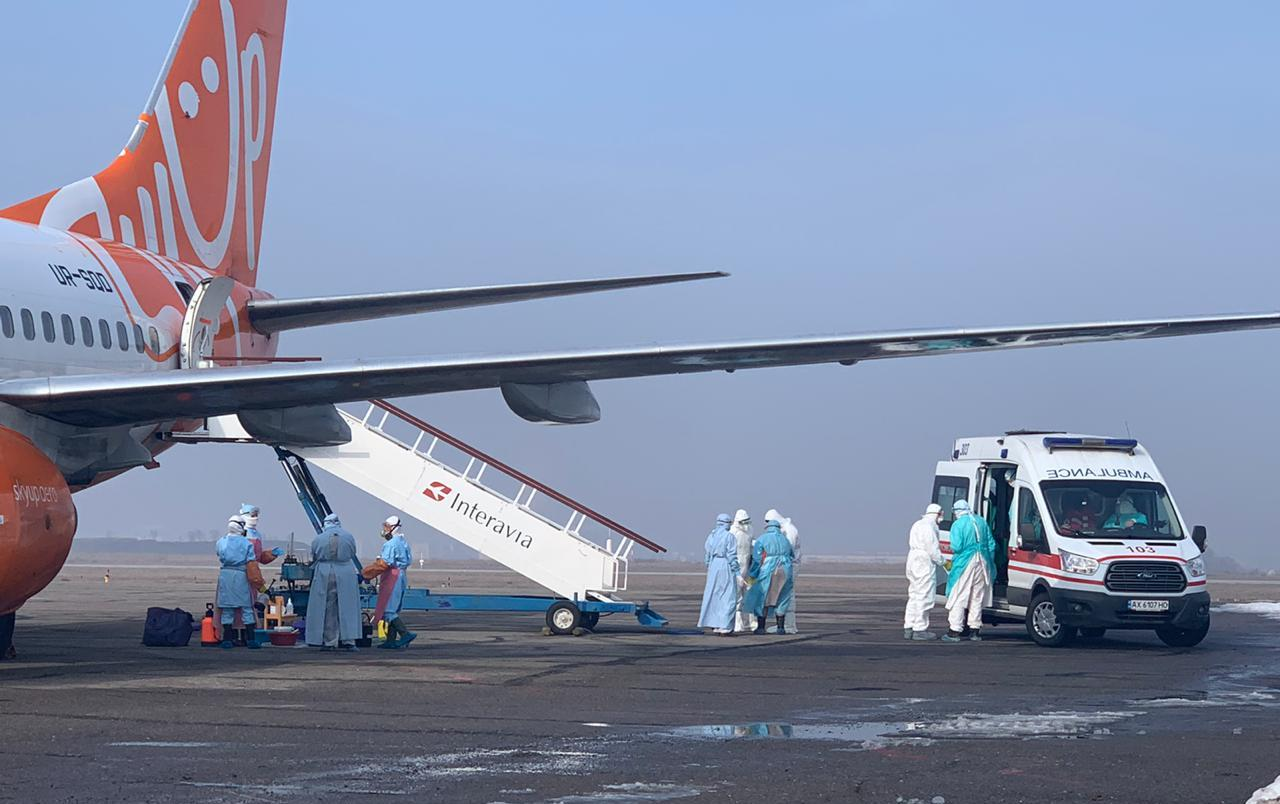
Ucrânia evacuando cidadãos ucranianos de Wuhan, China

Vários países repatriaram seus cidadãos e funcionários diplomáticos de Wuhan e arredores, principalmente por meio de voos fretados. Canadá, Estados Unidos, Japão, Índia, Sri Lanka, Austrália, França, Argentina, Alemanha e Tailândia foram os primeiros a fazê-lo. Brasil e Nova Zelândia evacuaram seus próprios cidadãos e outros. Em 14 de março, a África do Sul repatriou 112 sul-africanos com resultados negativos, enquanto quatro que apresentaram sintomas foram deixados para trás. O Paquistão se recusou a evacuar seus cidadãos.
Em 15 de fevereiro, os Estados Unidos anunciaram que evacuariam americanos a bordo do cruzeiro Diamond Princess, e em 21 de fevereiro, o Canadá evacuou 129 canadenses do cruzeiro. No início de março, o governo indiano começou a repatriar seus cidadãos do Irã. Em 20 de março, os Estados Unidos começaram a retirar algumas tropas do Iraque.

### Protestos contra as medidas governamentais

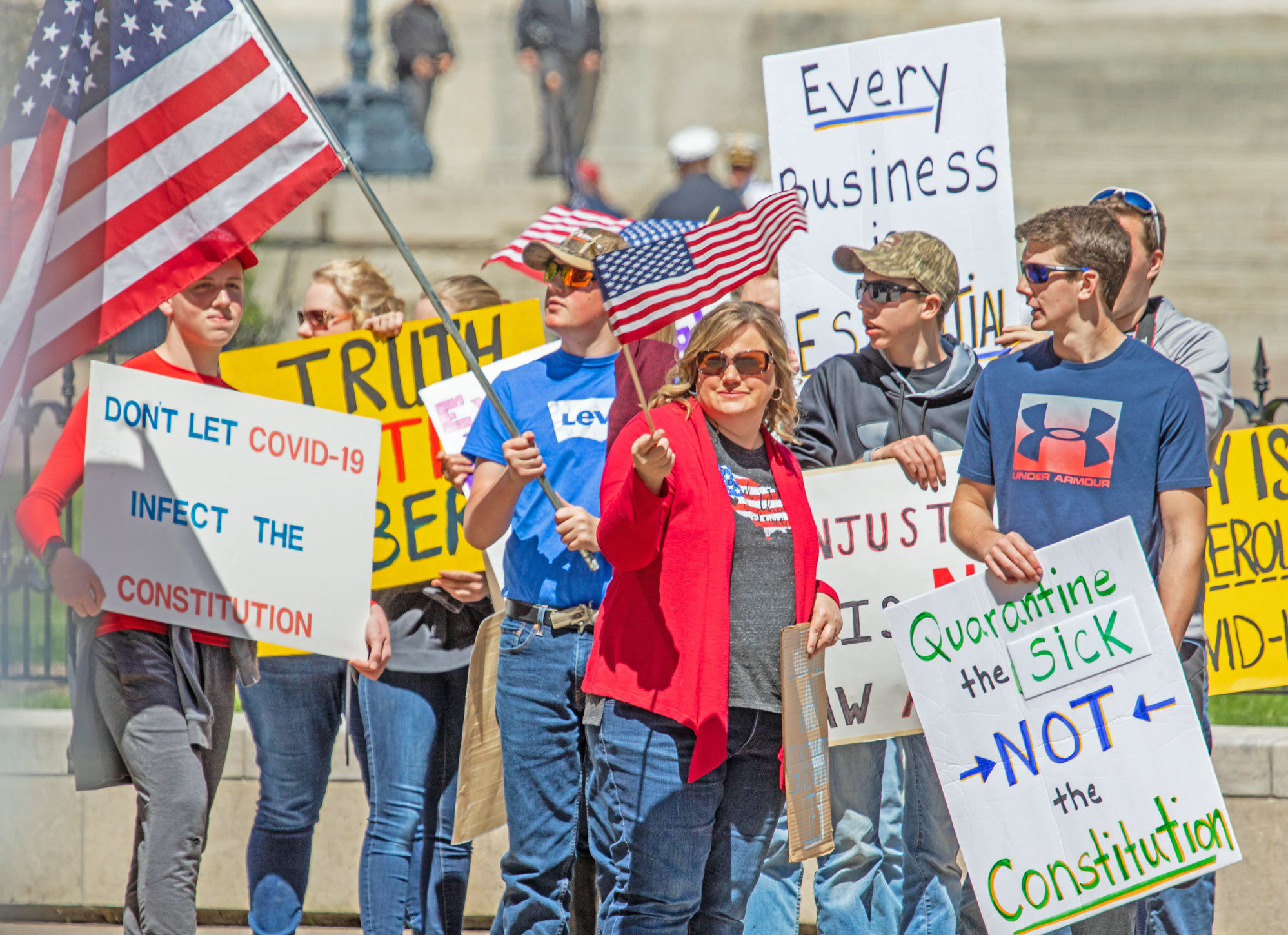
Várias centenas de manifestantes contra o confinamento se reuniram no Capitólio Estadual de Ohio em 20 de abril de 2020.

Em vários países, os protestos aumentaram contra as restrições governamentais, como os confinamentos. Os protestos variaram em escala, motivação e tipo, com manifestantes provenientes de uma ampla gama de origens e inspirados por uma série de razões. Um dos principais fatores dos protestos foi a crise econômica provocada pelo fechamento de empresas por longos períodos, levando ao desemprego generalizado, especialmente de trabalhadores ocasionais no setor de hospitalidade.
Um estudo de fevereiro de 2021 descobriu que os protestos contra as restrições provavelmente aumentariam diretamente a propagação.

## Impacto
O impacto cultural, político e socioeconômico da pandemia causou alterações profundas na sociedade humana.

### Educação

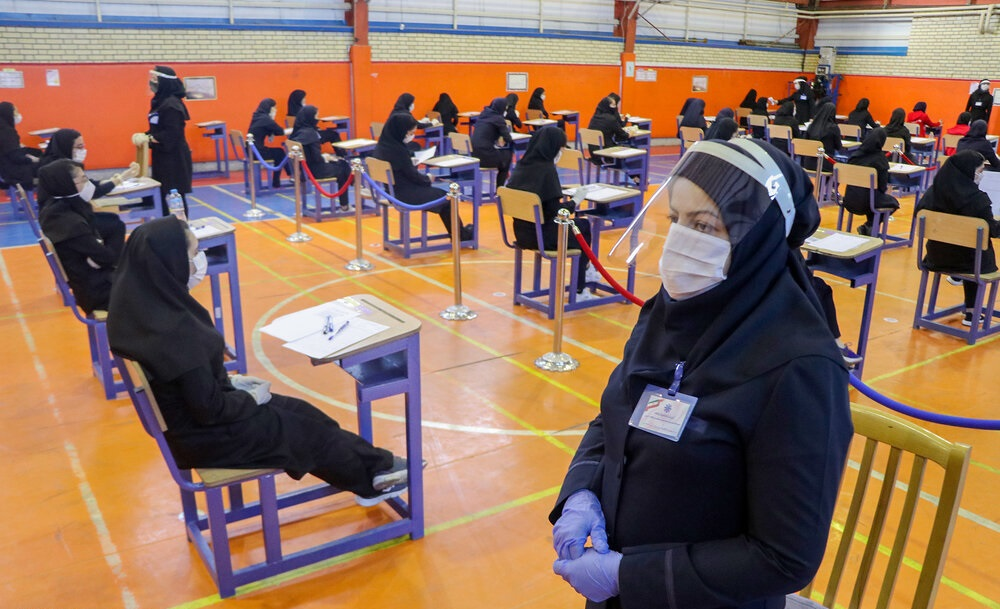
Estudantes fazendo exames de final de ano em Tabriz, Irã, durante a pandemia.

A pandemia impactou os sistemas educacionais em muitos países. Muitos governos fecharam temporariamente as instituições de ensino, muitas vezes substituídas pelo ensino online. Por exemplo, na Itália, o governo decidiu fechar escolas e universidades para tentar conter o vírus, e determinou que todos os principais eventos esportivos do país fossem disputados sem a presença de público. Outros países, como a Suécia, mantiveram suas escolas abertas. Em abril de 2020, mais de 1,5 bilhão de estudantes foram afetados devido ao encerramento de escolas. Em setembro de 2020, aproximadamente 1,077 bilhão de alunos ainda estavam experienciando o encerramento das escolas e o ensino online. O encerramento de escolas afetou alunos, professores e famílias com consequências econômicas e sociais de longo alcance. Eles lançam luz sobre questões sociais e econômicas, incluindo dívida estudantil, aprendizagem digital, insegurança alimentar e falta de moradia, bem como acesso a serviços de creche, assistência médica, moradia, internet e deficiência. O impacto foi mais grave para crianças desfavorecidas. O Instituto de Políticas do Ensino Superior informou que cerca de 63% dos estudantes alegaram piora da saúde mental como resultado da pandemia.

### Economia

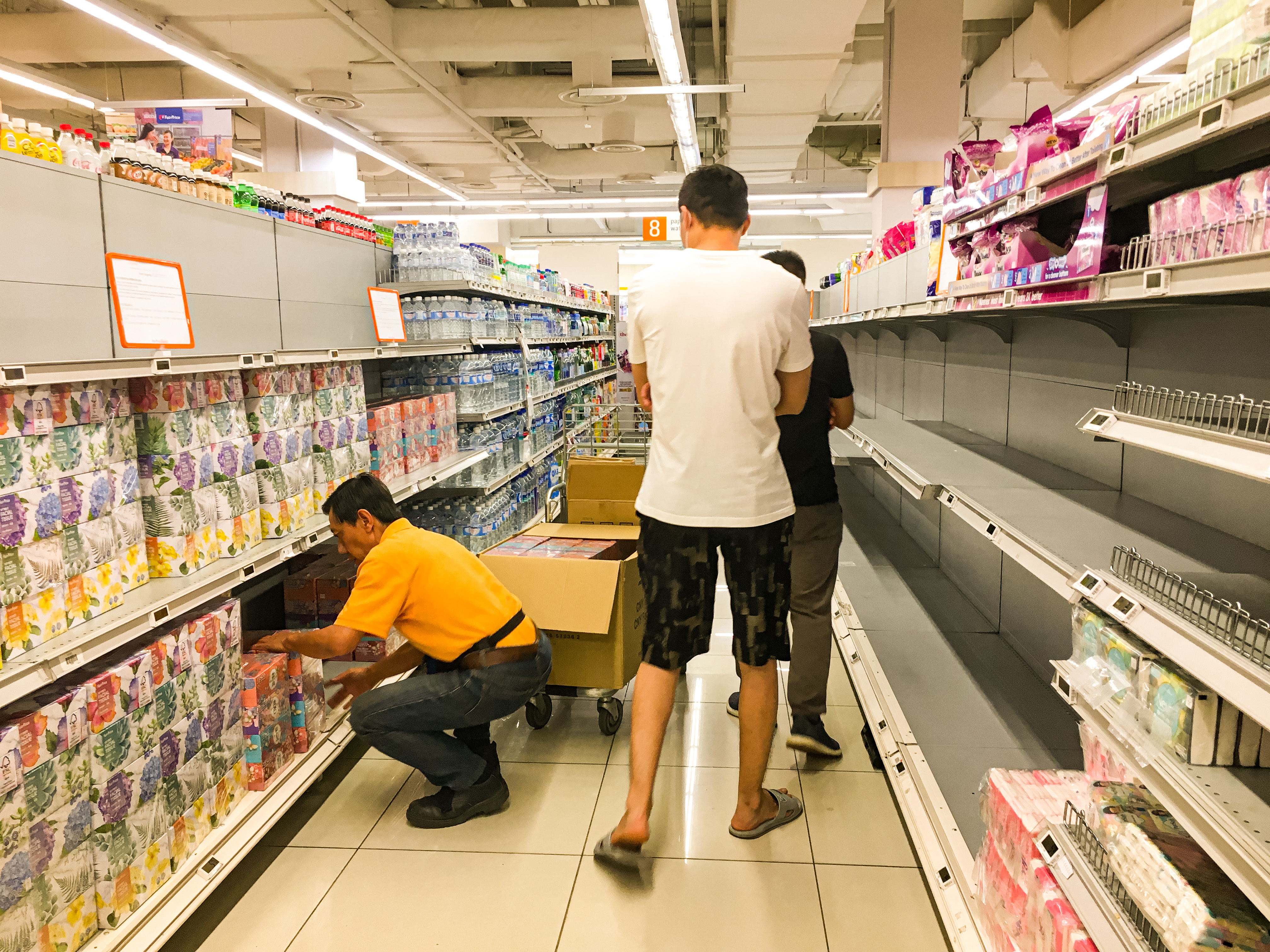
A apreensão associada à pandemia levou a uma corrida às compras de bens essenciais em vários países.

A pandemia de coronavírus foi associada a vários casos de ruptura de estoques causados pelo aumento de procura de equipamento para combater o surto, corridas às compras e perturbações nas operações de produção e logística das empresas. As autoridades de saúde emitiram avisos de possíveis rupturas de stock de medicamentos e equipamento médico devido ao aumento exponencial de procura e perturbação dos canais de distribuição. Em vários países ocorreram corridas às compras que levaram a rupturas de estoque de produtos de mercearia essenciais como comida, papel higiénico e água engarrafada. De acordo com o diretor-geral da OMS, a procura por equipamento de proteção individual aumentou 100 vezes, o que levou a um aumento de preços, em alguns casos de vinte vezes o preço normal, e também induziu atrasos de quatro a seis meses no fornecimento de equipamento médico. A falta de equipamento de proteção individual em todo o mundo levou a OMS a alertar que a situação colocava em risco os profissionais de saúde.

Um gráfico de índice de bolsa de valores mostra a queda do mercado de ações em 2020.

Uma vez que a China é uma potência económica e um grande centro de produção industrial, o surto constitui uma ameaça de desestabilização à economia global. Agathe Demarais da Economist Intelligence Unit prevê que os mercados continuem voláteis até que haja uma ideia mais clara do desfecho da pandemia. Em janeiro de 2020, alguns analistas estimaram que as consequências económicas da pandemia de COVID-19 no crescimento global poderiam ser superiores aos do surto de SARS em 2002-2004. Uma estimativa calculava que o impacto na cadeia de fornecimento seria superior a 300 mil milhões de dólares e poder-se-ia prolongar por mais dois anos. A OPEC reportou uma queda no preço do petróleo devido à diminuição da procura por parte da China. Em 24 de fevereiro os mercados de ações tiveram a primeira queda expressiva devido ao aumento significativo do número de casos fora da China. Em 27 de fevereiro, devido a preocupações crescentes com o surto, vários índices norte-americanos, incluindo o NASDAQ-100, o S&P 500 Index e o Dow Jones Industrial Average, reportaram a maior queda desde 2008, com o Dow Jones a cair 1191 pontos, a maior queda num dia desde a crise financeira de 2007–2008. No fim da semana, os três índices tinham caído mais de 10%. Nas semanas seguintes os mercados continuaram a cair, sendo a maior queda registada no dia 16 de março. Muitos analistas consideraram provável uma recessão económica global. Restaurantes, revendedoras de carros e lojas registraram quedas na demanda mundial. Também foi discutida uma possível reversão da globalização mais ampla, sobretudo no que diz respeito a cadeias de fornecimento. O ministro da economia alemão apoiou uma regionalização das cadeias de fornecimento em reação à pandemia.

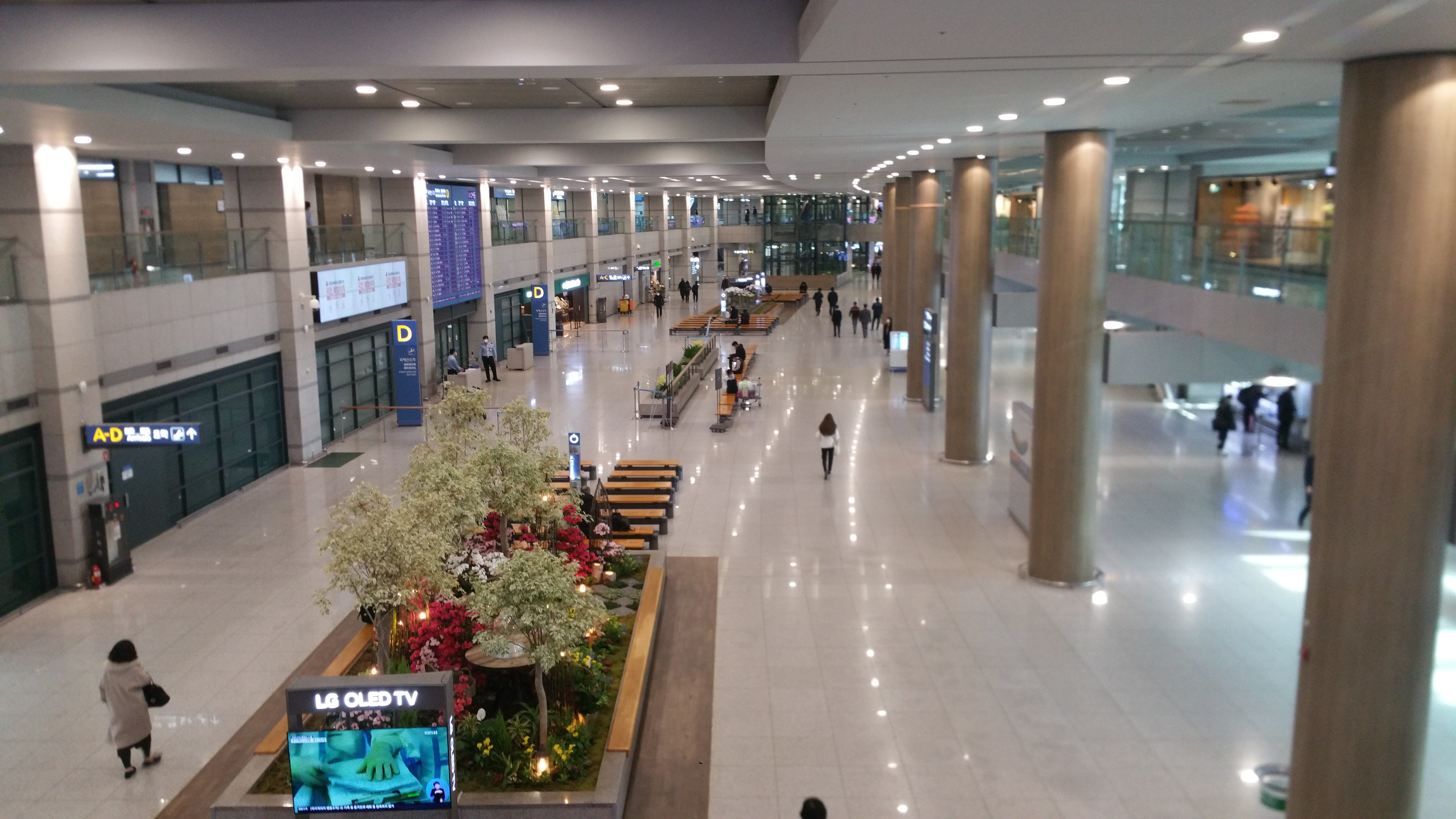
Aeroporto Internacional de Incheon na Coreia do Sul praticamente vazio, em 6 de março de 2020.

O turismo foi um dos setores mais afetados, devido às restrições de circulação, ao encerramento de espaços públicos, incluindo monumentos, e às recomendações governamentais em todo o mundo para não viajar. Consequentemente, várias companhias aéreas cancelaram voos devido à baixa procura, enquanto outras abriram falência. Várias estações de comboio e portos de ferries também encerraram. A epidemia na China ocorreu durante o Chunyun, o feriado de ano novo chinês, durante o qual eram esperados milhões de turistas. Inúmeras atrações e eventos de grande audiência foram cancelados ou encerrados por governos nacionais e regionais, incluindo a Disneyland de Hong Kong e Shangai. Diversos navios de cruzeiro foram afetados pelo novo coronavírus. Dentre eles, os navios Costa Serena, Diamon Princess, World Dream, MS Westerdam. e Grand Princess.
Apesar da elevada prevalência de casos de COVID-19 no norte de Itália e na região de Wuhan, nos primeiros meses da pandemia, e da consequente elevada procura por produtos alimentares, em nenhuma das regiões se verificou escassez de alimentos. As medidas implementadas contra a acumulação e comércio ilegal de bens essenciais evitaram a escassez de alimentos que tinha sido antecipada. A existência de prateleiras vazias foi apenas temporária, mesmo na cidade de Wuhan, onde as autoridades libertaram reservas de porco de forma a assegurar a alimentação da população. Em Itália existem leis semelhantes, que obrigam os produtores de alimentos a manter reservas para este tipo de emergências.

### Religião

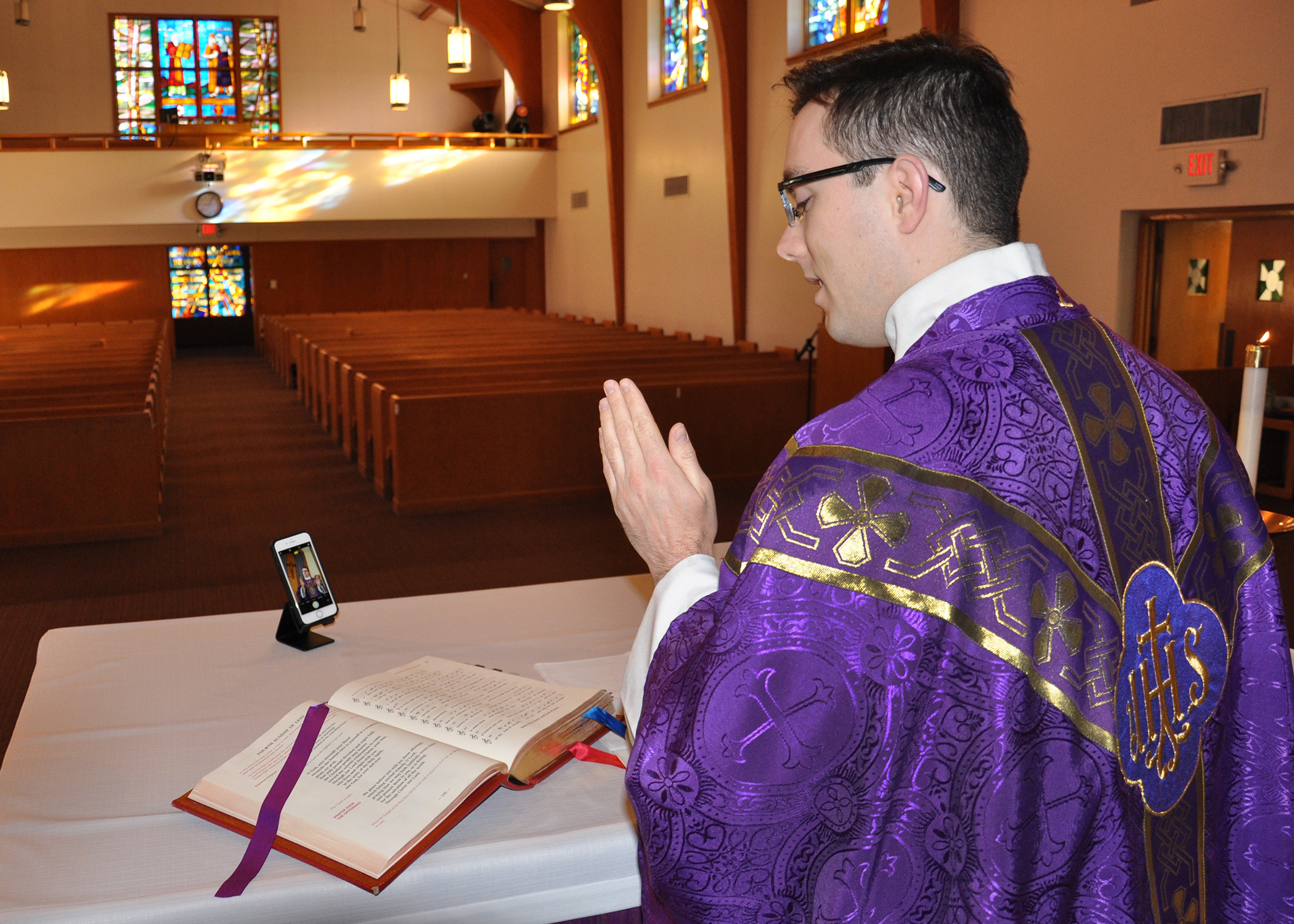
Um padre estadunidense se prepara para uma missa transmitida ao vivo em uma capela vazia na Base Aérea de Offutt, em março de 2020.

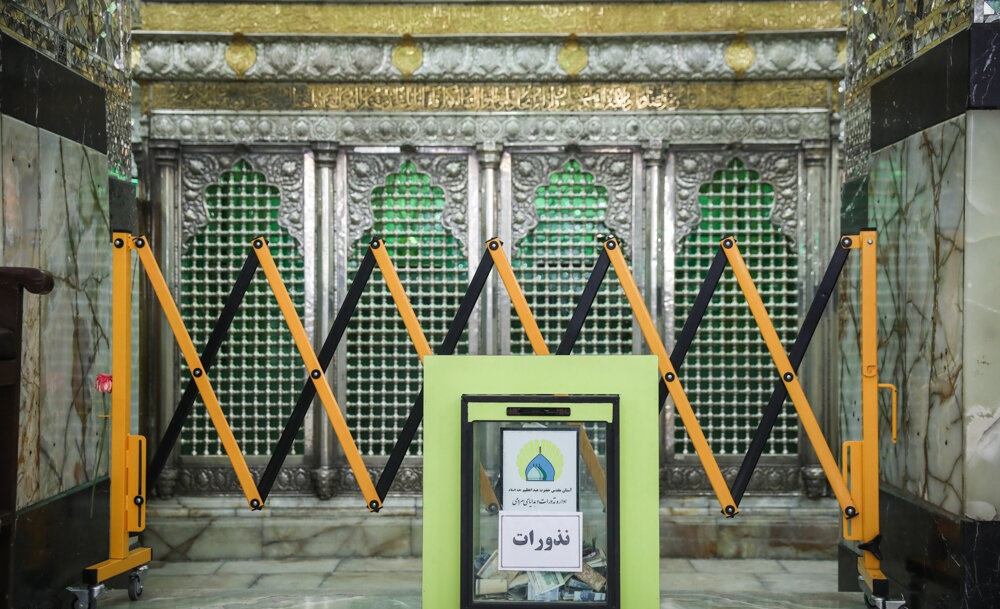
Uma mesquita fechada temporariamente por conta da pandemia em Rey, no Irão.

No mundo todo, muitas igrejas, mesquitas e templos suspenderam a presença dos cristãos e fiéis em seus cultos e missas, e acabaram recorrendo a serviços virtuais de transmissão das celebrações, como via live streaming ou outros meios, como televisão e rádio.
O Vaticano anunciou o cancelamento das cerimónias da Semana Santa em Roma. Muitas dioceses recomendaram aos fiéis que se mantivessem em casa em vez de assistir à missa, embora algumas disponibilizem a cerimónia em livestream ou na televisão.
De acordo com o Pew Research Center, em meio à pandemia de COVID-19, alguns grupos religiosos desafiaram as medidas de saúde pública e declararam que "as regras [durante a COVID-19] eram uma violação da liberdade religiosa".

### Cultura
Uma das consequências mais visíveis da pandemia foi o cancelamento de eventos desportivos, festivais de música, concertos, estreias de cinema, cerimônias religiosas, conferências tecnológicas e espetáculos de moda. A pandemia coincidiu com o Ano-Novo Chinês, uma época de grande temporada de festivais para a região e o período mais movimentado de viagens na China. Diversos eventos envolvendo grandes multidões foram cancelados pelos governos nacionais e regionais, incluindo o festival anual de Ano Novo em Hong Kong.
A pandemia causou a mais significativa perturbação no calendário desportivo mundial desde a Segunda Guerra Mundial. A maior parte dos grandes eventos desportivos agendados foi cancelada ou adiada, incluindo a Liga dos Campeões da UEFA de 2019–20, a Premier League de 2019–20, o Campeonato Europeu de Futebol de 2020, a Temporada da NBA de 2019–20, e a temporada da NHL de 2019–20. A pandemia também incitava dissabor entre comitês olímpicos quanto aos Jogos de Verão de 2020, que estavam previstos a iniciar-se em 2020, até o COI declarar, oficialmente, o adiamento do evento para o ano seguinte.
A indústria de entretenimento também foi afetada, com várias bandas a suspender ou cancelar digressões e concertos. Muitos teatros também suspenderam todas as exibições. Alguns artistas têm explorado formas de continuar a produzir e partilhar as suas obras através da internet como alternativa aos concertos ao vivo, como concertos em streaming, ou criando festivais web com presença de vários artistas.

### Saúde global e mental

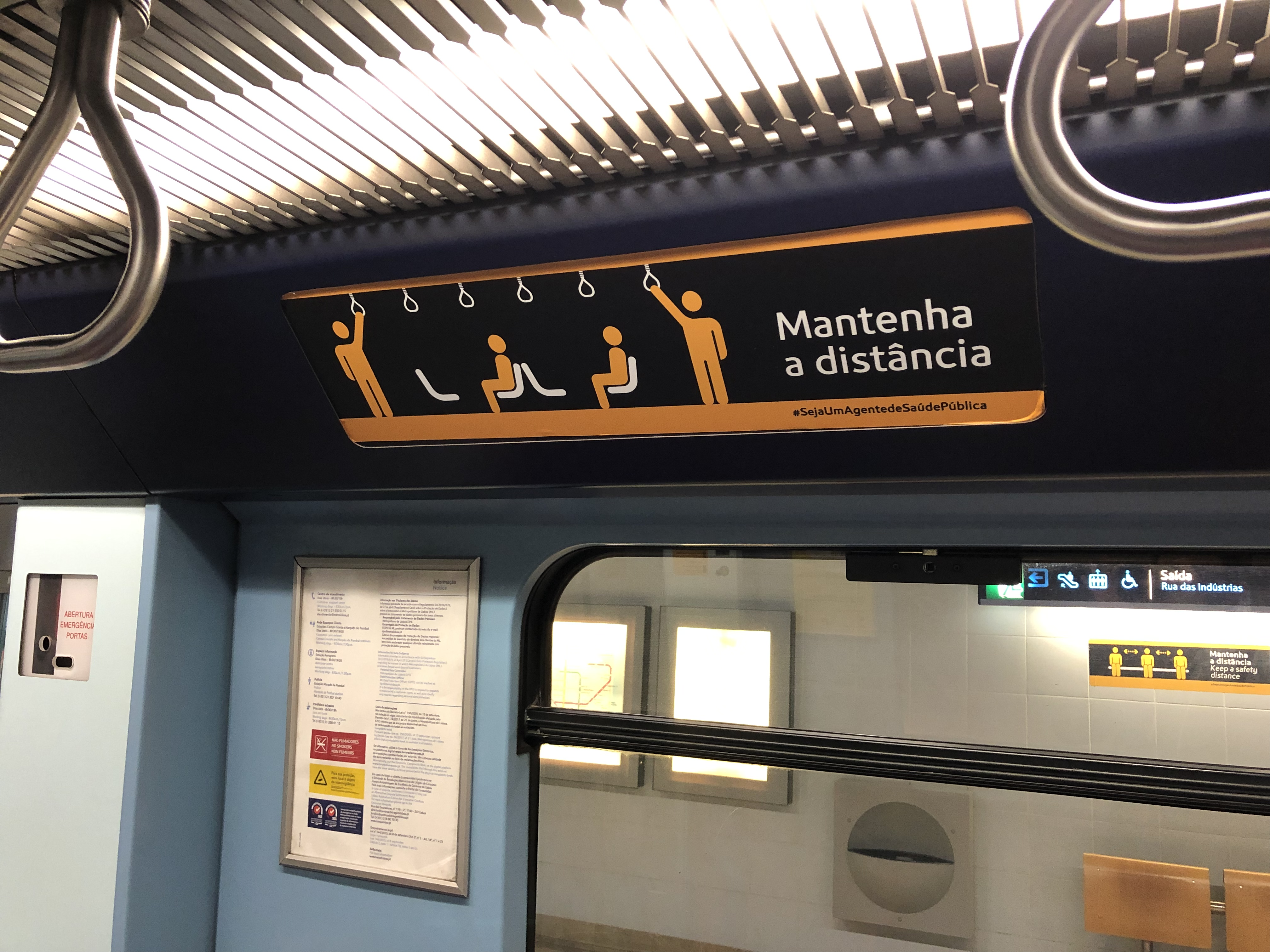
Aviso para manter o distanciamento social numa carruagem do Metropolitano de Lisboa.

A pandemia impactou a saúde global por diversas condições. A nível mundial, o medo da pandemia resultou em pessoas optando por evitar atividades que poderiam expô-las ao risco de infecção. As idas ao hospital caíram. As idas devido a sintomas de ataque cardíaco diminuíram 38% nos Estados Unidos e 40% na Espanha. O chefe de cardiologia da Universidade do Arizona disse: "Minha preocupação é que algumas dessas pessoas estejam morrendo em casa porque estão com muito medo de ir ao hospital". A escassez de suprimentos médicos afetou muitas pessoas.
A pandemia também afetou a saúde mental, aumentando a ansiedade e depressão, causando transtorno de estresse pós-traumático, e afetando profissionais de saúde, pacientes e indivíduos em quarentena. Também esteve associada com o aumento do estresse e do número de suicídios. O medo de contágio e o isolamento social foram alguns dos fatores estressantes resultantes da pandemia e das medidas de controle impostas por autoridades, como confinamentos e quarentenas, que contribuíram para uma piora no quadro de saúde mental da população. Profissionais da saúdes e estudantes foram alguns dos principais grupos afetados relativamente à sua saúde global e mental.

### Política
A pandemia afetou os sistemas políticos, causando suspensões de atividades legislativas, isolamentos ou mortes de políticos, e eleições remarcadas.
Embora tenham desenvolvido amplo apoio entre os epidemiologistas, as intervenções não farmacêuticas foram controversas em muitos países. A oposição intelectual veio principalmente de outros campos, juntamente com epidemiologistas heterodoxos.
Em 23 de março de 2020, o secretário-geral das Nações Unidas, António Manuel de Oliveira Guterres, apelou a um cessar-fogo global; 172 Estados membros da ONU e observadores assinaram uma declaração de apoio não vinculativa em junho, e o Conselho de Segurança das Nações Unidas aprovou uma resolução apoiando-o em julho.

### Sistemas alimentares
A pandemia interrompeu os sistemas alimentares em todo o mundo, atingindo em um momento em que a fome/desnutrição estava aumentando (estima-se que 690 milhões de pessoas não tinham segurança alimentar em 2019). O acesso a alimentos caiu – impulsionado pela queda da renda, remessas perdidas e interrupções na produção de alimentos. Em alguns casos, os preços dos alimentos subiram.
A pandemia e seus confinamentos e restrições de viagem retardaram o movimento de ajuda alimentar. De acordo com a Organização Mundial da Saúde, 811 milhões de indivíduos estavam desnutridos em 2020, "provavelmente relacionados às consequências da COVID-19".

### Meio ambiente

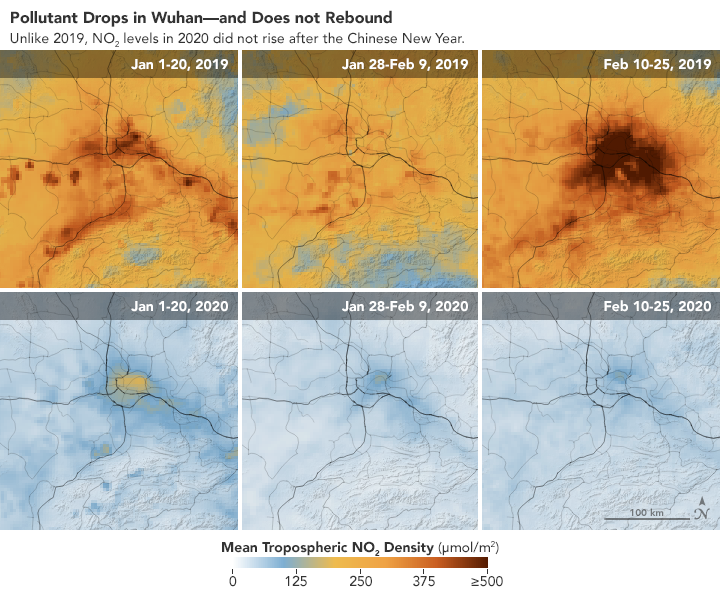
Imagens do Observatório da Terra da NASA mostram uma grande redução na poluição em Wuhan, China, comparando os níveis de NO 2 no início de 2019 (acima) e no início de 2020 (abaixo).

Devido ao impacto da pandemia nas viagens e na indústria, muitas regiões registraram uma diminuição na poluição do ar. Entre 1 de janeiro de 11 de março de 2020, a Agência Espacial Europeia observou um declínio acentuado nas emissões automóveis de óxido nitroso, centrais elétricas e fábricas na região do vale do Pó no norte de Itália, coincidente com os encerramentos na região. Os métodos para conter o avanço do vírus, como as quarentenas e as restrições de viagens, resultaram numa diminuição de 25% nas emissões de gases de efeito de estufa na China. No primeiro mês de quarentena, a China emitiu menos cerca de 200 milhões de toneladas dióxido de carbono do que no período homólogo de 2019, devido à redução no tráfego aéreo, refinamento de petróleo e consumo de carvão. O cientista de sistemas terrestres Marshall Burke estimou que dois meses de redução da poluição provavelmente salvaram a vida de 53 000 a 77 000 residentes chineses.
Apesar do declínio temporário nas emissões a nível global, a Agência Internacional de Energia lançou o aviso de que as perturbações económicas causadas pela pandemia poderiam impedir ou atrasar o investimento das empresas em energia sustentável. A pandemia também serviu como incentivo à adoção de políticas de teletrabalho.

### Xenofobia e racismo

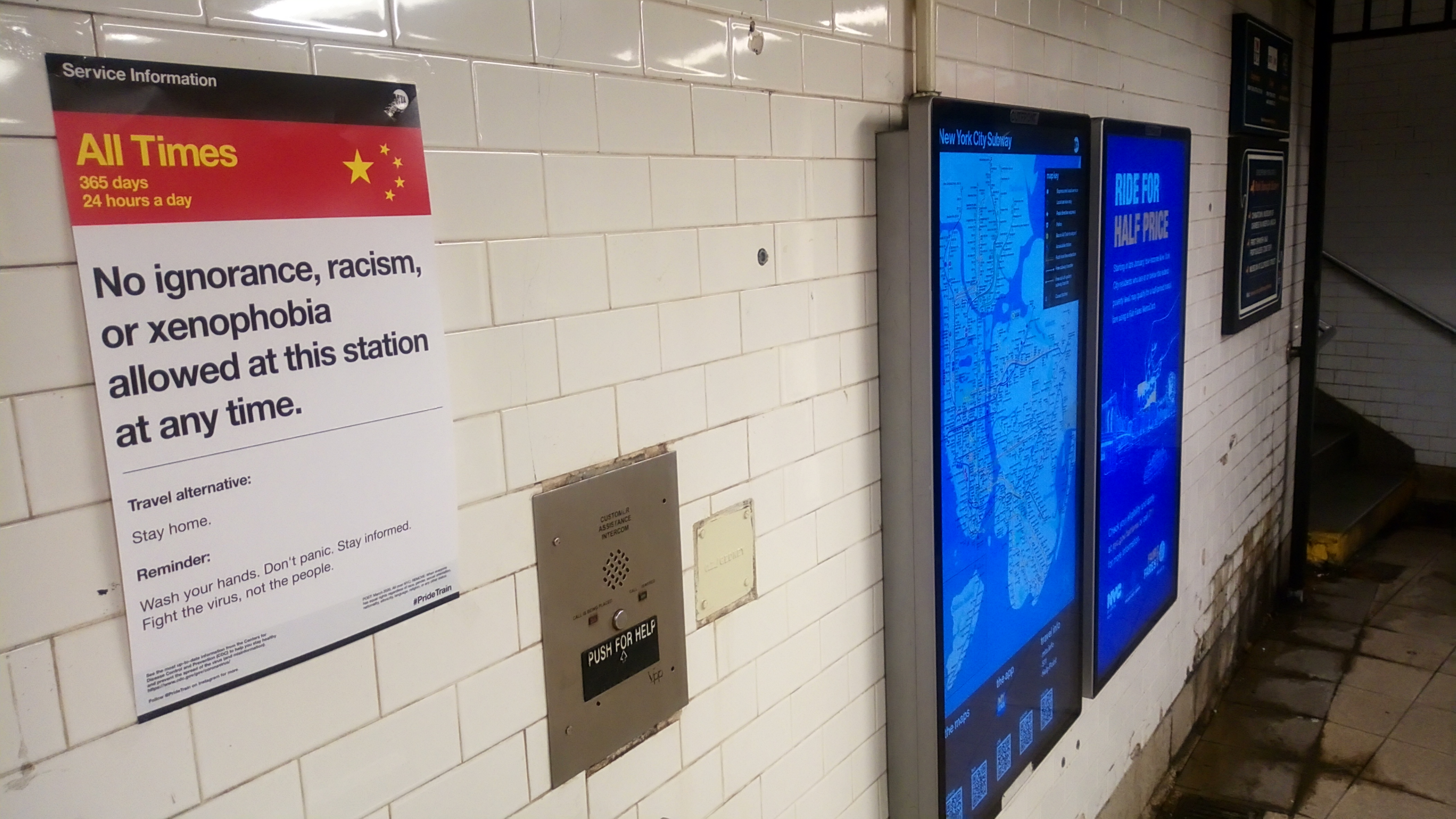
Cartaz antixenofobia no metrô de Nova Iorque.

Desde o início da pandemia se observou um aumento da discriminação, xenofobia e racismo contra pessoas de ascendência chinesa ou do extremo oriente, com incidentes em vários países, sobretudo na Europa, América do Norte e região da Ásia-Pacífico, mas também em alguns países de África. Muitos residentes de Wuhan e Hubei têm relatado sentir-se discriminados com base na sua origem regional. Desde o avanço do surto para outros países, cidadãos italianos têm também sido alvo de suspeição e xenofobia.
Em vários países, incluindo Malásia, Nova Zelândia, Singapura e Coreia do Sul, têm havido petições online com o intuito de criar pressão nos governos para impedir a entrada no país de cidadãos chineses. No Japão, uma hashtag com o nome #ChineseDontComeToJapan (em português, #ChinesesNãoVêmAoJapão) esteve nas tendências do Twitter. Vários cidadãos chineses no Reino Unido relataram um aumento de racismo, tendo sido feitas queixas de casos de agressão. Vários protestantes na Ucrânia atacaram autocarros que transportavam cidadãos ucranianos e estrangeiros que tinham sido evacuados de Wuhan. Estudantes do nordeste da Índia, que faz fronteiras com a China, e que estudam nas principais cidades indianas, têm relatado episódios de assédio relacionados com o surto de coronavírus. Autoridades locais na Bolívia colocaram em quarentena cidadãos japoneses, apesar de não terem nenhum sintoma da doença. Nas cidades russas de Moscovo e Ecaterimburgo cidadãos chineses foram alvo de campanhas de quarentena forçada e rusgas policiais, que foram condenadas por ativistas dos direitos humanos como tendo critérios racistas. A embaixada chinesa na Alemanha reconheceu um aumento de casos de hostilidade contra os seus cidadãos desde o início do surto. Em escolas da região de Paris, várias crianças de ascendência asiática foram ostracizadas e humilhadas com base na sua origem. Muitos franco-vietnamitas relatam também ter sido assediados desde o início do surto.
Em 30 de janeiro de 2020, o Comité de Emergência da OMS emitiu um comunicado aconselhando todos os países a ter presente os princípios do 3.º Artigo do Regulamento Sanitário Internacional, que afirma ser necessária prudência contra ações que promovam estigma ou discriminação ao conduzir medidas de resposta nacionais ao surto.

### Mudanças no estilo de vida

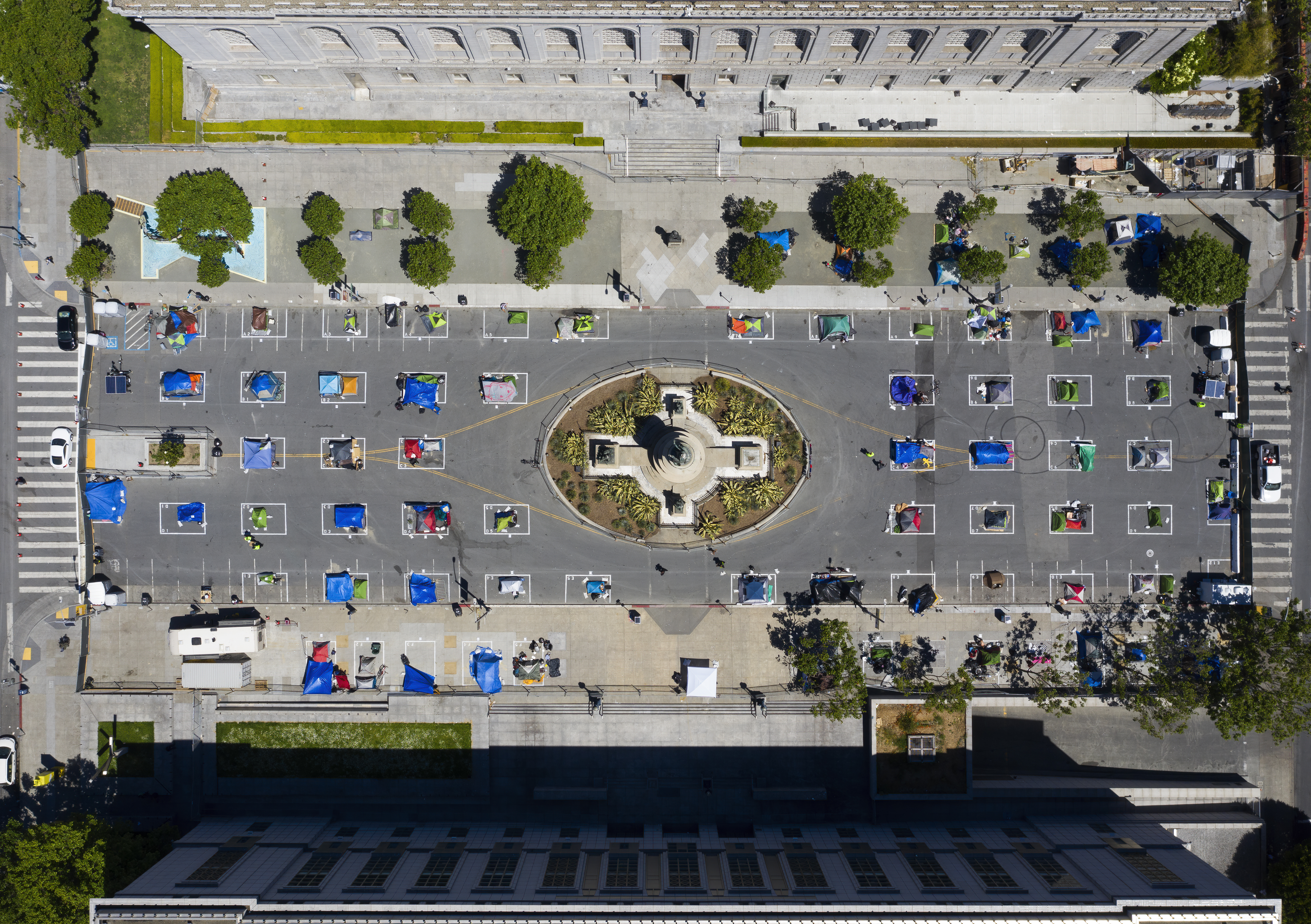
Um acampamento de sem-teto socialmente distanciados em São Francisco, Califórnia, em maio de 2020.

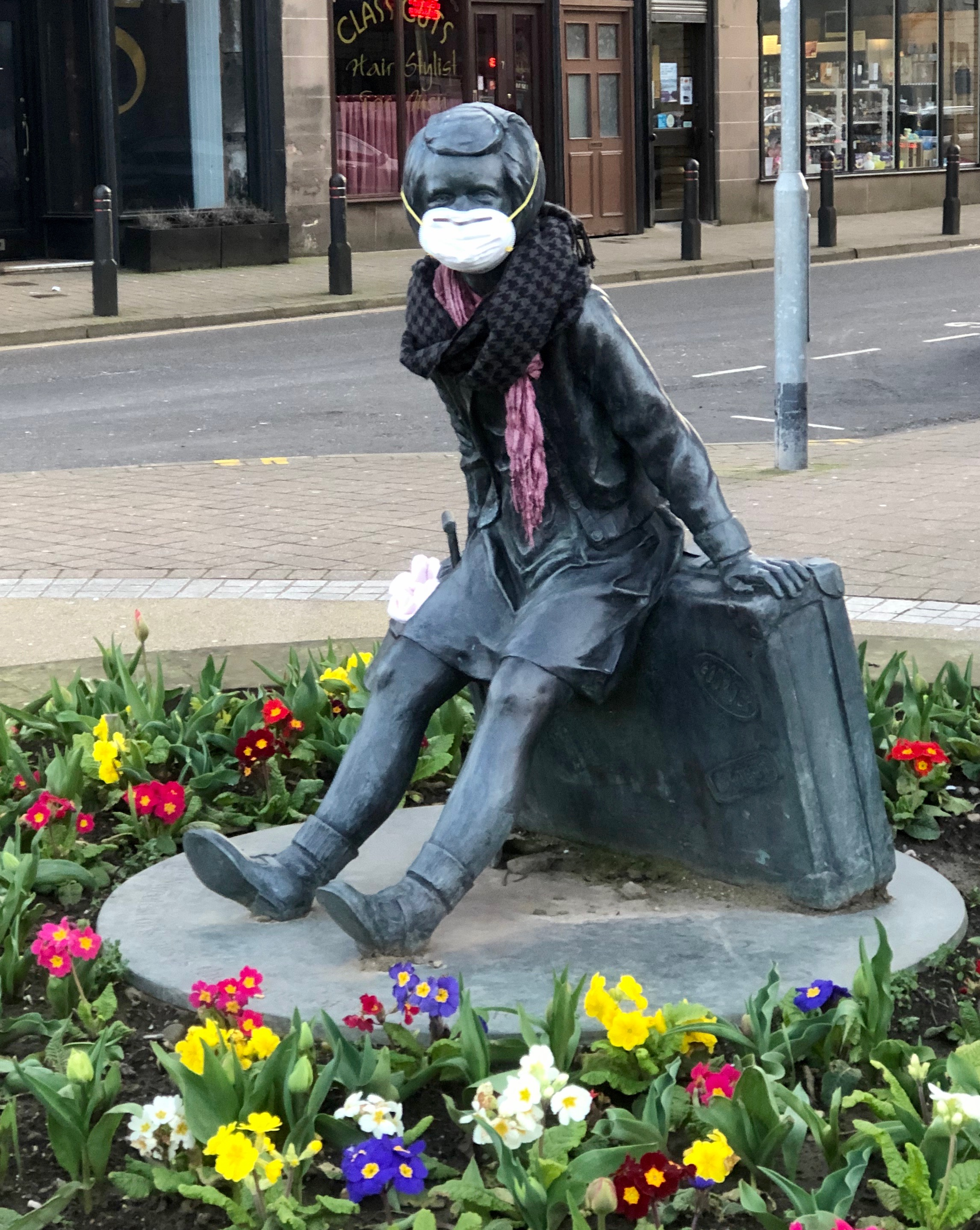
A estátua "Wee Annie" em Gourock, Escócia, recebeu uma máscara facial durante a pandemia.

A pandemia desencadeou grandes mudanças de comportamento, desde o aumento do comércio na Internet até mudanças culturais no mercado de trabalho. Os varejistas online nos Estados Unidos registraram 791,70 bilhões de dólares em vendas em 2020, um aumento de 32,4% em relação aos 598,02 bilhões de dólares do ano anterior. Os pedidos de entrega em domicílio aumentaram, enquanto as refeições em restaurantes fechados foram encerradas devido a pedidos de confinamento ou vendas baixas. Hackers, cibercriminosos e golpistas aproveitaram as mudanças para lançar novos ataques.
A educação em alguns países mudou temporariamente de atendimento físico para videoconferência. Demissões em massa encolheram as companhias aéreas, viagens, hospitalidade e outras indústrias. Apesar da maioria das empresas implementarem medidas para lidar com a COVID-19 no local de trabalho, uma pesquisa da Catalyst descobriu que até 68% dos funcionários em todo o mundo achavam que essas políticas eram apenas performáticas e "não genuínas".
A pandemia levou a um aumento do teletrabalho. De acordo com uma sondagem da Gallup, apenas 4% dos funcionários dos Estados Unidos estavam totalmente no teletrabalho antes da pandemia, em comparação com 43% em maio de 2020. Entre os trabalhadores administrativos, essa mudança foi mais pronunciada, com 6% a aumentar para 65% no mesmo período. Essa tendência continuou nas fases posteriores da pandemia, com muitos profissionais optando por permanecer no teletrabalho mesmo após a reabertura dos locais de trabalho. Muitas empresas nórdicas, europeias e asiáticas aumentaram o recrutamento de teletrabalhadores internacionais mesmo com o declínio da pandemia, em parte para poupar nos custos laborais. Isto também levou a uma "drenagem de talentos" mundial, principalmente no sul e em áreas remotas no norte do mundo. O alto custo de vida e as densas áreas urbanas também perderam valor imobiliário de escritórios devido ao êxodo de teletrabalhadores. Em maio de 2023, devido ao aumento dos despedimentos e às preocupações com a produtividade, alguns locais de trabalho administrativos nos Estados Unidos recorreram a sanções de avaliação de desempenho e incentivos indiretos (por exemplo, doações a instituições de caridade) para incentivar os trabalhadores a regressar ao escritório.

### Historiografia
Um estudo de 2021 observou que a pandemia de COVID-19 aumentou o interesse por epidemias e doenças infecciosas entre os historiadores e o público em geral. Antes da pandemia, esses tópicos geralmente eram ignorados pela história "geral" e só recebiam atenção na história da medicina.

## Disseminação da informação
Algumas organizações de notícias removeram os seus acessos pagos online para alguns ou todos os seus artigos e publicações relacionados com a pandemia. Muitos editores científicos forneceram artigos de periódicos relacionados à pandemia ao público gratuitamente como parte da Iniciativa de Emergência de Saúde Pública da COVID-19 dos Institutos Nacionais da Saúde. De acordo com uma estimativa de investigadores da Universidade de Roma, 89,5% dos artigos relacionados com a COVID-19 eram de acesso aberto, em comparação com uma média de 48,8% para as dez doenças humanas mais mortais. A parcela de artigos publicados em servidores de pré-impressão antes da revisão por pares aumentou dramaticamente.

### Desinformação

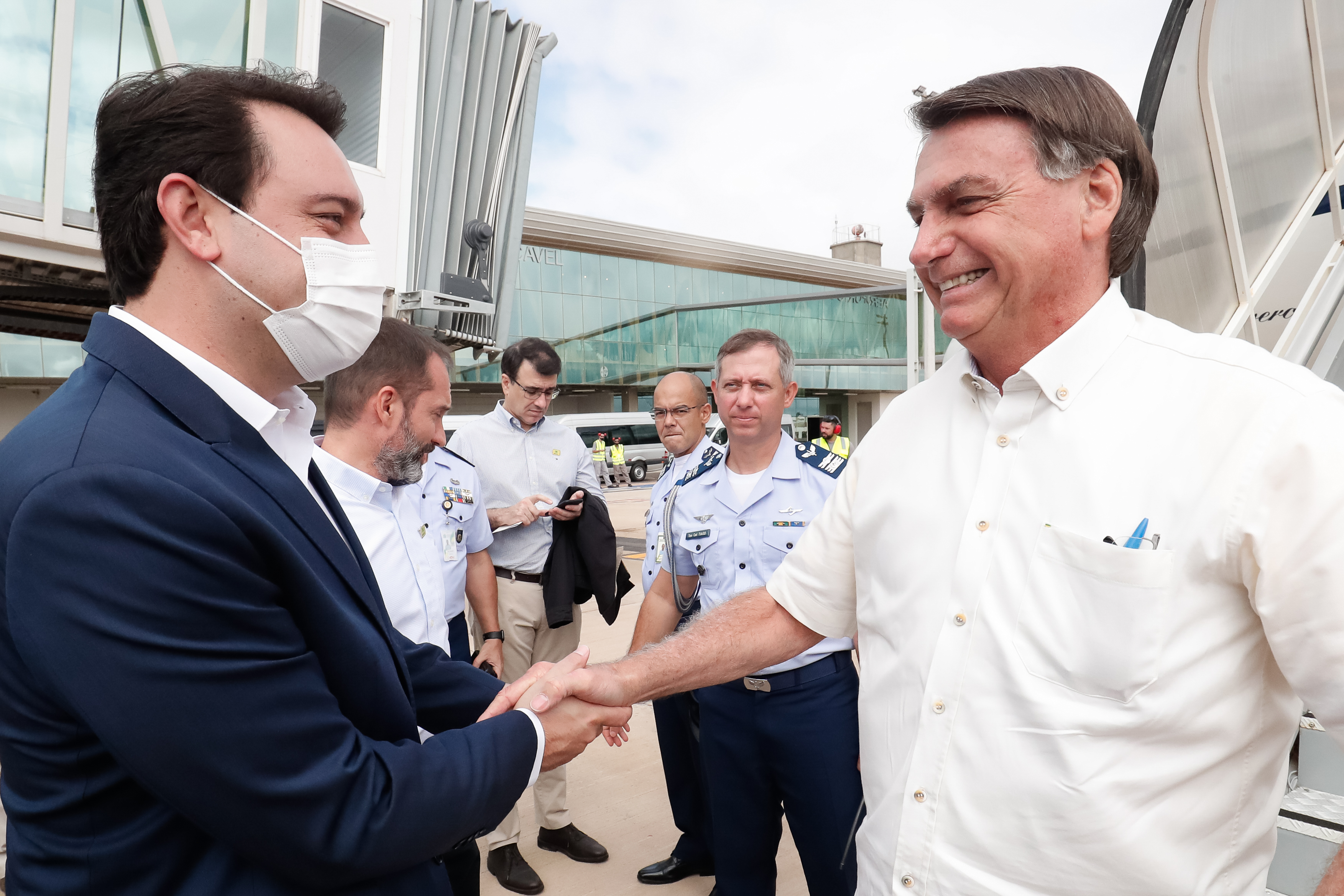
O ex-presidente brasileiro Jair Bolsonaro minimizou a pandemia e criticou o isolamento social.

Após o surto inicial começaram a circular na internet diversas teorias da conspiração e desinformação sobre a origem e escala do coronavírus da COVID-19. Várias histórias nas redes sociais alegavam, entre outras coisas, que o vírus seria uma arma biológica, um esquema de controlo populacional ou o resultado de uma operação de espionagem.
O Facebook, Google e Twitter anunciaram que tomariam medidas rigorosas contra possível desinformação. No seu blog, o Facebook afirmou que removeria qualquer conteúdo assinalado pelas principais organizações de saúde e autoridades locais que violasse a sua política de conteúdo sobre desinformação e que pudesse levar a potenciais prejuízos físicos.
Em 2 de fevereiro, a OMS afirmou existir uma epidemia massiva de desinformação a acompanhar o surto e a resposta ao surto, citando uma superabundância de informação sobre o vírus, correta ou falsa, que fazia com que fosse difícil às pessoas encontrar fontes fidedignas e recomendações confiáveis quando precisavam.
A OMS afirmou ainda que a elevada procura por informação atualizada e de confiança incentivou à criação de uma linha de apoio permanente para desmistificar mitos, e que as suas equipas de comunicação e redes sociais têm estado a monitorizar e combater a desinformação através do seu site e páginas nas redes sociais.
A OMS tem desmascarado diversas falsidades que circulam nas redes sociais, incluindo a alegação de que uma pessoa pode saber se tem o vírus ou não apenas sustendo a respiração, de que beber bastante água oferece proteção contra o vírus, ou de que gargarejar água com sal previne a infeção.

## Cultura e sociedade
A pandemia de COVID-19 teve um grande impacto na cultura popular. Foi incluída nas narrativas de séries de televisão pré-pandemia que estavam em andamento e tornou-se uma narrativa central em novas séries, com resultados mistos. Escrevendo para o The New York Times sobre o então próximo seriado da BBC, Pandemonium, em 16 de dezembro de 2020, David Segal perguntou: "Estamos prontos para rir da Covid-19? Ou melhor, há algo divertido, ou reconhecível de forma humorística, sobre vida durante uma peste, com todas as suas indignidades e contratempos, para não mencionar os seus rituais e regras?"
A pandemia levou algumas pessoas a procurarem um escapismo pacífico nos meios de comunicação social, enquanto outras foram atraídas para pandemias fictícias (por exemplo, apocalipses zumbis) como uma forma alternativa de escapismo. Temas comuns incluíam contágio, isolamento e perda de controle. Muitos fizeram comparações com o filme de ficção Contágio (2011), elogiando sua precisão enquanto notavam algumas diferenças, como a falta de uma distribuição ordenada da vacina.
À medida que as pessoas recorriam à música para aliviar as emoções evocadas pela pandemia, o número de ouvintes do Spotify mostrou que os gêneros clássico, ambiental e infantil cresceram, enquanto o pop, o country e a dança permaneceram relativamente estáveis.

## Transição para fases posteriores
Em junho de 2022, um artigo da Human Genomics dizia que "agora é a hora de explorar a transição da pandemia para a fase endêmica. Esta última exigirá vigilância e cooperação em todo o mundo, especialmente nos países emergentes", e sugeriu que os países desenvolvidos deveriam ajudar no aumento das taxas de vacinação em todo o mundo.
Uma revisão de março de 2022 declarou que a transição para o status endêmico era "inevitável". Uma revisão de junho de 2022 previu que o vírus que causa a COVID-19 se tornaria o quinto coronavírus sazonal endêmico, ao lado de outros quatro coronavírus humanos.
Embora a pandemia de COVID-19 ainda seja considerada como "em curso" pela Organização Mundial da Saúde, Tedros Adhanom Ghebreyesus, diretor-geral da OMS, afirmou que "[O mundo] nunca esteve em uma posição melhor para acabar com a pandemia", referindo que: "Ainda não chegamos lá. Mas o fim está próximo – podemos ver a linha de chegada". Em 3 de dezembro de 2022, Ghebreyesus voltou a referir que: "Estamos muito mais perto de poder dizer que a fase de emergência da pandemia acabou".
Uma revisão de fevereiro de 2023 dos quatro coronavírus do resfriado comum concluiu que o vírus se tornaria sazonal e, como o resfriado comum, causaria doenças menos graves para a maioria das pessoas. Apesar disso, um estudo mais recente referiu que a transição para a fase endêmica da COVID-19 poderá levar anos ou décadas.
Em 5 de maio de 2023, a Organização Mundial de Saúde declarou que a pandemia de COVID-19 deixou de ser uma Emergência de Saúde Pública de Âmbito Internacional. Isto levou a que vários meios de comunicação reportassem incorretamente que isso significava que a pandemia estava "acabada". A OMS comentou à Full Fact que era improvável declarar o fim da pandemia "num futuro próximo" e mencionou a cólera, que considera ter continuado a ser uma pandemia desde 1961. A OMS não tem uma categoria oficial para pandemias nem faz declarações sobre quando as pandemias começam ou terminam.
Em junho de 2023, Hans Kluge, diretor da OMS na Europa, comentou que "embora a emergência de saúde pública internacional possa ter terminado, a pandemia certamente não". A OMS na Europa lançou um plano de transição para gerir a resposta de saúde pública à COVID-19 nos próximos anos e preparar-se para possíveis emergências futuras.
Epidemias e pandemias geralmente terminam quando a doença se torna endêmica e quando a doença se torna "uma parte aceita e administrável da vida normal em uma determinada sociedade". O fim de uma pandemia ou outra epidemia raramente envolve o desaparecimento total de uma doença e, historicamente, muito menos atenção tem sido dada à definição dos fins das epidemias do que aos seus começos. Os fins de epidemias específicas foram definidos de várias maneiras, diferindo de acordo com o campo acadêmico e de forma diferente com base na localização e no grupo social. O fim de uma epidemia pode ser considerado um fenômeno social, não apenas biológico.
Até março de 2024, ainda não havia uma definição amplamente aceita de quando uma doença é ou não uma pandemia, embora esforços para uma definição formal estivessem em andamento. Especialistas questionados pela Time naquele mês observaram que a COVID-19 continuou a circular e causar doenças, mas expressaram incerteza quanto a se ainda deveria ser descrita como uma pandemia. No geral, as opiniões dos especialistas divergem sobre se a COVID-19 é considerada endêmica ou pandêmica, apesar da OMS ainda continuar a chamar a doença de pandemia em seu site oficial.

## Efeitos a longo prazo

### Economia
Apesar das fortes recuperações econômicas após os confinamentos iniciais no começo de 2020, nas últimas fases da pandemia, muitos países começaram a sentir efeitos econômicos a longo prazo. Vários países registaram taxas de inflação elevadas que tiveram impactos globais, particularmente nos países em desenvolvimento. Alguns impactos econômicos, como a cadeia de suprimentos e as operações comerciais, foram considerados mais permanentes, uma vez que a pandemia expôs grandes fraquezas nestes sistemas.
Na Austrália, a pandemia causou um aumento da síndrome de burnout em 2022.
Durante a pandemia, uma grande percentagem de trabalhadores no Canadá passou a preferir trabalhar a partir de casa, o que teve impacto no modelo de trabalho tradicional. Algumas empresas fizeram esforços para compelir os trabalhadores a regressar ao trabalho no local, enquanto algumas abraçaram a ideia.

### Viagem
Houve um crescimento significativo de viagens que fez com que as viagens aéreas se recuperassem a taxas mais rápidas do que o previsto, e a indústria aeronáutica tornou-se lucrativa em 2023 pela primeira vez desde 2019, antes da pandemia. No entanto, as questões econômicas fizeram com que alguns previssem que este crescimento começaria a abrandar. As viagens de negócios nas companhias aéreas ainda estavam abaixo dos níveis pré-pandemia e prevê-se que não recuperem.

### Saúde
Um aumento no excesso de mortes por causas subjacentes não relacionadas à COVID-19 foi em grande parte atribuído a problemas sistemáticos que causaram atrasos nos cuidados de saúde e no rastreio durante a pandemia, o que resultou num aumento de mortes não relacionadas com a COVID-19.

### Imunizações
Durante a pandemia, milhões de crianças não foram vacinadas, à medida que os países concentravam esforços no combate à COVID-19. Foram feitos esforços para aumentar as taxas de vacinação entre crianças em países em desenvolvimento. Estes esforços tiveram sucesso no aumento das taxas de vacinação para algumas doenças, embora a ONU tenha observado que a vacinação contra o sarampo pós-pandemia ainda estava atrasada.
Parte da diminuição da imunização foi motivada por um aumento da desconfiança nas autoridades de saúde pública. Isto foi observado tanto em países em desenvolvimento como em países desenvolvidos. Vários países africanos registaram um declínio nas vacinações devido à desinformação sobre a pandemia que fluiu para outras áreas. As taxas de imunização ainda não recuperaram nos Estados Unidos e no Reino Unido.

### Agências de saúde
- «COVID-19» (em inglês). (Questões & Respostas, vídeos instrutivos; Fatos/Mitos) da Organização Mundial da Saúde (OMS) . Consultado em 4 de outubro de 2022
- «COVID-19» (em inglês). do Governo do Canadá . Consultado em 4 de outubro de 2022
- «COVID-19» (em inglês). (Questões & Respostas) do Centro Europeu de Prevenção e Controlo das Doenças (ECDC) . Consultado em 4 de outubro de 2022
- «COVID-19» (em inglês). (Questões & Respostas) do Ministério da Saúde de Singapura . Consultado em 4 de outubro de 2022
- «COVID-19» (em inglês). (Questões & Respostas) do Centro de Controle e Prevenção de Doenças (CDC) dos Estados Unidos . Consultado em 4 de outubro de 2022
- «COVID-19 – Informações para o local de trabalho» (em inglês). do National Institute for Occupational Safety and Health (NIOSH) dos Estados Unidos . Consultado em 4 de outubro de 2022

### Diretórios
- «Diretório da COVID-19 em Curlie» (em inglês). . Consultado em 4 de outubro de 2022
- «COVID-19 – Diretório de recursos no OpenMD» (em inglês). . Consultado em 4 de outubro de 2022

### Dados e gráficos
- «Relatórios de situação da doença por coronavírus 2019 (COVID-19)» (em inglês). e map da Organização Mundial da Saúde (OMS) . Consultado em 4 de outubro de 2022
- «COVID-19 – Centro de recursos» (em inglês). , map, e – Dados históricos da Universidade Johns Hopkins . Consultado em 4 de outubro de 2022
- «COVID-19 – Conjuntos de dados» (em inglês). publicado pelo Centro Europeu de Prevenção e Controlo das Doenças (ECDC) . Consultado em 4 de outubro de 2022
- «COVID-19 – Observador» (em inglês). baseado nos dados da Universidade Johns Hopkins . Consultado em 4 de outubro de 2022
- «COVID-19 – Estatística e Pesquisa» (em inglês). publicado pela Our World In Data . Consultado em 4 de outubro de 2022
- «Rastreador da COVID-19» (em inglês). do Stat News . Consultado em 4 de outubro de 2022
- «COVID-19 – Projeções» (em inglês). para muitos países publicado pelo Instituto de Métricas e Avaliação da Saúde . Consultado em 4 de outubro de 2022
- «Planilhas: comparações de países» (em inglês). . Consultado em 4 de outubro de 2022
- «Calculadora epidêmica» (em inglês). . Consultado em 4 de outubro de 2022
- «Restrições de viagens mundiais» (em inglês). basedas nos dados do Programa Alimentar Mundial (WFP) . Consultado em 4 de outubro de 2022

### Revistas e periódicos médicos
- «Coronavírus (COVID-19)» (em inglês). por The New England Journal of Medicine . Consultado em 4 de outubro de 2022
- «Centro do Coronavírus (COVID-19)» (em inglês). por BMJ Publishing Group . Consultado em 4 de outubro de 2022
- «Doença por Coronavírus 2019 (COVID-19)» (em inglês). por JAMA: The Journal of the American Medical Association . Consultado em 4 de outubro de 2022
- «COVID-19: Surto do Novo Coronavírus» (em inglês). (em inglês). Consultado em 4 de outubro de 2022Arquivado em 2020-09-24 no Wayback Machine por Wiley Publishing . Consultado em 4 de outubro de 2022
- «Coleção da pandemia de COVID-19 (2019–20)» (em inglês). por Public Library of Science (PLOS) . Consultado em 4 de outubro de 2022
- «Portfólio da COVID-19» (em inglês). , uma coleção com curadoria de publicações e preprints pelo National Institutes of Health (NIH) . Consultado em 4 de outubro de 2022
- «Destaques da pesquisa da COVID-19» (em inglês). por Springer Nature . Consultado em 4 de outubro de 2022
- «COVID-19 – Centro de Recursos» (em inglês). pelo The Lancet . Consultado em 4 de outubro de 2022
- «Centro de Informações sobre o Novo Coronavírus» (em inglês). por Elsevier . Consultado em 4 de outubro de 2022